# ザウアーラント
| 基本情報 | 基本情報                                               |
| -------- | ------------------------------------------------------ |
| 州       | ノルトライン＝ヴェストファーレン州 ヘッセン州          |
| 行政管区 | アルンスベルク行政管区 カッセル行政管区                |
| 面積     | 4,462.04 km2                                           |
| 人口     | 882.505人（2013年12月31日現在）                        |
| 人口密度 | 198人/km2                                              |
| 最高地点 | 海抜 843.2 m（ランゲンベルク）                         |
| 最低地点 | 海抜 106.2 m（イーザーローン＝ライネンのルール川沿い） |
| 地図     |                                                        |
|          |                                                        |

ザウアーラント (ドイツ語: Sauerland, ドイツ語発音: [ˈza‿uɐlant])は、ドイツ、ヴェストファーレン地方の中低山地である。定義によってはヘッセン州の一部をも含む。ザウアーラントはライン・シーファー山地の北東部を占める。精確な境界は定まっておらず、その意味するところにより、常に変化しうる。その中心部分は、メーネ川南部とルール川南部から構成されている。前者は、かつて主にカトリックが支配的なヴェストファーレン公領に属しており（クーアケルニシェス・ザウアーラント）、後者は主にプロテスタントが優勢なマルク伯領に属していた（メルキシェス・ザウアーラント）。少なくとも一般的な定義の1つによれば、これにヘッセン州ヴァルデック＝フランケンベルク郡のウプラントも含まれる。この地域は様々な部分山地を含んでいる。最も高い山はロタール山地に位置する。ここからルール川やレネ川が湧出している。州全体の平均と比較して人口密度の少ないこの地域には、多くの森や堰止め湖が存在する。経済的には、農林業と並んで、鉱石の採掘や鉄/金属工業が盛んである。現在は主に中小企業が存在している。また、特にこの地方の高地であるホーホザウアーラントに位置する集落では、観光業も大きな意味を持っている。

## 地理

### 位置と境界
ザウアーラントはヴェストファーレン南部に位置している。これには旧マルク伯領、旧ヴェストファーレン公領、ライン・シーファー山地北東部およびその境界地域が含まれる。ザウアーラント地方は、常に自由な線引きがなされ、歴史上特定の領邦に由来する概念ではないため、固定された境界の定義を有さない。さらにその概念は常にその意味を変化させ続けている。
西、南、東の境界線は主に歴史上の境界線であるが、北は風景/風土の違いによる。考えられる線引きの1つは、西はエネペ川とフォルメ川との分水界で、このラインは南ではアッガー川とビッゲ川との分水界につながっている。これは、マルク伯領とベルク公領との境界、あるいはプロイセン時代のヴェストファーレン州とライン州との境界にあたる。このラインでは、西の境界の一部は現在のエネペ＝ルール郡に入り込んでいるが、この地域は通常はルール地方に含められる。これはハーゲン市についても同様である。南はジーガーラントおよびヴィトゲンシュタイン地方と境を接している。しかし、歴史的背景が全く異なっているにもかかわらず、これら2つの地域はしばしばザウアーラントともに言及される。通常これら3つの地域は南ヴェストファーレン地方として包括される。さらに、東にはコルバッハのツェヒシュタイン低地とロタール山地の南東端が位置している。これらはヴァルデック伯領との歴史的な境界線にあたる。しかし、ヴァルデックのウプラントもホーホザウアーラントの一部に含まれる。北はルール川、メーネ川、およびヴェストファーレン盆地の白亜層の南端が境界となる。しかし、ハール山地の一部や、ヘルヴェーク地域の一部はザウアーラントに含まれる。この他ザウアーラントには数多くの定義があるが、おおむねルール川とレネ川の水源地域であるとされる。
自然環境・地質学的見地からザウアーラントは、「ベルギッシュ＝ザウアーレンディシェス山地」とも呼ばれ、「南ベルクラント」に含まれる。

### 都市と郡
ザウアーラントで最も人口の多い街はイーザーローンで、92,404人が住む。アルンスベルク（74,206人）、リューデンシャイト（71,463人）がこれに次ぐ（人口は、2023年12月31日現在）。最も広い街はシュマレンベルク（303.1 km2）、ブリーロン（229.2 km2）、メシェデ（218.5 km2）である。
ザウアーラントには、中心的機能を担う都市はない。
ザウアーラントのノルトライン＝ヴェストファーレン州に属す部分には、西はメルキッシャー郡、南はオルペ郡、中央から東にザウアーラントの最も大きな部分を占めるホーホザウアーラント郡がある。この他にゾースト郡の南部やヴァルデック＝フランケンベルク郡のウプラントが、多くの場合ザウアーラントに含められる。
上述の地域や市の他にウナ郡、パーダーボルン郡、エネペ＝ルール郡に属すいくつかの市町村や、ハーゲン市の一部がザウアーラントに含まれる。

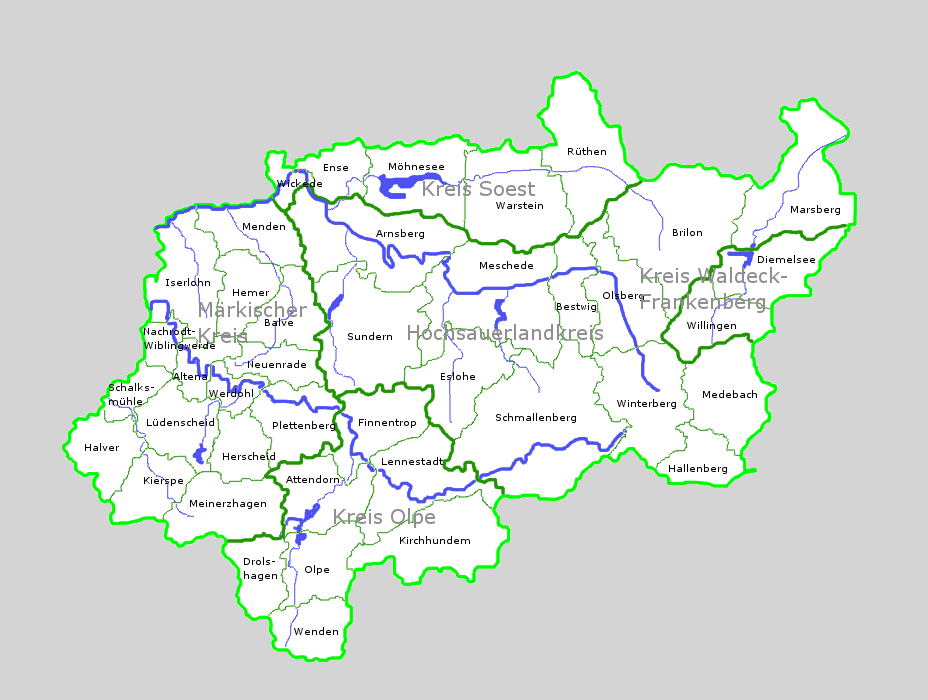
ザウラーラントの範囲図

### 隣接する地域
ザウアーラントは、南はヴィトゲンシュタイン地方およびジーガーラントに移行し、西はベルギシェス・ラントに至る。これら3つの地方はいずれも南ベルクラントの一部であり、歴史的理由により区別されている。
ザウアーラントは、北西はルール地方に接する。両地域は歴史上も自然環境上も重なり合うが、経済発展の様子が異なっている。
東はゾースト盆地の一部であるヘルヴェーク盆地と、北東から東は東ヴェストファーレンのホーホシュティフト・パーダーボルンと境を接する。これらの地域はヴェストファーレン盆地に位置しており、山がちなザウアーラントとは異なっている。
南東と南に隣接する地域がヴァルデックである。この地域は歴史上ザウアーラントから分離された地域である。ウプラントは、この両方の地域に属す特殊な状態にある。
ベルギシェス・ラントはラインラントに、ヴァルデックは北ヘッセンに、残りの地域はいずれもザウアーラントと同じヴェストファーレンに含まれる。

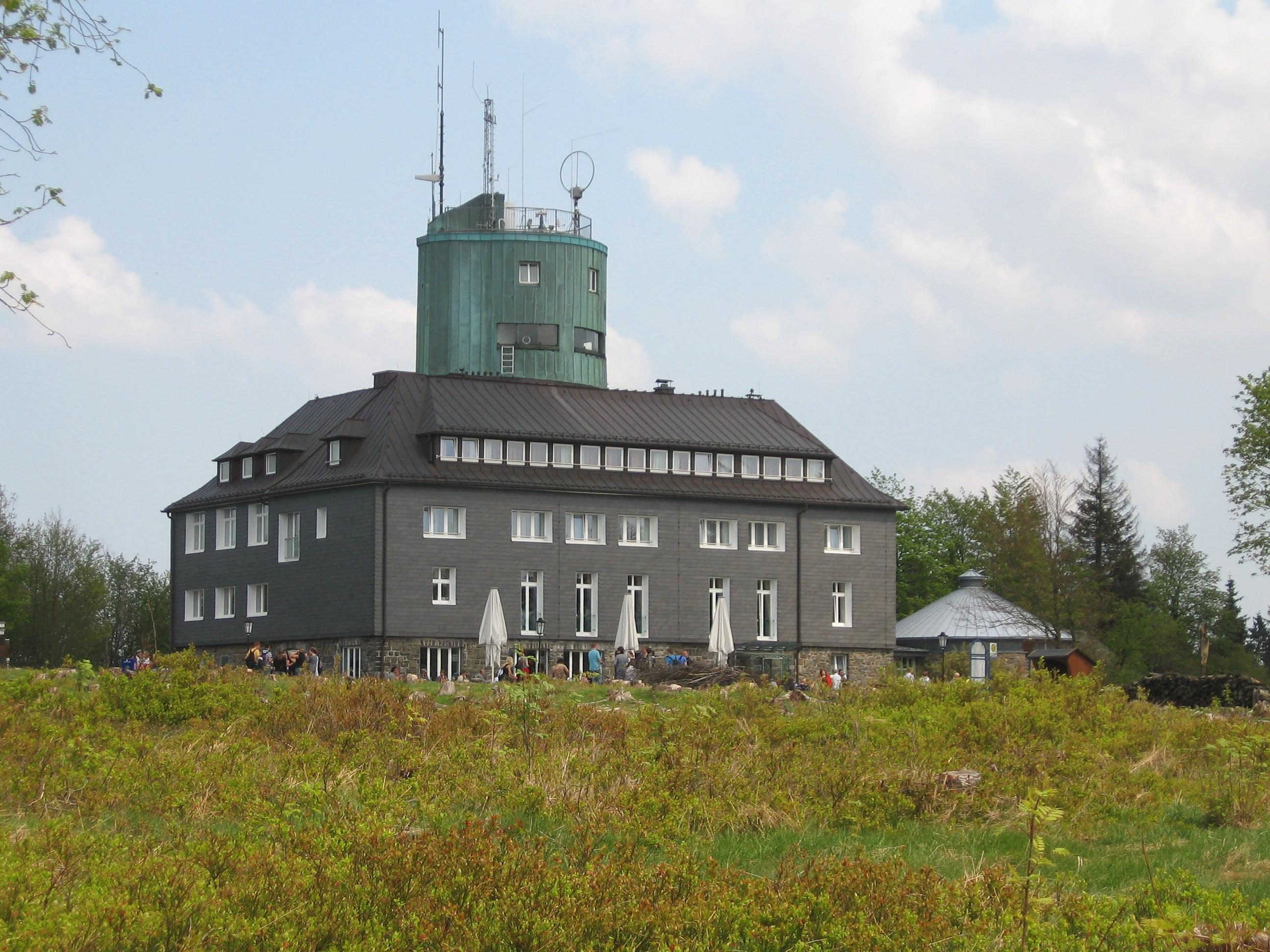
カーラー・アステン山頂のアステン塔

### 山
ザウアーラントの高い山はいずれもロタール山地に属す。ヴィリンゲンとニーデルスフェルトとの間に位置するランゲンベルク (海抜 843.2 m)、ヴィリンゲンの南に位置するヘーゲコプフ (842.9 m)、ヴィンターベルク近郊のカーラー・アステン (841.9 m) である。ランゲンベルクは、ロタール山地の最高峰であると同時に、ノルトライン＝ヴェストファーレン州の、さらには北西ドイツの最高峰でもある。その山頂をノルトライン＝ヴェストファーレン州とヘッセン州との州境が通っている。完全にヘッセン州に位置するヘーゲコプフは北ヘッセン北部でランゲンベルクに次いで2番目に高い山である。
ロタール山地の他に、この地域には多くの山並みが存在する。ザールハウザー・ベルゲ（ヒンベルク 687.7 m）、エッベ山地（ノルトヘレ 663.3 m）、レネ山地（ホーメルト 656.1 m）、ノルトザウアーラント（プラックヴェークヘーエ 581.5 m）などがそれである。

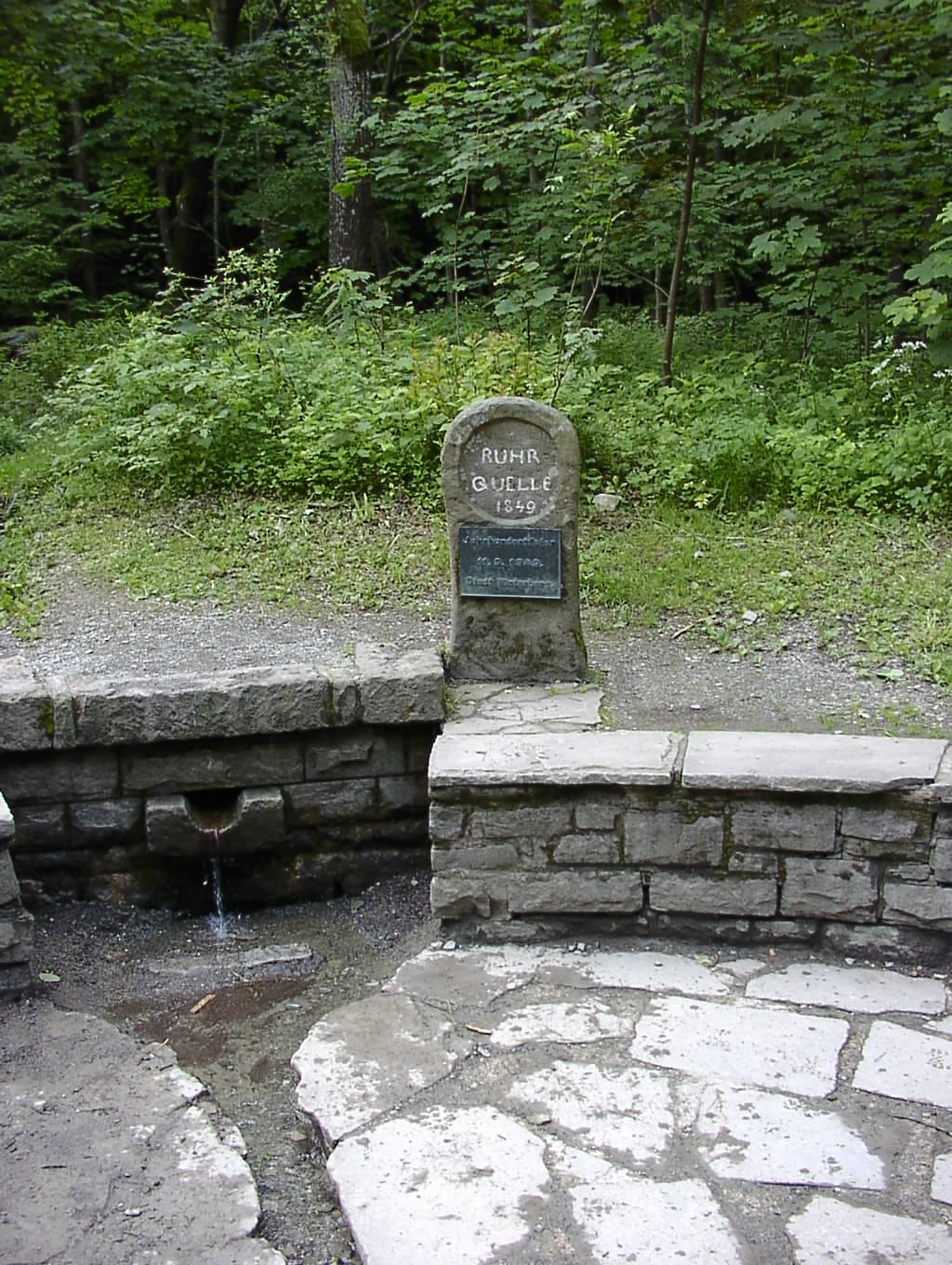
ヴィンターベルクのルール川水源

### 河川
ザウアーラントおよびその最高峰であるランゲンベルクを南北にライン＝ヴェーザー分水界が通っている。この分水界の西側では大部分がライン川の支流であるルール川に流れ込むが、北東の端の地域ではリッペ川に流れ込んでいる。
他のライン川の支流は一部（ヴィトゲンシュタイン地方のラーン川）またはほぼ全体（ジーガーラントのジーク川やベルギシェス・ラントのヴッパー川）が南ベルクラントを流れているが、一部はザウアーラントに属していない。
ザウアーラント東部、特にウプラント全域では、ディーメル川やエーダー川の支流を介してヴェーザー川に流れ込む。
ザウアーラントの重要な河川を以下に列記する。階層は本流-支流の水系を表している。括弧はザウアーラント外を流れる川である。
| - ルール川 - ネーガー川 - エルペ川 - ヘネ川 - ヴェネ川 - レール川 - ゾルペ川 - メーネ川 - ヘネ川 - バールバッハ川 - レネ川 - フンデム川 - ビッゲ川 - リスター川 - イーネ川 - フレッターバッハ川 - フェルゼ川 - フォルメ川 - エネペ川 | - （ヴェーザー川） - ディーメル川 - イッター川 - ホペッケ川 - シュマラ川 - （エーダー川） - オーデボルン川 - ヌーネ川 - リーゼ川 - オルフェ川 - オルケ川 - ヴィルデ・アー川 | - （リッペ川） - アルメ川 - アフテ川 - アーバッハ川 |

### 堰止め湖

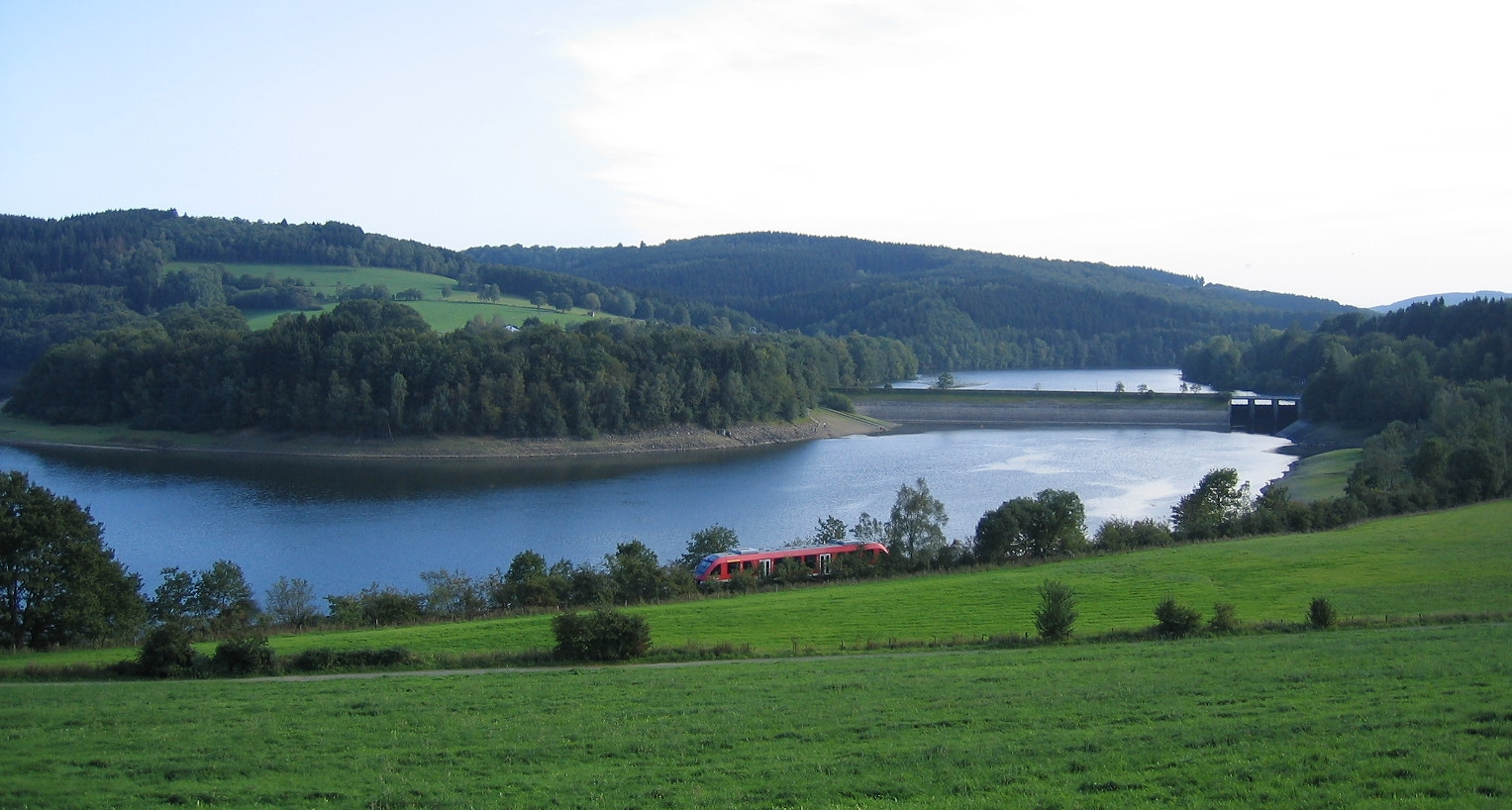
ビッゲ湖

工業化に伴い、特にルール地方で飲料水や工業用水の需要が高まった。ルール川の下流には数多くの水力発電所が建設されたが、乾燥する夏季にはしばしば枯渇状態となった。これを調整するために、ルール地方の水力発電業者たちは1899年にルールタール堰協会を設立した。この組織は、ザウアーラントのいくつかの小さな河川におけるダム建設に出資した。これらのダムは秋から冬に水を放出し、春から夏に排水量を調整し、ルール川下流に十分な水量を常に保証するものである。こうした堰止め湖のうち大きなものには、ビッゲ湖（リステルタール堰）、メーネ湖、ゾルペ湖、ヘネ湖、フェルゼタール堰がある。ザウアーラント北東端から隣接する郡にわずかにかけてディーメル湖とアーバッハ堰止め湖がある。
堰止め湖はルール地方の住民やオランダ人にハイキングの目的地として人気である。こうした多くの湖の周辺では、飲食店やレジャー施設などの観光経済が営まれている。

### 人口推移と人口密度
| 1950年から2017年までの人口推移 （2005年時点の郡域にあたる地域の人口） | 1950年から2017年までの人口推移 （2005年時点の郡域にあたる地域の人口） | 1950年から2017年までの人口推移 （2005年時点の郡域にあたる地域の人口） | 1950年から2017年までの人口推移 （2005年時点の郡域にあたる地域の人口） | 1950年から2017年までの人口推移 （2005年時点の郡域にあたる地域の人口） | 1950年から2017年までの人口推移 （2005年時点の郡域にあたる地域の人口） | 1950年から2017年までの人口推移 （2005年時点の郡域にあたる地域の人口） |
| 郡                                                                    | 1950年                                                                | 1961年                                                                | 1970年                                                                | 1987年                                                                | 2004年                                                                | 2017年                                                                |
| --------------------------------------------------------------------- | --------------------------------------------------------------------- | --------------------------------------------------------------------- | --------------------------------------------------------------------- | --------------------------------------------------------------------- | --------------------------------------------------------------------- | --------------------------------------------------------------------- |
| ホーホザウアーラント郡                                                | 226,063                                                               | 237,565                                                               | 263,920                                                               | 260,265                                                               | 277,715                                                               | 261,591                                                               |
| メルキッシャー郡                                                      | 343,600                                                               | 399,213                                                               | 432,405                                                               | 421,321                                                               | 451,421                                                               | 413,383                                                               |
| オルペ郡                                                              | 97,831                                                                | 108,138                                                               | 119,184                                                               | 125,142                                                               | 142,140                                                               | 134,808                                                               |
| ゾースト郡                                                            | 222,459                                                               | 213,687                                                               | 257,030                                                               | 266,693                                                               | 309,013                                                               | 301,693                                                               |

ザウアーラントは、どちらかと言えば人口密度の低い地域とみなされている。しかし経済発展に依存して、人口密度には大きな違いがある。
人口増加や人口密度は総じて東西で大きな差がある。現在のメルキッシャー郡の古くからの工業地域では、19世紀にホーホザウアーラントからも含め多くの移住者の流入があり、顕著な人口増加があった。ここでは、ルール地方がまだ工業による人口集中地域ではなかった時代から、鉄鉱石が採掘され、木炭を燃料とした精錬が行われていた（たとえば、ヴォックルムのルイーゼン精錬所など）。1870年以後、現在のホーホザウアーラント郡北西部（特にネーハイムやヒュステン）も発展の遅れを挽回した。
| 2004年の人口密度                     | 2004年の人口密度   |
| 郡                                   | 人口密度（人/km2） |
| ------------------------------------ | ------------------ |
| ホーホザウアーラント郡               | 133.5              |
| メルキッシャー郡                     | 389.6              |
| オルペ郡                             | 189.3              |
| ゾースト郡                           | 227.1              |
| ノルトラインヴェストファーレン州全体 | 525.1              |

これに対して、現在のホーホザウアーラント郡、オルペ郡、ゾースト郡といった工業化の進んでいない地域は人口流出地域であり、人口増加は少ない。ブリーロンの郡長は1870年代初めに、1845年から1864年までの間だけで500人以上がアメリカに移住したと算出した。高度工業化の時代になると、隣接する工業地域への移住が行われるようになり、海外への移住は減少していった。早くも1860年代の初めには、海を越える移住者は約180人だけで、600人以上がプロイセン国内での移住であった。その目的地は、ザウアーラント西部やルール地方の工業地域であった。
20世紀になると経済格差は縮小したが、人口密度は依然大きく異なっていた。メルキッシャー郡の人口密度はノルトライン＝ヴェストファーレン州の平均をわずかに上回っていたが、特にホーホザウアーラント郡は何倍も少ない値であった。ここでは、2つの大都市アルンスベルクとメシェデとの間、およびズンデルン方面のレールタールが最大である。
一般に2004年から顕著な人口減少が見られる。2012年のホーホザウアーラント郡の人口は 263,720人、メルキッシャー郡の人口は 419,976人であった。ノルトライン＝ヴェストファーレン州情報技術局は、たとえばホーホザウアーラント郡の人口は2014年から2025年までに 6.5 % 減少し（約1.6万人に相当する）、メルキッシャー郡は同じ期間に 8.9 % 減少する（約3.7万人に相当する）と予想している。人口統計推移に基づく州機関の推測では、労働者人口の減少はさらに顕著であるとされる。

## 地質学

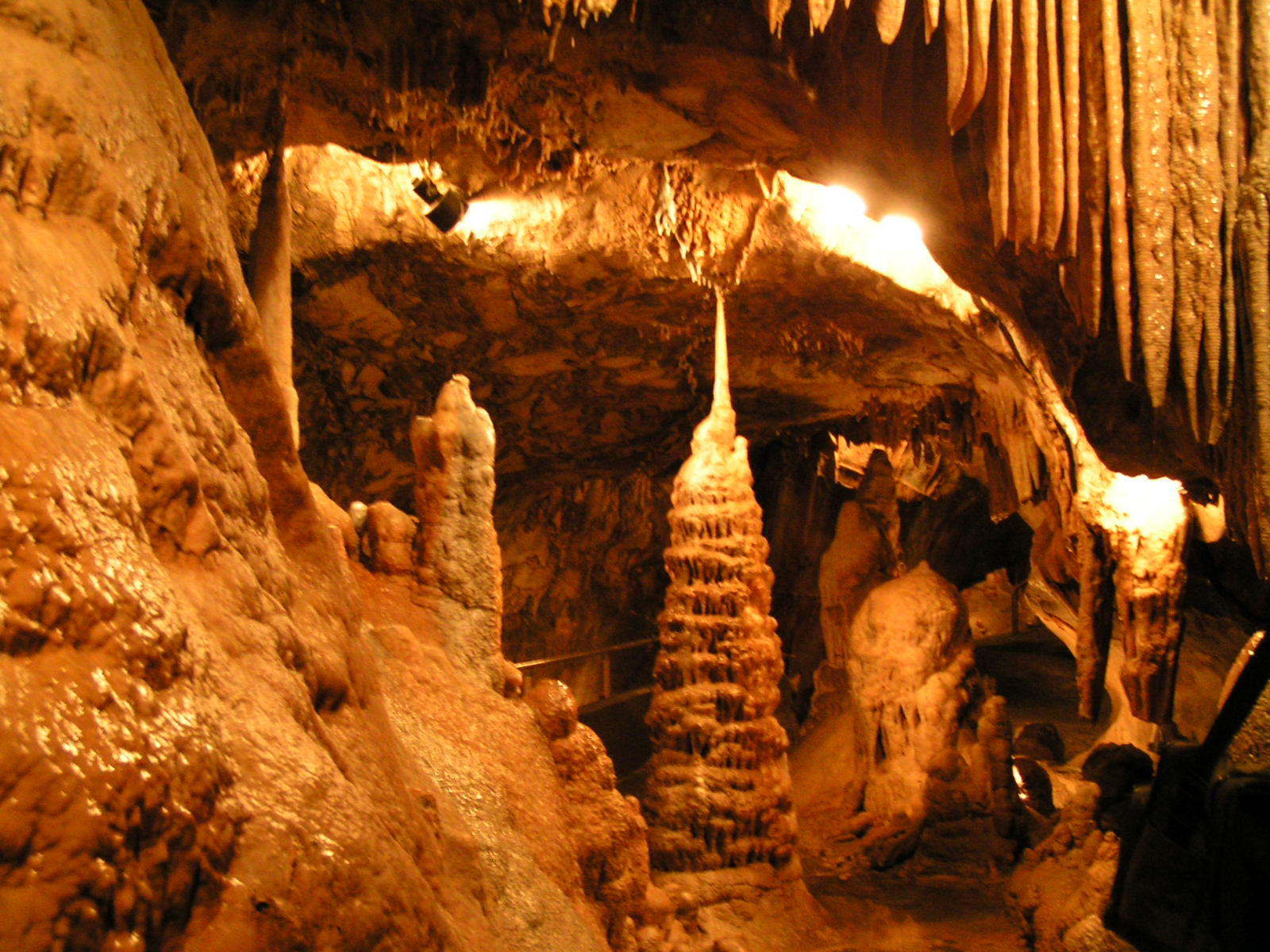
デーヒェン洞窟

ザウアーラントは、ライン・シーファー山地の一部である。多くの岩石は、この地域全体が浅い海であったデボン紀に生成された。このため、粘板岩、砂岩、硬砂岩、石灰岩が最もよく見られる岩石である。これに対して、ザウアーラント東部では、デボン紀の火山性の岩石が見られ、多くの場所でメッゲンから産出されるような海底の岩石を見ることができる。
石炭紀のバリスカン造山運動の力は、かつて水平だった地層を褶曲させ、多くの場所が断層で分断された。当時形成された山地は急速に再び風化/浸食され、後のザウアーラントにあたる地域はほとんど平らになった。ザウアーラントの丘陵は、中新世末期以降、特に第四紀のライン・シーファー山地の隆起により形成された。これ以後、川が、特に周縁部部から、粘板岩の土地に谷を穿っていった。ザウアーラントを含むシーファー山地は、現在もゆっくりと高くなっている。
ザウアーラントの一部の地域では、石灰岩の存在によりカルスト化され、特に北部のイーザーローンとヘネタールとの間やアッテンドルン周辺、ブリーロン高地には数百個の鍾乳洞が存在している。そのうちのいくつか、たとえばイーザーローンのデーヒェン洞窟、アッテンドルンのアッタ洞窟、フェルゼンメーア・ヘーマーのハインリヒス洞窟、ヴァールシュタイン近郊のビルシュタイン洞窟、バルヴェのレッケン洞窟は、観光洞窟として開発され、見学することができる。
数多くの大小の鉱脈が、中世から伝統的な鉱業の発展を促してきた。ザウアーラントの鉱業は、かつては重要な経済ファクターであったが、現在では完全に衰退している。

## 自然と環境
ザウアーラントは、ブナやトウヒの森を持つ中低山地である。混交林やその他の広葉樹林、針葉樹林は希である。山が多いことから、「千の山の国」と呼ばれることもある。

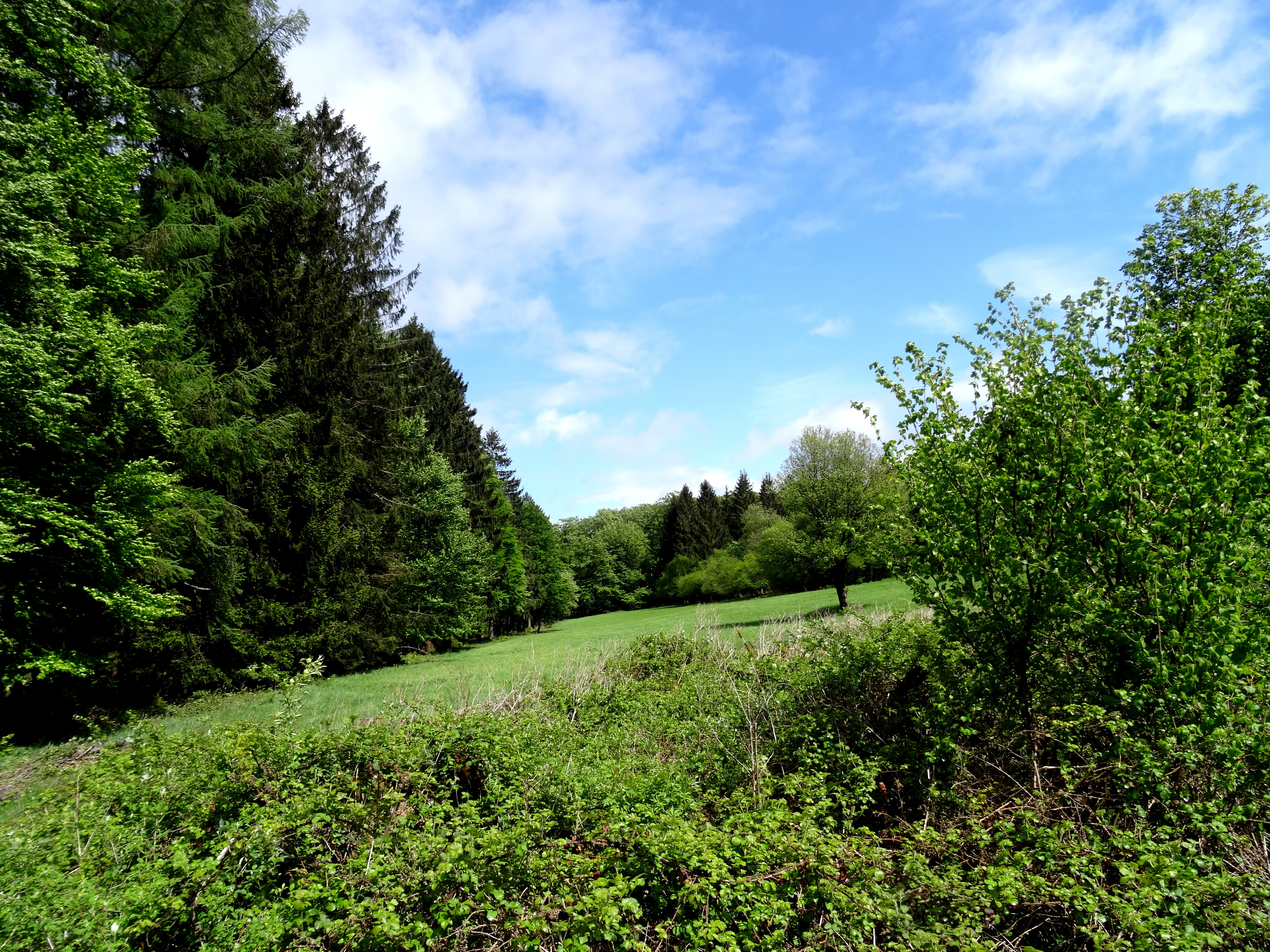
アルンスベルクの森自然公園。メシェデ北部の森

1961年から1965年までの間に多くの地域が自然公園に指定された。北部のルール川とメーネ川との間にアルンスベルクの森自然公園がある。エッベ山地自然公園はザウアーラント南西部の広い部分を包含し、ホーメルト自然公園はレネタールの南西とルールタールの北東との間に広がっている。ロタール山地自然公園は、ザウアーラント北東部、ヴィトゲンシュタイン地方、ジーガーラントにまたがっている。最後に挙げた3つの自然公園は2015年5月1日にザウアーラント＝ロタール山地自然公園として統合された。これは広さ 3,826 km2 のドイツで2番目に広い自然公園である。ザウアーラントの北東端とそれに隣接するウプラントでは、ブリーロンとマルスベルクとの間にディーメルゼー自然公園がある。この自然公園はヘッセン州ヴァルデック＝フランケンベルク郡に位置している。
ザウアーラントの自然は、多くの保護地域、珍しい動植物を有し、大きな多様性を示している。多くの種がここをドイツにおける分布の重点ポイントとしている。たとえば、ヨーロッパバイソン、ナベコウ、ワシミミズク、オオモズ、マミジロノビタキなどである。このことから自然公園の他に様々な大きさの保護区が数多く設けられた。ホーホザウアーラント郡は、郡域全体に風致計画がなされているノルトライン＝ヴェストファーレン州でも珍しい郡の1つである。この計画では、集落やすでに立案されている建設計画を除く場所は、すべて少なくとも景観保護区に指定されており、177の自然保護区、合わせて約 7,800 ha が指定されている。さらにホーホザウアーラント郡にある 55 の FFH-地区、約 3万 ha は、ノルトライン＝ヴェストファーレン州によって欧州連合に報告されており、それにより大きな自然保護区のほとんどは、さらに大きな FFH-地域でもある。鳥類保護区は2つの地区は完全に、他の2つはホーホザウアーラントに一部がかかっている。メーデバッハー・ブーフト欧州鳥類保護区もその1つである。鳥類保護区も、自然保護区やFFH-地区と重複している。ザウアーラント北西部には、1,618 ha がリュールヴァルト自然保護区に指定されているリュールヴァルト（森）がある。この地域は、広さ 2,633 ha のリュールヴァルトおよびビーバーバッハFFH-地区、さらに広さ 2,637 ha のリュールヴァルトおよびビーバーバッハ鳥類保護区の一部でもある。この他の保護されるべきビオトープも、たとえば自然文化財などに指定されている。
2007年に暴風雨「キリル」が強風により、特に針葉樹の森を大きく破壊した。ホーホザウアーラント郡、メルキッシャー郡、オルペ郡の全域、さらに自治体エンゼ、メーネゼー、リューテン、ヴァールシュタイン（いずれもゾースト郡）、ディーメルゼーおよびヴィリンゲン (ウプラント)（ともにヴァルデック＝フランケンベルク郡）の総面積の約 50 % 以上（2010年）が森林である。比較のため、連邦全体の森林比率は 30.1 %（2009年）、ノルトライン＝ヴェストファーレン州のそれは 26.0 % である。

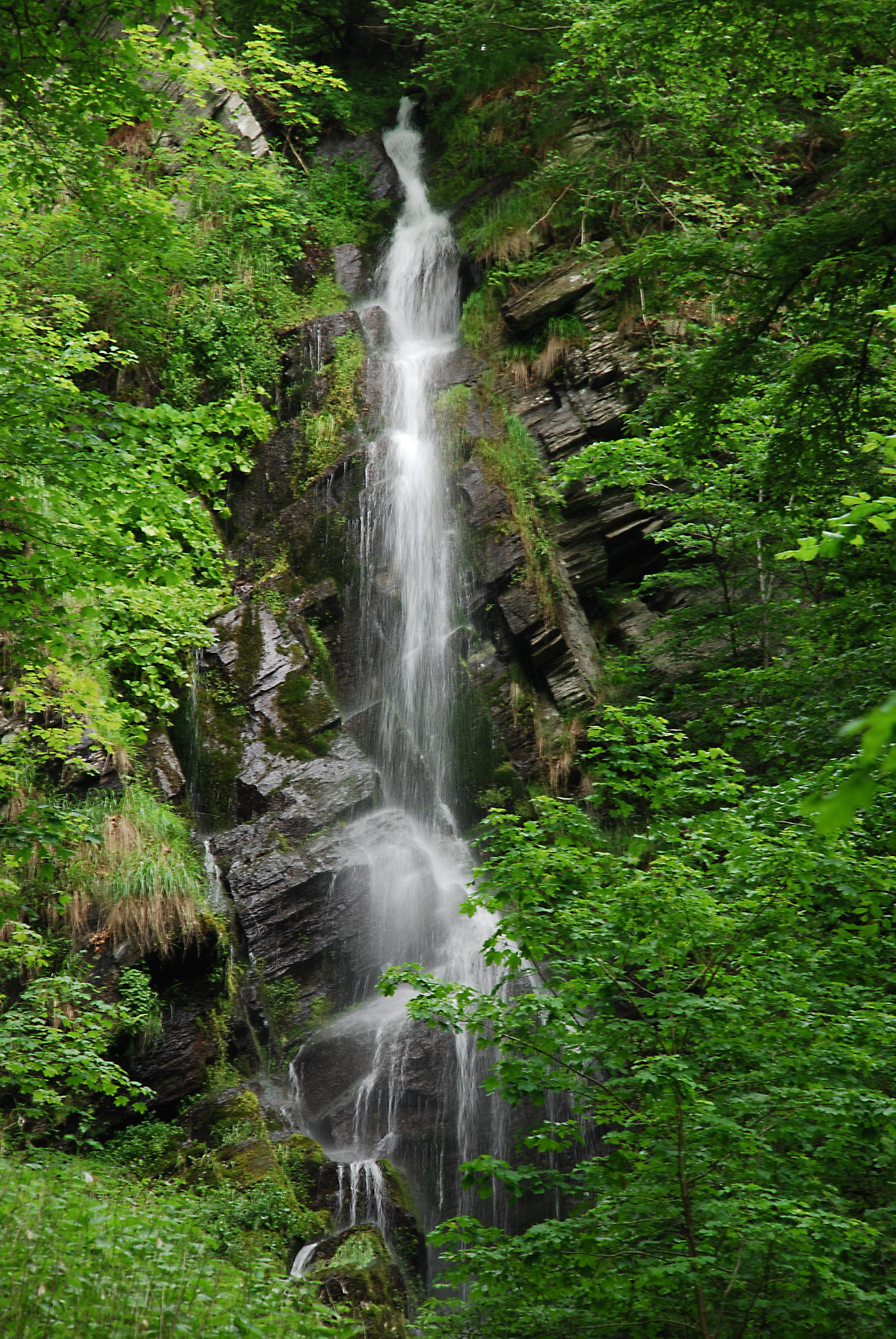
プレスターレッゲ

ベストヴィヒの南に、ノルトライン＝ヴェストファーレン州最大の落差を持つ滝プレスターレッゲがある。
動植物界では、ザウアーラントは全国的な重要性を帯びている。ロタール山地は、ヴィンターベルク地区、オルスベルク地区、ブリーロン地区に最高峰のカーラー・アステンや高地ハイデの「ノイアー・ハーゲン」周辺地域がある。ここは特殊な気象条件の 800 m を超える土地で、いくつかの動植物のノルトライン＝ヴェストファーレン州で唯一の生息域となっている。たとえば、Cicerbita alpina (de:Alpen-Milchlattich, en:Cicerbita alpina)、チシマヒカゲノカズラ、キバナノコマノツメがそれである。石灰岩の山に石灰性草原があるブリーロン高地の石灰岩地域も、固有の植生の地域となっている。特筆すべきものとしては、Orobanche alba (de:Thymian-Sommerwurz) や Seseli annuum (de:Steppenfenchel) が挙げられる。別の特殊な場所がアルメ川のカルスト水源の植生で、Cochlearia pyrenaica (de:Pyrenäen-Löffelkraut) が生育している。メーデバッハ盆地にはメーデバッハー・ブーフト欧州鳥類保護区が存在する。ここは、オオモズ、セアカモズ、マミジロノビタキの特に重要な生息地となっている。ディーメル地域を含むマールスベルガー周辺地域は苦灰統の地盤に石灰性草原が広がっている。かつて存在していた洞窟が崩壊したことで形成されたヘーマーのフェルゼンメーアも有名である。
高い多様性の種が生息する文化的景観を維持するために、ホーホザウアーラント郡では特にホーホザウアーラント郡自然・鳥類保護協会が活動している。ホーホザウアーラント郡、メルキッシャー郡、ゾースト郡には、州の要望に応じて各郡の保護地域を整備する生物学ステーションが設けられている。

## 歴史

### 概念史
「ザウアーラント」という概念は、立会人 Wesselo de Suderlande の添え名として、1266年に初めて記録されている。その後この名称は、少し変形した形でアルンスベルク、シュトラールズント、グライフスヴァルト、ケルン、ゾースト、リューベック、ロンドン、ヴロツワフ、ロストック、リガ、グダニスク、カッセル、エッセンの記録に産地表示として登場する。14世紀以降この概念は土地の場所を詳しく記述するのに用いられた。
ヴェストファーレンの住民の間では、13世紀から母音の間の d が省略されるようになった。このため、Suderlande は次第に Suerland に変化した。ただし社会的に高い地位にある人々の間では d が保持されていた。したがって、法律関連の事務所や書記室が作成した文書は d を含むスペルで記されている。おそらくオランダからの影響で、北海沿岸に広まった sud を süd と綴る書式が適用され、Süderland という書き方が増えていった。16世紀末頃に中低ドイツ語は書き言葉としての重要性を失い、高地ドイツ語が優勢となった。これにより Suerland の表記が高地ドイツ語化された。長い母音の u は au へ二重母音化し、これにより Sauerland という書き方ができあがった。
地域名としてのザウアーラントの起源は、領邦以前の時代に遡り、おそらく12世紀に成立していた。中世後期にはレネ川中下流域南北の地域を指していたが、近世初期にハール川およびヘルヴェークの南に位置する南ヴェストファーレンの山地でジーガーラントとヴィトゲンシュタイン地方を除く地域を意味するようになった。この地域の領邦は、プロテスタントのマルク伯領とカトリックのヴェストファーレン公領に分かれていた。この2つの領邦はともに、ザウアーラント以外の土地も領邦に含んでいた。17世紀から18世紀にはヴェストファーレン、特にザウアーラントに対して、良くない評判が増えていった。特にケルン選帝侯領のザウアーラントは、後進的で貧しい土地とみなされていた。19世紀になるとこうした連想はされなくなっていった。工業的に発展したメルキシェス・ザウアーラント（旧メルク伯領側のザウアーラント）では、ジューダーラント (Süderland) という表記が好まれるようになった。
ザウアーラントのイメージはロマン主義の時代になって変化した。アネッテ・フォン・ドロステ＝ヒュルスホフの影響を受けたレーヴィーン・シュッキングが著した「旅の本」はザウアーラントをポジティブに評価した最初の著作であった。それにもかかわらずこの書物は、フリードリヒ・ヴィルヘルム・グリンメにザウアーラントを擁護する文書を執筆する気にさせたのであった。グリムの著述はザウアーラントのイメージに決定的な影響を与えた。カール・クネーブッシュのガイドブックや、19世紀末から標識のある遊歩道網を整備したザウアーラント山岳協会の設立により、観光開発が進められた。その結果ザウアーラントの概念が拡張された。メルキシェス・ザウアーラントという表記が再び一般的になり、さらにハールシュトラングやウプラントにまで拡張された。
地名の意味に関して、19世紀に語源論争が起こった。語源について多くの説明がなされ、2つの派閥が形成された。1つは様々な派生語を考慮して「南の国」と解釈するもので、もう1つは低地ドイツ語の名前の形式を参照して「やっかいな国」解釈するものであった。この論争は感情的となり、選帝侯領部分とマルク伯領部分のどちらが「真正な」ザウアーラントであるかという問いと結びついた。現在では語源学上「南の国」が定説となっている。これは、ヴェストファーレンの中心であるドルトムント、ゾースト、ミュンスターの南に位置する地方という意味であると推測される。
この地域を特徴付ける固有の境界がなく、ザウアーラントという概念自体歴史の上で常に変遷してきたにもかかわらず、ザウアーラントという地域の輪郭を描き出そうとする努力が現在も続けられている。こうした境界付けには、ザウアーラントが文化的あるいは自然環境的な一体感を欠いているという問題が常にある。地質学的には、ライン・シーファー山地の一部である南ベルクラントに属すが、文化的にはメルキッシャー部分（旧メルク伯領部分）とクールケルニッシャー部分（旧ヴェストファーレン公領部分）とに分けられる。一般に、現在のホーホザウアーラント郡、メルキッシャー郡、オルペ郡にあたる地域がザウアーラントの中核となる地域であるが、境界領域は場合により異なっている。

### 先史時代、古代

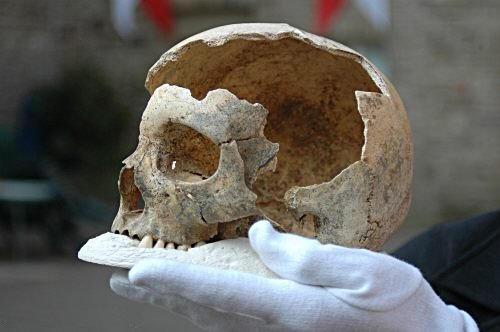
ブレッター洞窟で発見された石器時代（約5600年前）の女性の頭骨

旧石器時代の定住を示す出土品はザウアーラントでは比較的希である。1990年代初めにメシェデ近郊のシュトックハウゼン集落近くで旧石器時代の道具が発見された。中期旧石器時代の遺跡では、バルヴェの洞窟が有名である。
末期旧石器時代の重要な発掘現場がリューテン＝カレンハルト近郊のホーラー・シュタインである。1930年代の発掘は、最後の氷期であるヴァイヒゼル氷期末期におけるアーレンスブルガー文明のトナカイ猟の狩猟ステーションの証拠を見つけ出した。
中石器時代初期のヒトの骨格が発見されている。それはホーエンルムブルク近郊の鍾乳洞ブレッター洞窟で発見された。この骨格は、ヴェストファーレンにおける解剖学上の現代人の最も古い標本である。
中石器時代では、レネ川中流域、特にアッテンドルン＝エルスペ二重盆地、リューテン地域、ルールタール、ヴァールシュタイン地域の発掘現場から数多くの道具が発掘されている。発掘地図上の „Weiße Flecken“（空白地）は周辺に森が多いこと（比較的わずかな部分が耕作に利用されているだけで、そのピンポイントだけで意味のある発掘がなされるべき場所である）や、文化財保護のためのボランティアスタッフの不足から生じたものである。ザウアーラントの洞窟の多くにも中石器時代にヒトが訪れていた。ビルシュタイン洞窟からは、ザウアーラントで最も古い銅製の出土品、約4300年前、鐘状ビーカー文化時代の小さな短剣が発見された。
青銅器時代の墳墓は、この時代にもザウアーラントにヒトが住んでいたことを示している。青銅器時代末期（骨壺墓地文化）についてはごくわずかな痕跡があるだけである。ビルシュタイン洞窟で発見された細長い首をもつ器と、骨壺として用いられたゲーヴェリングハウゼンの青銅製アンフォラ（ドイツで最も重要な製造器時代の遺品である）がそれである。有機物質の放射性炭素年代測定は、かなり新しい時代を示している。この器は、おそらく紀元前800年頃に南東ヨーロッパで製作され、その約200年後にザウアーラントで骨壺として利用されたものである。
鉄器時代にはザウアーラントで鉄鉱石が採掘されていた。ヘネタールの洞窟のいくつかは、住居や墓場としてされていたことを示す証拠が発掘されている。この時代の出土品が発見された洞窟としてはこの他に、ベストヴィヒ近郊のフェレダ洞窟、リューテン＝カレンハルト近郊のホーラー・シュタイン、ビルシュタイン洞窟がある。ある研究者の見解では、この時代の出土品からはカニバリズムの痕跡が見られるとされる。この説は、他の洞窟の新たな研究（たとえばオステローデ・アム・ハルツ近郊のリヒテンシュタイン洞窟）によってほぼ否定されたようだ。研究結果はむしろ二次埋葬を示している。ザウアーラントの様々な避難城塞（たとえばブルーフハウザー・シュタイネ、フライエノール近郊のシードリーケ・ボルク、ヴィルツェンベルクなど）も、ローマ時代以前の鉄器時代に明らかに密集した集落が営まれていた重要な痕跡である。1950年にシュマレンベルク近郊のヴィルツェンベルクから鉄器時代の武具がヴェストファーレン最大規模で出土した。
ローマのゲルマニア侵攻時代に、リューテン近郊クネプリングハウゼンにローマ軍陣地が建設された。昔の研究では紀元後78年から85年の建造とされていたが、新しい研究ではむしろアウグスティヌス帝時代（紀元後14年まで）とする傾向にある。その近くのブリーロン高地にローマ人は短いローマ支配の時代に鉛の採掘を奨励し、時には自ら採掘を行った。Plumbum Germanicum（ゲルマニア産の鉛）は、地中海にまで輸出された。
7世紀の終わり頃、ザウアーラント地域には、非ザクセン系ゲルマン人で（一部には）フランク人に起源を持つブルクテリ族やシカンブリ族も住んでいた。メロヴィング朝の衰退はこの地域のザクセン人の拡大をもたらした。メロヴィング朝末期には、ザクセン人の勢力範囲はルール川下流域にまで及び、ブルクテリ族は693年から695年に屈服した。

### 中世

#### フランク王国への編入とキリスト教化
カール・マルテルの下でザクセン人の拡大への対抗策が執られ、その子孫がその事業を引き継いだ。キリスト教化されたフランク人とは異なり、ザクセン人の多くは異教の信仰を堅持していた。カール大帝の下で拡大を続けるフランク王国との戦闘はこの地域でも行われた。現在のマルスベルクに近いエーレスブルクは772年にカール大帝に占領された。これにより、イルミンスルとともにザクセン人の重要な聖域が破壊され、数年後に同じ場所に教会が建設された。
ザクセン人の抵抗が平定された後、ザウアーラントは8世紀末からカロリング帝国の勢力下に組み込まれた。ザクセン貴族は排除されなかったが、リップシュプリンゲの帝国会議（782年）以降、この地方は複数の伯の裁判・行政権下に分割された。
フランク人による征服に伴って、この地域のキリスト教化およびキリスト教組織の整備も始まった。初めにザクセン地域が宣教区に分割された。ザウアーラントとヘルヴェーク地域はケルン大司教の下に編入された。修道院の設立もキリスト教信仰を定着させることに寄与した。早い時期に設立された修道院としてはメシェデの修道院などがある。さらに重要なのは教区の創設である。最も初期（785年以前に設立された）の原始教区の例がハイデン街道沿いのヴォルムバッハ教区（シュマレンベルク近郊）とエーレスブルク教区（マルスベルク）である。800年までにメンデン、アッテンドルン、フェルメーデ、メーデバッハの各教区がこれに加わった。さらに830年までにヒュステン（アルンスベルク近郊）とアルテンリューテン（リューテン近郊）がこれに続いた。

#### 中世盛期から後期の領邦の状況
カール大帝の死後に始まった皇帝による中央集権の崩壊により、ザウアーラントでも徐々に領邦建設が行われた。総じてこの地域は主にザクセン公領に属した。ザクセン公は自らの領邦の南部に物質的興味を持っていなかったため、それよりも下位の地位の勢力、初めは世俗領、後に教会領が拡大していった。10世紀から11世紀に最も重要で、ヴェストファーレンで勢力を持っていた伯家がヴェルル伯であり、ザウアーラントの広い部分を領していた。叙任権闘争では、ヴェルル＝アルンスベルク伯を含むヴェストファーレン貴族はハインリヒ4世王の側についた。伯家の古い系統が断絶することでヴェルル＝アルンスベルク伯領は著しく縮小した。その権力の空白状態を、アルテナ＝マルク伯やイーゼンベルク伯といった新たな伯家が支配領域拡大に利用した。

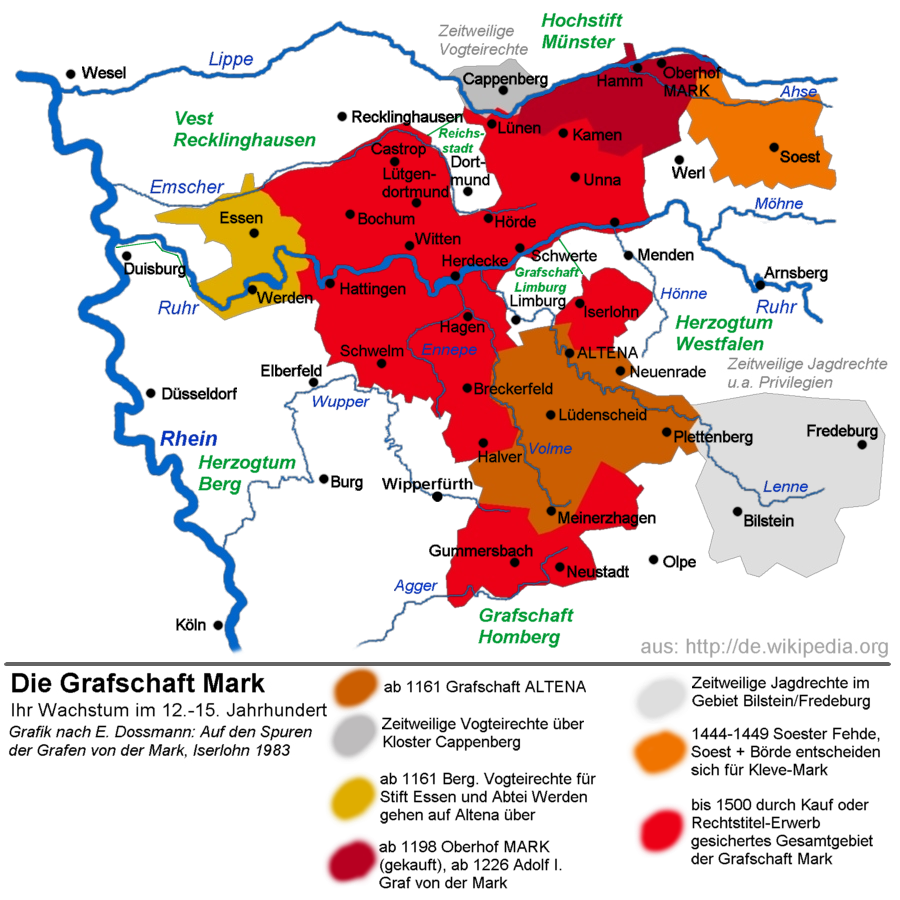
マルク伯領の拡大推移図

カール大帝の死の約150年後、ザウアーラント西部はマルク伯領に、北部のヴァールシュタイン周辺はケルンのヴェストファーレン公領に、東部はアルンスベルク伯領に属していた。レネタール下流部の小さな部分はリムブルク伯領に属した。中世盛期から後期のザウアーラントの政治史は、これらの隣接する勢力によるこの地域での優位性を巡る争いで満ちている。
1180年のハインリヒ獅子公失脚後、ザクセン公領の分割が行われた。ザウアーラントの大きな部分がケルン大司教領に帰属した。こうして大司教のものとなったヴェストファーレン公の称号は、大司教の影響力が及ぶ範囲を拡大させた。大司教がこの権利を行使できるかどうかを最終的に決めるものは現実的な力であった。このため、領邦境近くにケルン側が都市メンデンを建設したことに対抗して、マルク伯エンゲルベルト1世がイーザーローンを市に昇格させることを阻止することはできなかった。
特にアルンスベルク伯とマルク伯はケルンの勢力拡大に対抗したが、成果は様々であった。しかしケルンに対抗する同盟が結ばれることはなかった。そうするには互いの対立が大きすぎたのである。特に大司教ジークフリート・フォン・ヴェスターブルクの拡大政策に対して抵抗が生じた。おそらくミンデン司教とミュンスター司教を除くヴェストファーレンの全ての領主がエーバーハルト1世 (マルク伯)を含めてこれに関わった。司教が捕虜になったヴォリンゲンの戦い（1288年）で決着がついた。この戦いの結果ケルンのヴェストファーレンにおけるさらなる拡大は阻止された。シュヴェルムとハーゲンはマルク伯領となった。フォルマーシュタイン城とラッフェンベルク城は破壊された。大司教は他の領主と同じ領主の一人に過ぎなくなった。これに対してマルク伯の影響力が増大した。
時代とともに、特にアルンスベルク伯領が防衛的になっていった。14世紀後期には、アルンスベルク伯ゴットフリート4世が子供を遺さずに亡くなるであろうことが明らかになり、ケルン選帝侯とマルク伯がこの領土をめぐって対立した。これにはケルンが勝利した。大司教はアルンスベルク伯から領土を買い取り、ゴットフリート4世がケルン大聖堂に埋葬される唯一の世俗領主となることを可能にした。
こうして獲得した領地によりケルンのヴェストファーレンにおける拡大はピークを迎えた。マルク伯は独立を守り通した。ケルンの権威が大きく後退したのは、間違いなく、豊かな貿易都市ゾーストを失ったことからであった。ゾーストは、1444年にケルン大司教ディートリヒ2世フォン・モースの高権は以後は認められず、マルク伯をも兼ねたクレーフェ公の支配下に置かれることが宣言された。これによりケルン大司教とゾースト市との間でゾーストのフェーデ（1444年 - 1449年）が戦われた。ゾースト側には、クレーフェ公/マルク伯の他にブルグント公や数多くのヴェストファーレンの都市が味方した。この対立はすでに一都市の権利を巡るものではなく、ヴェストファーレン南部の権力分割を巡るものとなった。1447年、ゾースト市は12,000人の兵に包囲されたが、陥落しなかった。ゾーストとその周辺地域にあたるゾースター・ベルデは、クレーフェ公およびマルク伯の勢力下にとどまった。これに対してケルン側はこの戦争の間に占領したフレーデブルクおよびビルシュタイン周辺を保持した。これにより「ヴェストファーレン公領」の領土拡大はおおむね終了した。ゾーストの勝利によりマルク伯領もその拡張期のピークを迎えた。
ヴォリンゲンの戦いからゾーストのフェーデに至る1世紀以上に及ぶケルン大司教とマルク伯との抗争は結局マルク伯の優位に終わった。

#### 都市の創設とハンザ同盟
中世から近世のメルク伯領やヴェストファーレン公領は都市やフライハイト（都市の権利を有しているが、市壁をほとんどまたは全く持たない街）のネットワークが密な地域の1つであった。メーデバッハなどの発展した都市を除き、領土を確保し、近隣の領邦と対立の際に防衛拠点とするために都市が建設されていった。したがって都市の誕生はその地域における領邦建設の成果であった。いくつかの都市がハンザ同盟のいわゆる「バイシュタット」（補助都市）であったことは、一定の重要性を意味している。ケルン側のザウアーラントではブリーロン、リューテン、アルンスベルク、シュマレンベルク、アッテンドルンなどが、マルク伯側のザウアーラントでは、イーザーローン、リューデンシャイト、ノイエンラーデ、アルテナ、プレッテンベルク、ブレッカーフェルトなどが経済的な発展を遂げた。

### 近世
宗教改革と対抗宗教改革は、ケルン選帝侯領とマルク伯領との間で調停不可能な断絶を生んだ。マルク伯領がプロテスタントに改宗したのに対し、ヴェストファーレン公領はカトリックに留まった。この2つの領邦は、その外観が異なるように、憲法の上でも違いがあった。

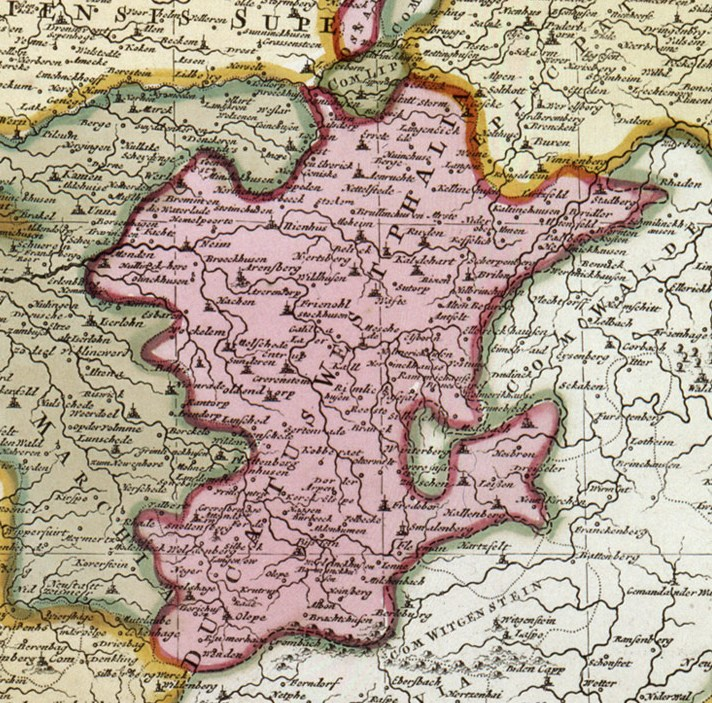
18世紀の地図に描かれたヴェストファーレン公領

経済上は完全な共通点を有していたが、著しい対立もあった。ヴェストファーレン公領の山地部分とマルク伯領の山地部分は、ジーガーラントともに、領邦を超えた「分業」による初期の鉱業集中地域であった。もちろん、鉱石の採掘や加工の範囲や設備は大きく異なっていた。これら3つの地域の基盤は、豊かに存在する水力、石炭生産のための木材、採掘坑であった。いずれの地域においても鉄鉱石の採掘や加工が行われていたが、各地域は、それぞれの分野に特化されていた。ジーガーラントでは鉄鉱石の採掘と精錬、ケルン選帝侯領ザウアーラントでは鋼や板金への加工、マルク伯領ザウアーラントでは完成品への加工が行われていた。特に広がって行く森の開墾により、18世紀末からすでに鉄加工のコストが高くなっていった。ルール地方の炭鉱開発により、水と木材という立地条件が失われ、最終的にその重要性を喪失した。

#### マルク伯領
ユーリヒ＝ベルク公ヴィルヘルムの娘とヨハン3世との結婚により、クレーフェ公領、ユーリヒ公領、ベルク公領およびマルク伯領、ラーフェンスベルク伯領が統合された。1609年のヨハン・ヴィルヘルム公の死後、ユーリヒ＝クレーフェ継承戦争が始まり、ヴェストファーレン南部でも全く新しい領邦の連携が創られた。この争いは1614年のクサンテン条約で決着を見た。これにより、ユーリヒ公領とベルク公領はプファルツ＝ノイブルク公領に、クレーフェ公領とマルク伯領およびラーフェンスベルク公領はブランデンブルク選帝侯領に帰属することとなった。
その4年後に三十年戦争が始まり、経済的に危機に陥ったが、権力構造にはほとんど変化がなかった。
しかし、長い目で見れば、プロイセンへの移行は大きな影響を及ぼした。ミンデン＝ラーフェンスベルクと同様にメルキシェス・ザウアーラントも、比較的中央集権化が進んだプロイセン国家に次第に強固に組み込まれていった。確かにいくつかの都市法の名残は保持されたが、傾向としてはプロイセンの絶対王政が浸透していた。
マルク伯領の山地部分においては、近世には鉄製品、後には金属加工製品が重要であった。その有名な例がイーザーローンのタバコ入れであった。これに対して、精錬や中間製品の製造は重要性を失っていた。メルキシェス・ザウアーラントは、18世紀から19世紀初めにおいて、疑いなく第一等の産業集中地域であった。

#### ヴェストファーレン公領
旧アルンスベルク伯領は、本来、ヴェストファーレン公領の中心地であった。アルンスベルクは、ボンと並んで選帝侯領の宮廷所在都市であった。この公領の発展は、政治的には、一方では地元の教養市民層、貴族や聖職者による階級制度を維持しようとする傾向と、他方では直接影響力を行使しようとする選帝侯の試みを特徴としている。1437年にアルンスベルクのフェーメ（裁判所）の改革だけでなく、ケルン選帝侯領と、近隣のフェスト・レックリングハウゼンおよびヴェストファーレン公領の世襲領地を統合して対立する利害関係の調整を図ろうとする試みが初めてなされた。この試みはわずかな成果しか上げられず、1463年に選帝侯、聖堂参事会、領邦等族間で2回目の世襲領地統合が行われた。この取り決めは繰り返し確認されている。選帝侯は旧帝国の最期まで影響力を拡大しようと試みたが、その成果はわずかであった。これにはすべての役人や役割者が公領自身の出身であることが関与していた。多くがアルンスベルクで開催された領邦等族会議の抵抗により、絶対君主制国家を構成しようとする全ての試みは失敗に終わった。したがってヴェストファーレン公領は、実際には、部分的に選帝侯領に組み込まれた領邦等族であった。19世紀初めの教養市民層は、この状況をあたかも将来のリベラルな社会の発端であるかのように賞賛したが、18世紀末の厳格なプロイセン統治下に住む旧マルク伯領の工業従事者たちは、この近隣地域の様子を時代錯誤であると感じていた。
特に旅行者たちは、昔ながらの憲法が経済生活の障害になっていると主張した。実際にヴェストファーレン公領の経済状況は、マルク伯領における初期の工業発展と比べるべくもなかった。農業生産量の低い地域でも大部分は産業発展がなされていなかった。工業学校を開校して織布産業を振興しようとする選帝侯政府の試みは、わずかな集落で実を結んだに過ぎなかった。箒作りや、木造製品作りでギリギリの生活を維持していた。特に高地に位置する地域で行商人が多いことも、地域で商工業に従事する機会が不足していたことを示している。
しかし、外から目撃した者は、この他にかなり注目すべき鉄や金属産業の密集地域であることをしばしば見落としていた。多くの山林規則が、銀、銅、鉛の採掘を規定し、奨励していた。しかしマルク伯領の厳格な山林規則とは異なり、その運用には大きな問題があった。
最終製品の製造として家内制手工業による釘作りがいくつかの集落で行われていたが、ほとんど根付かなかった。より重要なのは採鉱や鍛造所での錬鉄作りや中間製品の製造であった。マルク伯領との境界に位置するバルヴェ近郊の鉄や金属の採掘・加工（ルイーゼンヒュッテ）が重要であった。この他にズンデルン、ヴァールシュタイン、ブリーロン、マルスベルク、ヴィンターベルク＝ジルバッハ、シュマレンベルクでも採掘がなされた。しかしヴェストファーレン公領の産業の中心はオルペ周辺であった。ここには特に板金製造が集中していた。ほとんどの製造所に共通しているのは、主に、ベルギシェス・ラントやメルキシェス・ラントの最終製品製造の要望に応えて製造していたことである。
特に17世紀には、ヴェストファーレン公領は魔女狩りの中心地の1つであった。

### 19世紀から20世紀
世俗化と聖界侯領の解消に伴い、ケルンのザウアーラントは、当初はヘッセン＝ダルムシュタット公領となった。ナポレオン戦争後は、ウィーン会議の結果、プロイセン王国によって新設されたヴェストファーレン州の一部となった。旧マルク伯領も旧ヴェストファーレン公領と同様に、アルンスベルク県に属した。

#### 経済史と社会史

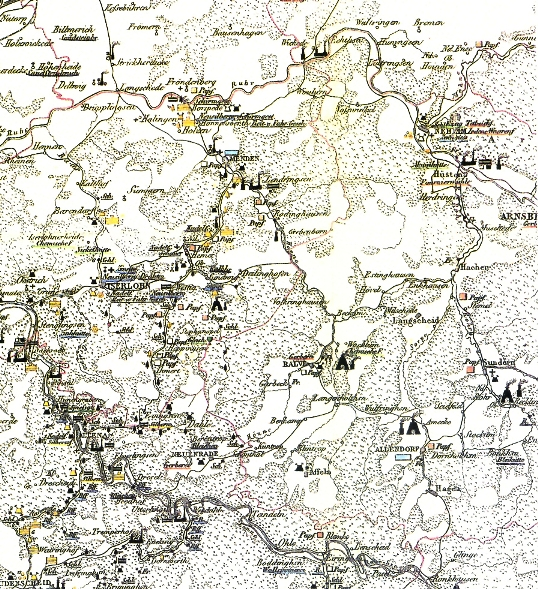
1855年のアルンスベルク周辺の産業地図

メルキシェス・ザウアーラントでは、工業化以前の産業の伝統に結びついた目覚ましい初期の工業発展が興った。1800年頃、イーザーローン - アルテナ - リューデンシャイト地域は、ガルマイ鉱採掘、針金製造、釘製造、黄銅加工、青銅加工、絹織物が盛んで、当時世界最大級の工業地域の1つであった。たとえば、19世紀の半ばまで、イーザーローンはヴェストファーレン地方最大の工業都市であり、プロイセンでも最も豊かな貿易都市の1つであった。メルキシェス・ザウアーラントがいかに工業密度が高かったかは、他の初期工業集積地においては農業労働者が工業労働者よりも多かったのに対して、ここではほぼ同数であったという事実がこれを示している。しかしその後、この地域はルール地方の後塵を拝するようになった。
旧ケルン選帝侯領ザウアーラントにとって、産業革命による負の経済効果は、より深刻であった。ここでは多くの集落が経済と社会の両面で深刻な工業化離れ、農業化が起こった。特筆すべき工業発展は、ジーガーラントやメルキシェス・ザウアーラントとの境界付近で興っただけであった。たとえば、ネーハイム（照明産業「ロイヒテンインドゥストリー」）、ヒュステン（重工業「ヒュステナー・ゲヴェルクシャフト」）、ヴァールシュタイン（鉄加工、シャフト製造）、オルペ（鉛製品の工業生産）などである。特にメシェデ郡とブリーロン郡が工業発展のポイントであった。鉱業は鉄鉱石（たとえば、ズンデルン、バルヴェ、ヴァールシュタイン、ブリーロン、マルスベルク）やその他の鉱石（たとえば、ラムスベック、メッゲン、マルスベルク）を採掘した。スレート採掘（アントフェルト、ヌットラー、シュマレンベルク）の重要性は限定的であった。残りの大部分の地域では基本的に農林業が営まれていた。通勤労働者あるいは季節労働者として追加の収入を得ない限り、特に下層住民は移住を余儀なくされた。1870年から1873年のオーベーレ・ルールタール鉄道建設の際に初めてザウアーラントに外国（イタリア）からの大規模な労働力が導入された。

#### 政治状況
ドイツ帝国の時代に、特にヴストファーレン公領の西部（ネーハイム、ヒュステン、ズンデルン、ヴァールシュタイン）では、経済・社会構造をメルキシェス・ザウアーラントの発展と歩調を合わせていたが、文化や信仰の面では大きな違いがはっきりと存在していた。これは特に政治状況の面で明らかであった。メルキシェス・ザウアーラントではプロイセン流の自由主義と保守が長年にわたって強い政治権力を有していた。1849年の「イーザーローン蜂起」の間もそれは同じであった。さらに1860年代にはすでに社会運動が行われていた。1870年代に社会運動を旧ケルン領ザウアーラントにも広げようとする試みは酷い失敗に終わった。その原因は、ここでは遅くとも文化闘争以降、ほとんど全ての住民グループが何十年にもわたって中央党に投票していたことであった。社会グループ間の政治的対立は、ここではもっぱらカトリックの環境内でなされていた。事実上20世紀になって以後初めて社会民主主義がわずかばかりの広がりを獲得し、ザウアーラント東部の工業地域でも地歩を得た。

#### 国家社会主義と第二次世界大戦
| 1933年3月5日のドイツ国会議員選挙得票率 | 1933年3月5日のドイツ国会議員選挙得票率 | 1933年3月5日のドイツ国会議員選挙得票率 | 1933年3月5日のドイツ国会議員選挙得票率 | 1933年3月5日のドイツ国会議員選挙得票率 | 1933年3月5日のドイツ国会議員選挙得票率 | 1933年3月5日のドイツ国会議員選挙得票率 | 1933年3月5日のドイツ国会議員選挙得票率 | 1933年3月5日のドイツ国会議員選挙得票率 |
| 郡                                     | NSDAP                                  | SPD                                    | KPD                                    | Zentrum                                | DNVP                                   | DVP                                    | DDP                                    | その他                                 |
| -------------------------------------- | -------------------------------------- | -------------------------------------- | -------------------------------------- | -------------------------------------- | -------------------------------------- | -------------------------------------- | -------------------------------------- | -------------------------------------- |
| イーザーローン郡                       | 40.35                                  | 16.36                                  | 16.01                                  | 16.58                                  | 6.39                                   | 0.68                                   | 0.46                                   | 3.18                                   |
| リューデンシャイト郡                   | 32.75                                  | 20.79                                  | 22.85                                  | 6.87                                   | 9.19                                   | 1.61                                   | 1.63                                   | 4.32                                   |
| メシェデ郡                             | 23.14                                  | 3.06                                   | 6.49                                   | 60.99                                  | 5.68                                   | 0.25                                   | 0.13                                   | 0.28                                   |
| オルペ郡                               | 14.34                                  | 6.88                                   | 5.83                                   | 69.12                                  | 3.29                                   | 0.24                                   | 0.09                                   | 0.22                                   |

ドイツ全土でそうであったように、ザウアーラントのプロテスタントが主流の地域における国家社会主義の成功は、カトリックが主流の地域のそれよりも大きかった。1933年3月のドイツ国会議員選挙で NSDAP は、イーザーローン郡では約 40 % の票を獲得し、大きな差をつけて最多得票政党となったが、オルペ郡やメシェデ郡における得票率は、常に有力であった中央党よりもかなり少なかった。しかし、工業が盛んで福音主義が優勢なリューデンシャイトで組織された労働者組織は、国家社会主義に対する有効なカウンターウェイトを形成していた。1933年まで、NSDAPの選挙結果は全国平均および SPD と KPD の両労働者政党の合計を、ともに大きく下回った。
国家社会主義の独裁制時代、ザウアーラントは南ヴェストファーレン大管区に属した。これはおおむねアルンスベルク行県の領域にあたる。1928年から1941年までこの大管区の指導者はヨーゼフ・ヴァーグナーであった。1933年から1945年までの強制的同一化の結果、地域の歴史的側面は全般的な発展の陰に置き去りにされた。明らかな違いは、おそらく、抵抗運動の領域に見られた。メルキシェス・ザウアーラント周辺では主に共産主義や社会主義の労働者が抵抗運動に参加したが、東部地域の批判は主にカトリック陣営から起こった。それ以外、強制的同一化の実践や、政治的・民族主義的迫害については、全般的な傾向と違いはなかった。
これらは特に障害者の殺害やユダヤ人迫害にも関係している。1938年の「水晶の夜」にはザウアーラントのシナゴーグの多くが焼き払われた。マルスベルクの精神病医院では、いわゆる「T4作戦」により数多くの障害を持つ子供たちが殺害された。殺害はこの街の住民の怒りによって終息した。ザウアーラントでも、開戦前に国外に逃れられなかったユダヤ系住民は、第二次世界大戦中に強制収容所や絶滅収容所に送致された。ハンス・フランケンタールなどごくわずかな人がこの時代を生き延び、生還し、体験を報告した。

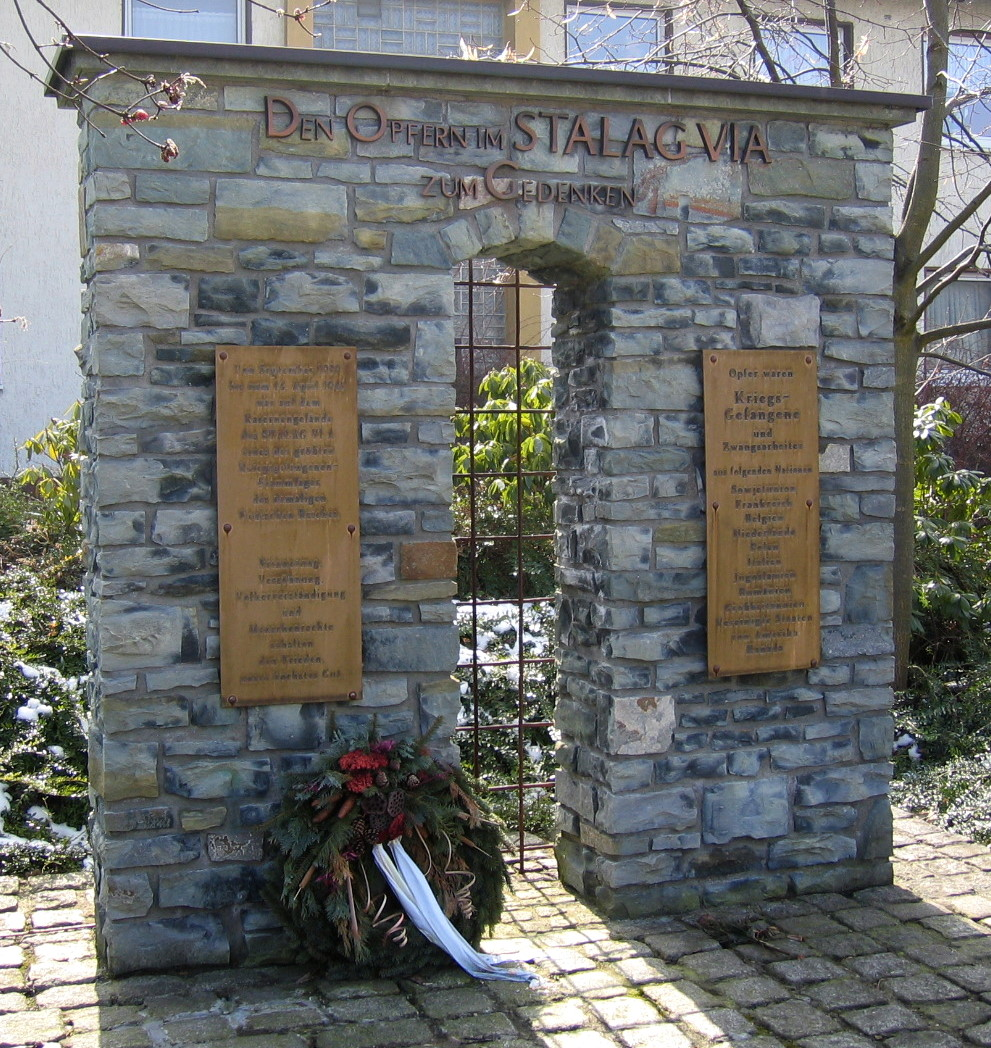
シュタラーク VI A 記念碑

戦時中にはザウアーラントにも数多くの戦争捕虜収容所や強制労働者収容所が建設された。たとえば、リューデンシャイトのフンスヴィンケル労働訓練収容者、ネーハイムのヘーネヴィーゼン強制労働者収容所、ヘーマーのシュタラーク VI A などである。シュタラーク VI A は、ドイツ最大級の戦争捕虜収容所の1つであった。約 23,900人の戦争捕虜（このうち約 23,500人がソヴィエト人であった）がシュタラーク VI A に滞在中に死亡した。この数字には、労働作業中に死亡した収容者は含まれていない。
地理学上および地質学上の理由で、1944年、ここに連合国軍の爆撃から護るための地下製造施設が建設された。このヘネタールで燃料を製造するプロジェクト「シュヴァルベ I」は、この種のものとして最大のプロジェクトであった。
終戦直前にルール地方から強制労働者がザウアーラントに移送された。1945年3月、ヴァールシュタインおよびエーファースベルク近郊での「アルンベルクの森の虐殺」で200人以上が殺害された。

#### ザウアーラントでの戦闘

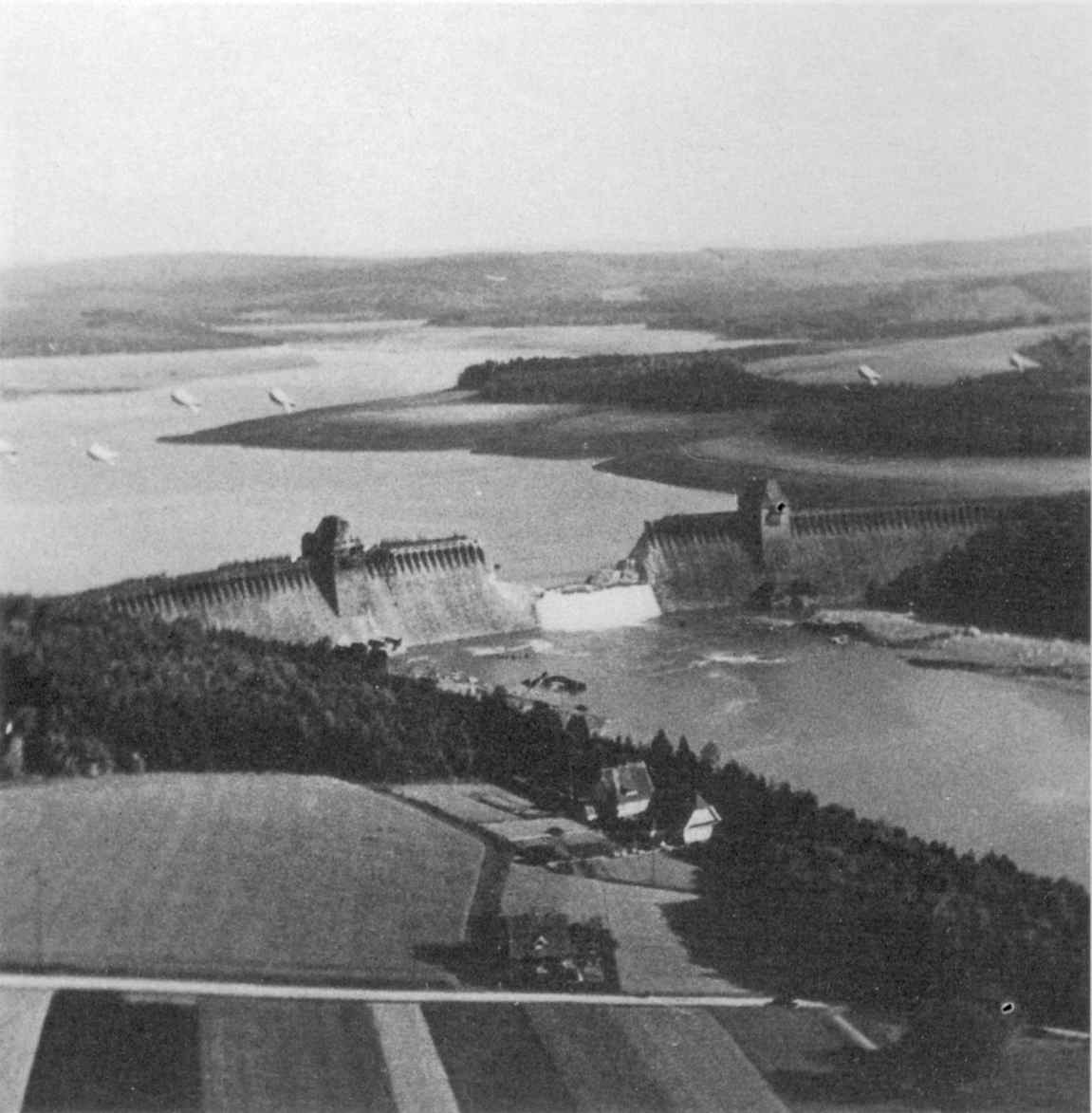
空爆により破壊されたメーネ湖のダム

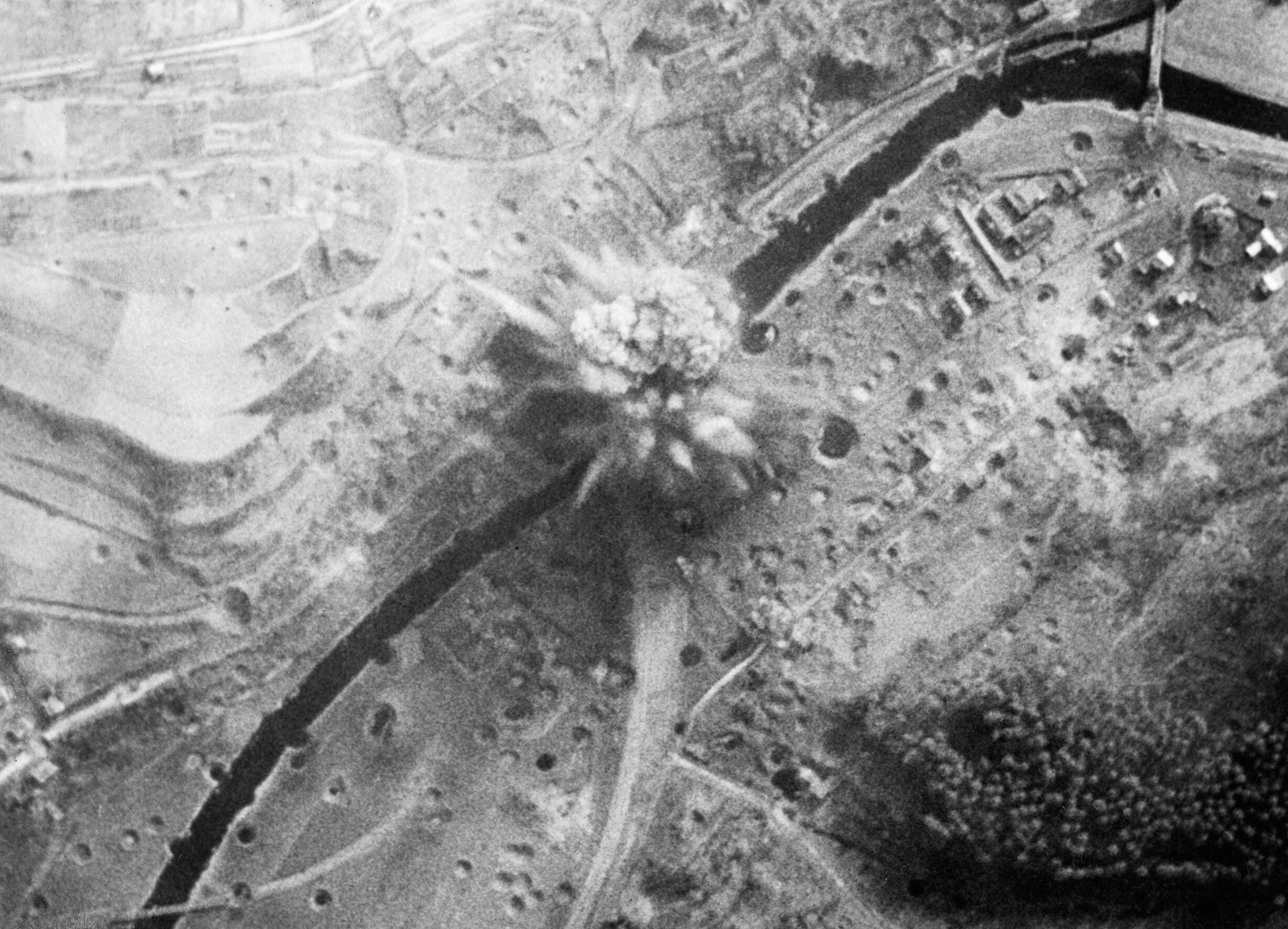
グランドスラム弾の爆撃を受けるアルンスベルク鉄道高架橋

第二次世界大戦中ザウアーラントは、1940年9月15日から1945年4月までの間に、爆撃機による空爆を繰り返し受け、1944年半ばからは戦闘爆撃機や戦闘機による低空射撃にさらされた。1944年秋までは、ほとんどがドイツ軍の戦闘機や高射砲によって被弾した爆撃機からの緊急投下や投下ミスであった。
イギリス空軍第617飛行中隊による、1943年5月17日の爆撃によるメーネ湖のダム破壊（チャスタイズ作戦）は、メーネタールに高さ 12 m に及ぶ洪水をもたらした。このダムの下流と、この川が流れ込むシュヴェルト付近のルールタールでは多くの建物が破壊され、一般市民やメーネヴェーゼン強制収容所の収容者を含む 1284人が犠牲となった。1945年まで、ザウアーラントでの空爆の主目的は、メシェデのホンゼル（軍用機装備の部品工場）をはじめとする様々な軍需工場であった。これにより、工業地域の周辺の都市も甚大な損害を被った。たとえば、メシェデでは事実上、内市街全域が破壊された。1945年にはザウアーラントの鉄道路線への攻撃が激化した。主要な標的はアルンスベルクの鉄道高架橋で、1945年2月9日から3月19日までに間に7回攻撃を受けた。この高架橋は崩壊するまでに、それまで戦争で用いられた最大・最重量の爆弾である 10 t タイプの爆弾「グランドスラム」6発と、5.4 tの爆弾「トールボーイ」12発を含む 1818発の爆撃を受けた。鉄道施設や、ベストヴィヒ、ネーハイム、フィネントロプといった周辺の街も大きな被害を受けた。1945年3月29日から4月17日まで展開されたルール・ポケットの戦闘激化に伴い、自動車や馬車といったあらゆる車両ばかりか、歩行者や畑仕事をする農民までも敵の航空機による低空射撃を受けた。ザウアーラントでは多くの人が負傷し、あるいは死亡した。さらには多くの家屋や工業地域が損傷し、あるいは完全に破壊された。
1945年3月29日の9時頃、ハレンベルクがザウアーラントで最初の集落として、戦闘のないままアメリカ軍に占領された。同日6時頃アメリカ軍第3機甲師団の前線が、パーダーボルンから約 120 km のザウアーラントの南部に侵攻した。この攻撃の前線には、数多くのシャーマンおよびパーシング戦車が配備されており、さらに軽戦車数輌と数多くの半装軌車、ジープ、普通車が含まれていた。この攻撃部隊は、空中を旋回する偵察機に率いられていた。戦闘機や戦闘爆撃機が進軍ルート上で発見したドイツ兵を攻撃した。ザウアーラントを通る4つのルートに分かれて進軍するアメリカ軍の通り道には、燃えるドイツ軍車輌と破壊された兵器や装備品が並んだ。行軍はいくつかの道路封鎖や、戦車が通るには脆弱すぎる橋によってのみ妨害された。その場合、攻撃部隊は野原を迂回し、川を横断した。アメリカ軍はこの日すでに、最初の捕虜収容施設を設営した。こうしたザウアーラントの戦闘初日の光景は、ルール・ポケットの消滅まで繰り返された。アメリカ軍はこの3月29日のうちにブリーロンおよびニーダーマルスベルクにまで到達した。
パーダーボルン周辺に至って初めて、ティガー戦車を備えた武装親衛隊の精鋭部隊を含むドイツ軍により、さらなる進軍に対する強固な抵抗がなされた。それにもかかわらず4月1日には、ルール・ポケットはリップシュタット付近で封鎖された。ルール・ポケット西部には現在のハレンベルク、メーデバッハ、マルスベルク、ブリーロンの市域を含むザウアーラントの一部が含まれていた。反撃が開始されたが包囲網を打ち破ることはできなかった。それどころかアメリカ軍はルール・ポケットを締め上げるためにさらなる進軍を行うまで、わずかな期間停止しただけであった。ドイツ国防軍、武装親衛隊、国民突撃隊からなるドイツ軍は、確かに数は多かったが、アメリカ軍の侵攻を止めるには装備が不十分であった。ドイツ軍は航空支援を得られず、彼ら自身がアメリカ軍の航空機により、ほんとど休みなく攻撃を受けた。4月16日、ザウアーラント最後のドイツ軍がイーザーローンで降伏した。4月18日には、ルール・ポケット西部で最後のドイツ軍が投降した。数人の兵士や小グループが、1945年4月21日まで散発的に激しい抵抗を行った。1945年4月20日、シュマレンベルクの南東地点で指揮を執っていた歩兵大将ヨアヒム・フォン・コルツフライシュは、アメリカ軍にヴルヴェスオルト（現在はシュマレンベルク市）で捕らえられ、射殺された。これによりザウアーラントでの戦争は終結した。ザウアーラントでは現在も小さな戦没者墓地や通常の墓地内の戦没者の墓が亡くなったドイツ兵士を物語っている。多くの市民も負傷し、あるいは死亡した。さらにルール・ポケットの戦闘では、多くの建物が毀損され、あるいは破壊された。これに対して、優位に立っていたアメリカ軍で負傷あるいは死亡した兵士の数は少なかった。

#### 第二次世界大戦後
アルンスベルク行政管区（県）は1946年に新設されたノルトライン＝ヴェストファーレン州に属すこととなった。1959年、シュマレンベルクの織布工場ファルケに、南チロルから20人、南イタリアから70人の女性が、初めての「ガストアルバイター」としてザウアーラントにやってきた。1973年の募集中止までに、南ヨーロッパ、トルコ、北アフリカから数千人のゲスト労働者が続いた。1975年に新設されたザウアーラント/パーダーボルン地域の市町村および郡の新設に関する法律（ザウアーラント/パーダーボルン法）が発効した。ゾースト郡およびアルテナ郡のザウアーラント部分は1969年にすでに新設されていた。一部の住民や地方行政の反対にもかかわらず、多くのそれまで独立していた町村が合併し、より大きな自治体となった。最も大きかった自治体を列記すると、ネーハイム＝ヒュステン、ホーエンリムブルク、レトマーテであった。同様のことが郡のレベルでも行われた。このうちオルペ郡は比較的影響が少なかった。現在のメルキッシャー郡は主に、旧イーザーローン郡の大部分と郡独立市であったイーザーローン市、それに1969年にアルテナ郡から分離されたリューデンシャイト郡によって構成された。アルンスベルク郡、メシェデ郡、ブリーロン郡の主要部分からホーホザウアーラント郡が創設された。それまでヴィトゲンシュタイン郡に属していたノイアステンベルク、ランゲヴィーゼ、モルザイフェン、ホーエライエは、新設されたホーホザウアーラント郡に移管された。

## 経済
歴史の項で概括したように、ザウアーラントは程度の差はあるものの、古い工業地域であった。大きな変革は20世紀、特に第二次世界大戦後に起こった。
ザウアーラントに位置する郡はいずれも、中小企業からなる経済構造を有している。19世紀から20世紀初頭にかけて、ルール地方の大企業に大きな差をつけられたが、長期的な視点では中小企業構造は適応力に富んでいることが示された。アルンスベルクの商工会は新たなミレニアムの替わり目頃に、管内の商工業労働者の割合がルール地方のそれよりも高いことを報告した。負の要素は、特にホーホザウアーラント郡において言えることであるが、学術ベースのサービス業部門が比較的手薄であることが挙げられる。基本的には南ヴェストファーレン専門大学のいくつかの専門施設が存在するだけである。

### 農林業
1980年代にクリスマスツリーの組織的な栽培が始まって以降、ザウアーラントは 18,000 ha の面積を持つヨーロッパ最大級のクリスマスツリー栽培地の1つに発展した。1990年の栽培面積は 3,000 ha であった。さらに 2007年の暴風雨「キリル」後 3,000 ha が追加された。農薬による自然負荷や、広い面積の植樹によって単調な風景となるため、栽培のさらなる拡大は制限された。

### 製造業

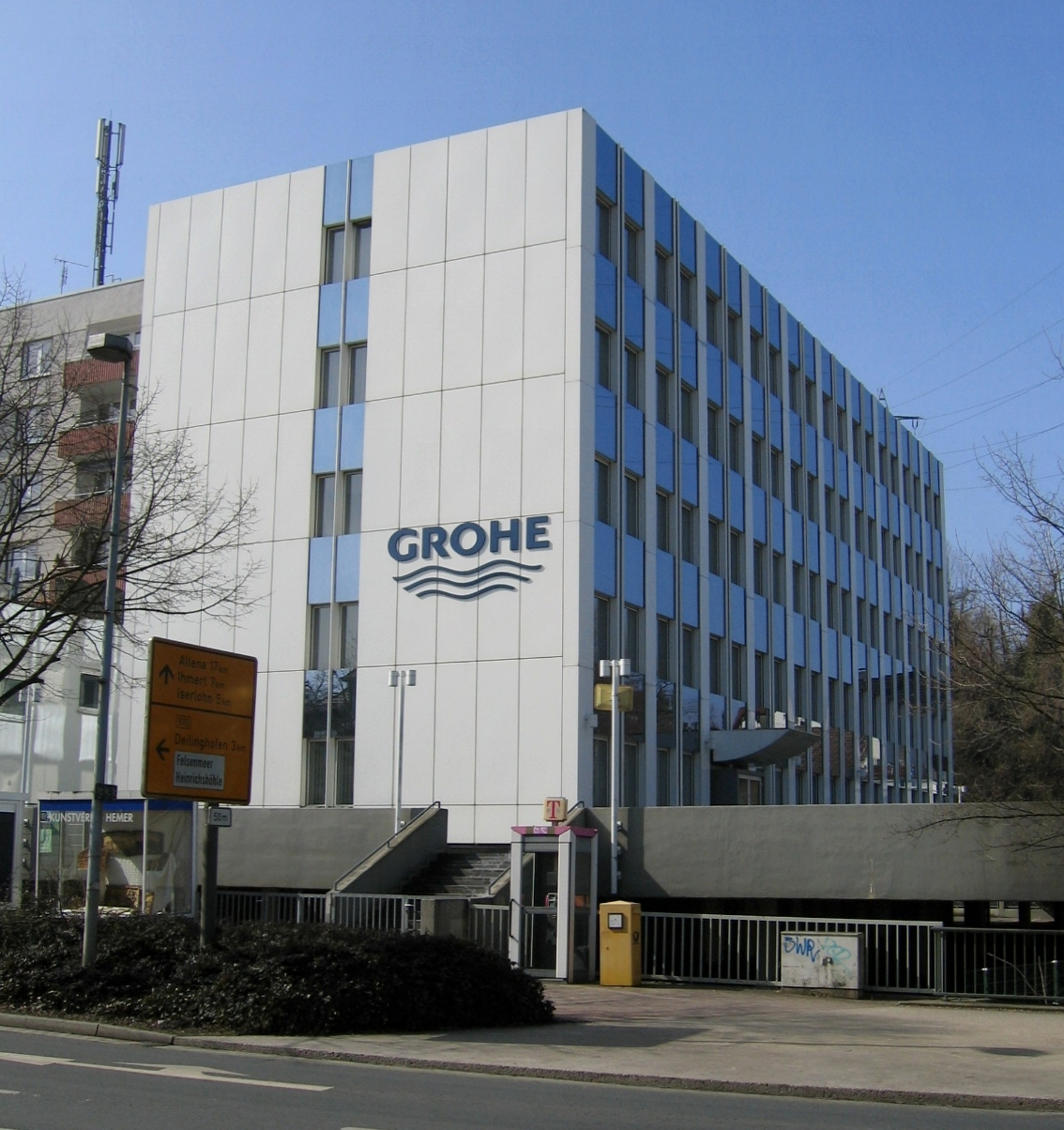
ヘーマーのグローエ本社

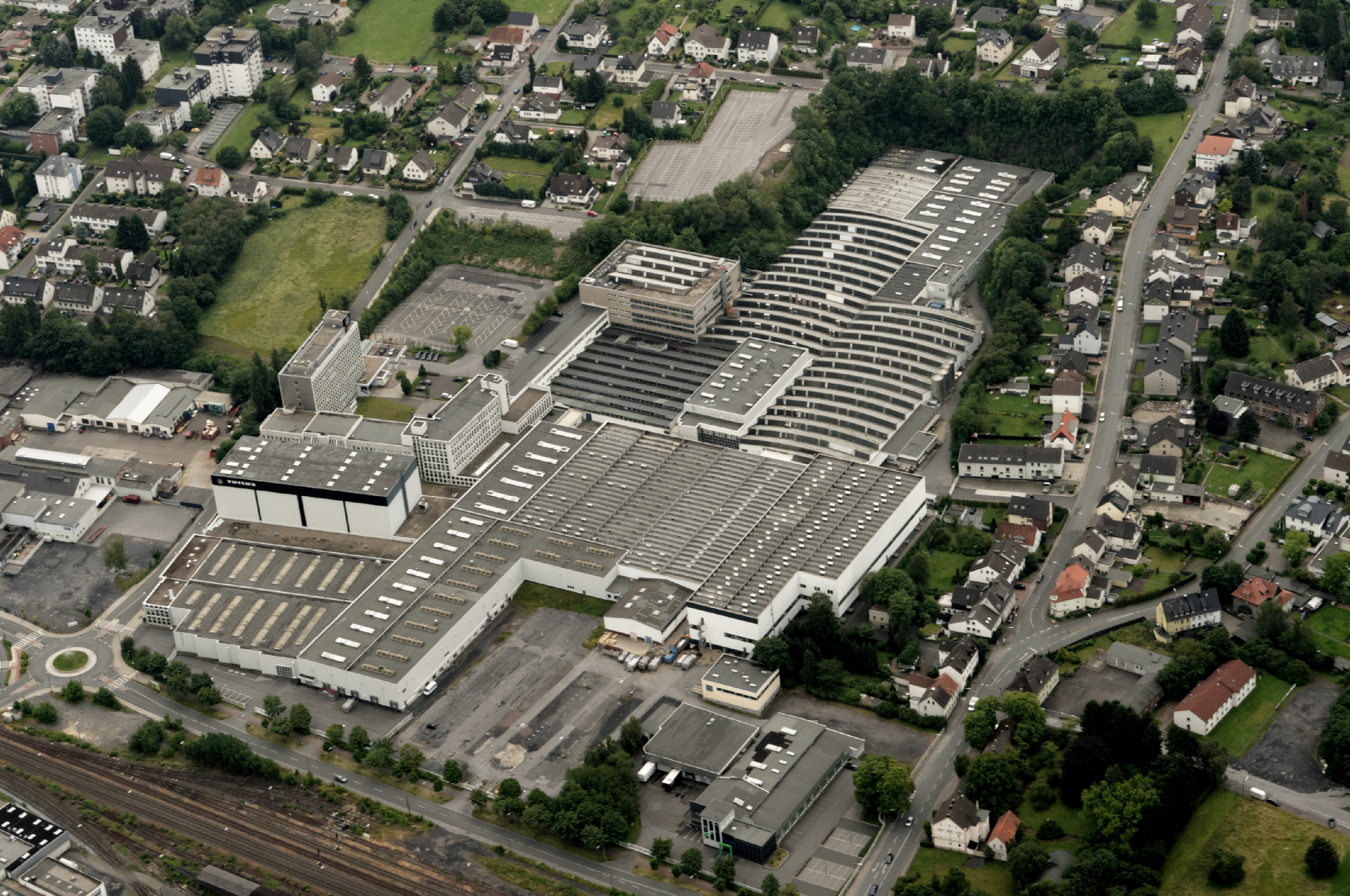
アルンスベルク＝ヒュステンのトリルクス本社工場

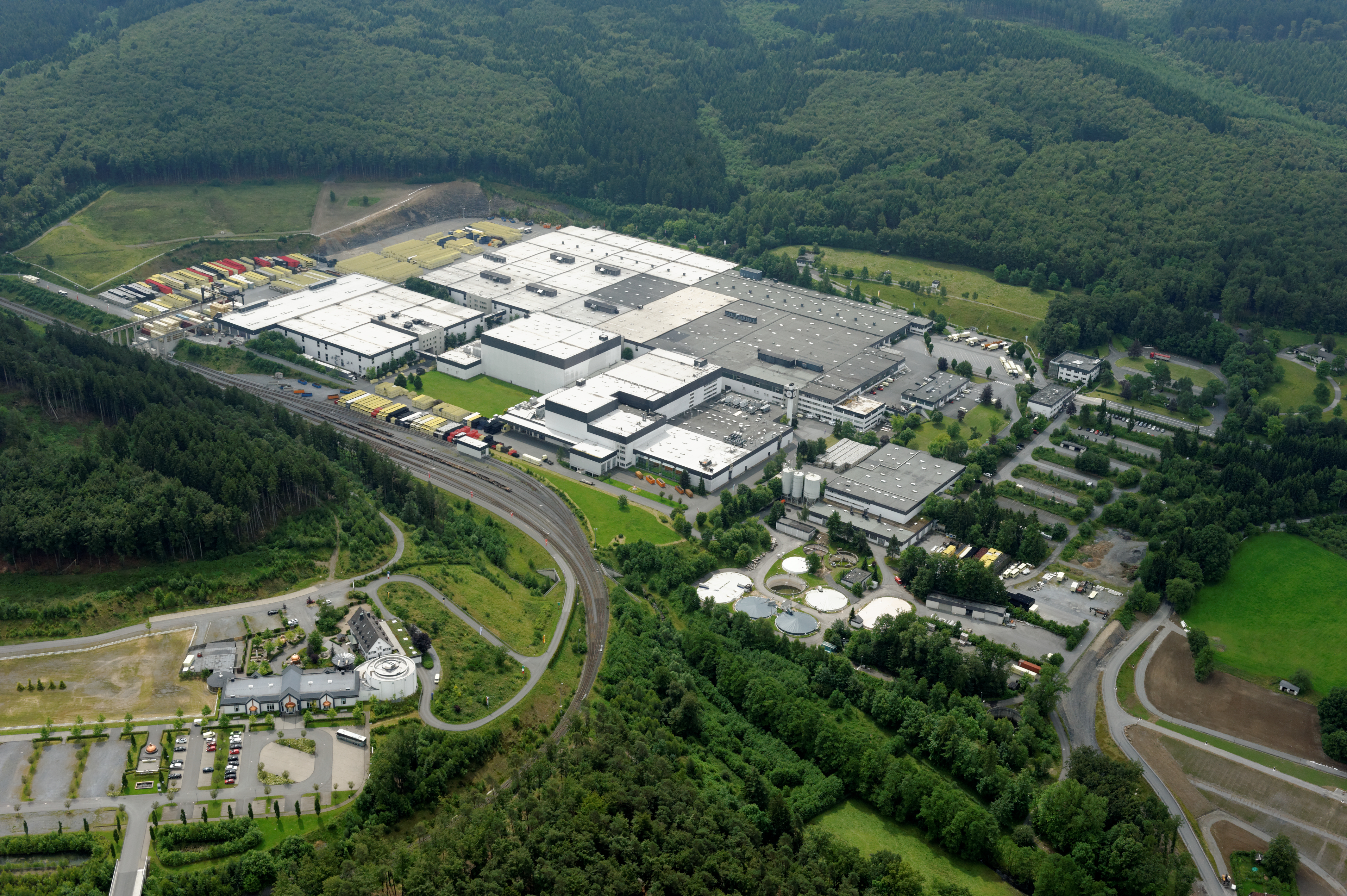
ブルワリー「ヴァルシュタイナー」

南ヴェストファーレン地域は、労働者の 40 % 以上が製造業に従事する、ドイツで3番目に強力な工業地域である。ザウアーラント西部の工業従事者比率は最も高く、43 - 44 % に達する。多くの隠れたチャンピオン企業がこの地域に本社を置いている。初期工業の痕跡は現在もわずかに見ることができる。重要なのはアルテナの針金製造とイーザーローンおよびエスローエ地域の鎖製造であった。メルキシェス・ザウアーラントには工業化の初めから数多くの中小工業企業が存在した。現在この地域には、特に自動車産業の部品業者（たとえば、コスタール、Dura自動車）が存在している。工具やアルミニウム加工産業も特筆すべきである。ヴェルドールのカール・ベルクやアルフレート・コルスマンがそのアルミニウム構造技術で最新素材によるグラーフ・ツェッペリンの飛行船建造を可能にして以降、現在もアルミニウム成形品（たとえば窓枠製造）やアルミニウムホイール（ATSホイールズ）を製造している。この他、RH アルラートやボルベットも国際的に知られたホイールメーカーである。
イーザーローンには薬品・化学工業も存在する。ザウアーラントはアルンスベルク、リューデンシャイト、イーザーローン地域の有名な照明器具や、ヘーマーおよびその周辺地域における衛生器具製造（グローエ）でも知られている。シュマレンベルク地域には、ファルケ社など、ザウアーラントの織布産業の重要な企業が存在している。ザウアーラントの鉱業は現在もバート・フレーデブルクにおけるスレート採掘（マゴーグ＝シーファー）として存続している。
メルキシェス・ザウアーラントは昔から常に多くの経済的中心地があったが、ホーホザウアーラント郡の経済的重心は長年、現在のアルンスベルク市周辺であった。特に重要なのは照明産業であった。わずかな古い会社（たとえば、BJBやクローネンベルク）が前世紀からの経済史を引き継いでいるが、全国的な名声を獲得している後継企業や新設企業が数多く存在する。たとえば、照明器具製造のトリルクス、日用品製造のヴェスコやベルンデス、製紙業者のヴェーパ、ベルト製造業者のシュロートなどである。ホーホザウアーラント郡で2番目に重要な工業都市がメシェデである。ここでは1870年代の鉄道軌道の建設も工業発展に寄与した。メシェデにはホンゼルの工場（自動車部品）の他に、車体や自動車の工場および合成樹脂加工やネジ技術の中規模企業が数多くある。
この他の鉱業中心地は、ブリーロン（ホペッケ・バッテリー）、ズンデルン（ゼヴェリーン電子機器）、オルスベルク（F.W.オーフェントロプ）およびエスローエのケッテンヴルフ・チェーン製造がある。かつての農業の町には第二次世界大戦後に数多くの、ほとんどが小規模の製造業者が進出している。
ザウアーラントの製品の知名度という点において、ブルワリーは大きな役割を果たしている。数多くの小規模なブルワリーの他に、メシェデのグレーヴェンシュタイン地区のヴァールシュタイナーとフェルティンスが全国的に有名である。このドイツの2大ブルワリーは互いにわずか数 km しか離れていない。ビール「グリューナー・タール」で知られる民営のイーザーローン・ブルワリーやマルスベルクのヴェストハイマー・ブルワリーも特筆すべきである。マルスベルクの RC リッツェンホフ・クリスタルは世界的に有名なデザイン・グラスを製造している。さらにジクの商標で知られるリューデンシャイトの玩具メーカー「ジーパー」も全国的に知られている。

### 観光業

#### 沿革

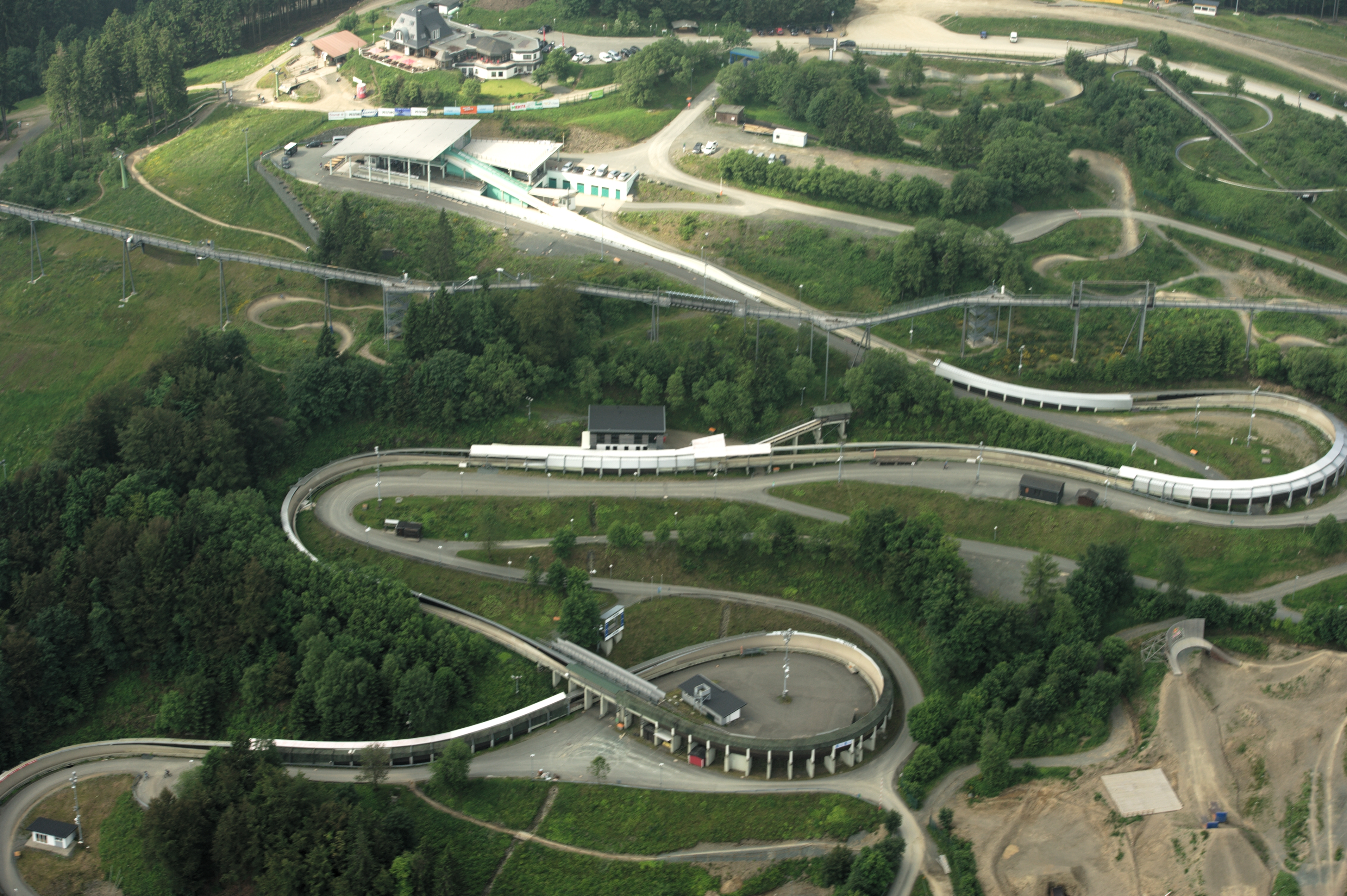
ヴィンターベルクのボブスレーコース

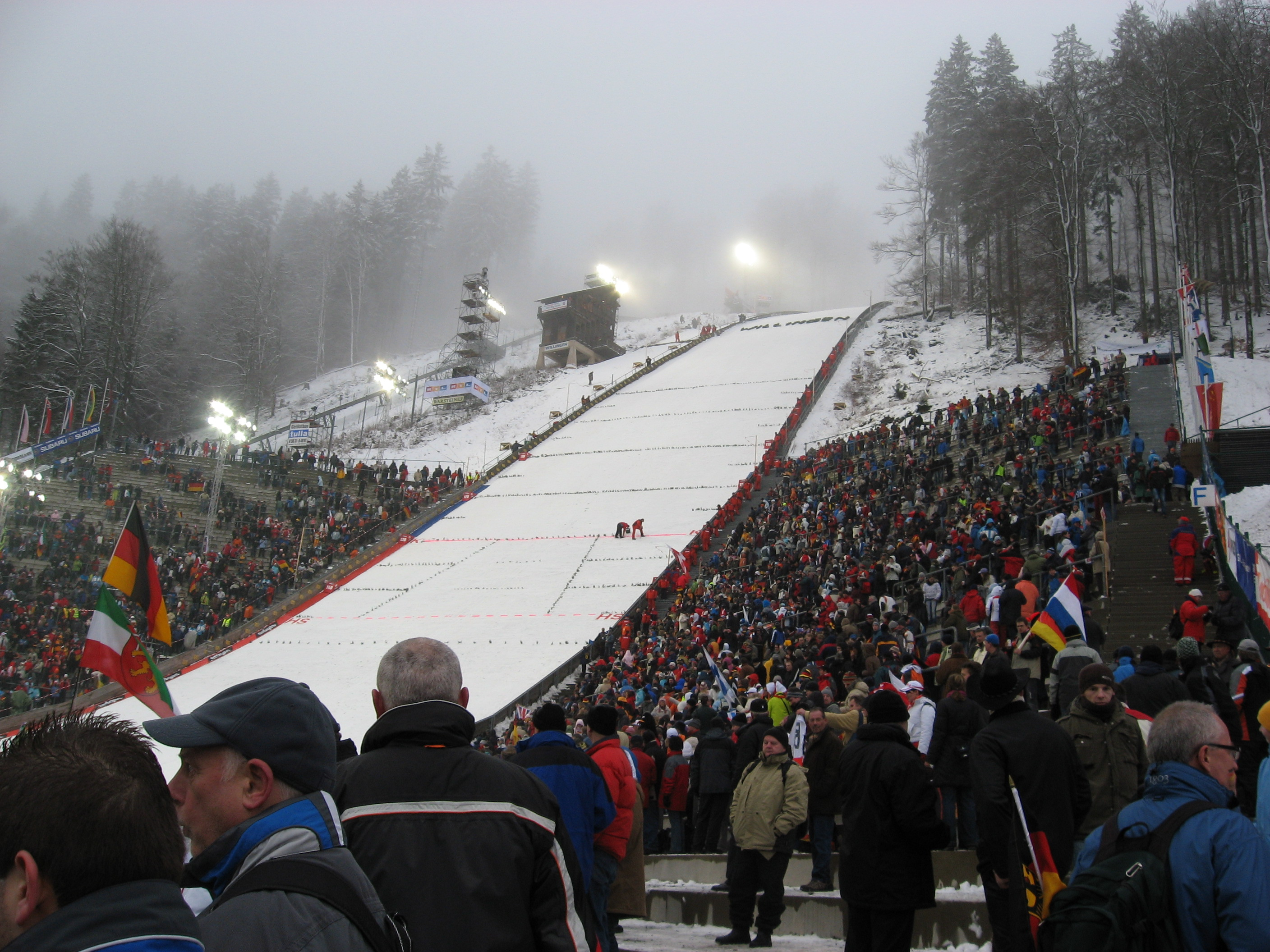
ヴィリンゲンのスキージャンプ台

19世紀末以降、特にオーベーレス・ザウアーラントは、工業地域や大都市の住民のレジャーの目的地であった。これにより新たな収入を得る機会が生まれ、この地域からの人口流出を抑制することができた。特に第二次世界大戦後には、（オーベーレス）ザウアーラントは、観光業の中心地となった。森と小さな街が散策客にとっては大変に魅力的で、多くの街は空気の質が良いことから保養地に指定された。また高地は、特にオランダ人に人気のウィンタースポーツ地域にもなった。ヴィンターベルクのボブスレー・コース（フェルティンス・アイスアリーナ）やヘッセン州ヴィリンゲンのスキージャンプ台は世界的に知られている。特にミレニアム後、この地域に大きな投資が行われた。数多くの人工降雪機を備えたウィンタースポーツ＝アリーナ・ザウアーラント、マウンテンバイク・アリーナや、ザウアーラントとジーガーラントおよびラーン＝ディル＝ベルクラントと結ぶ全長 154 km のロタールシュタイク、全長 240 km のザウアーラント森林ルート、全長 251 km のザウアーラント＝ヘーエンフルークが設けられた。これら以外にも多くの遊歩道が、主にザウアーラント山岳協会 (SGV) によって整備された。1990年代以降にはいくつかの自転車道もザウアーラントに整備された。最も長い自転車道は、かつての鉄道軌道を利用した全長 84 km のザウーアーラントラートリングである。ルール川に沿って、ヴィンタースベルク近郊のルールコプフにあるその水源からデュースブルク＝ルールオルト近くの河口までを結ぶ全長 230 km のルールタール自転車道は、ザウアーラントの東部を通っている。バイク・エリア・ザウアーラントもザウアーラントにおける自転車のアクティビティに含まれる。

#### ホーホザウアーラントのレジャー地
- ヴィンターベルク（ボブスレーコース、スキーリフト、ザンクト＝ゲオルク＝シャンツェおよびその他のジャンプ台、カーレ・アステンやロタールシュタイク沿いの遊歩道）
  - ランゲヴィーゼ（バイアスロンスタジアム、パノラマの眺望、スキーのロイペ（ドイツ語版、英語版）、自然、ロタールシュタイク沿いの散策）
  - ノイアステンベルク（アルペン・スキー場、ウィンタースポーツ博物館、ゴーカートコース、バイアスロンスタジアム）
  - アルトアステンベルク（カーレ・アステン周辺地域のウィンタースポーツと山歩き）
- シュマレンベルク（山歩き、マウンテンバイク、アルペンスキー、ノルディックスキー、バイアスロン）
- ヴィリンゲン（ミューレンコプフシャンツェ、ウィンタースポーツ）
- ウセルン（ウィンタースポーツ）
- ブルーフハウゼン（自然文化財ブルーフハウザー・シュタイネ、城館、ソリ遊びコース、ウィンタースポーツ）

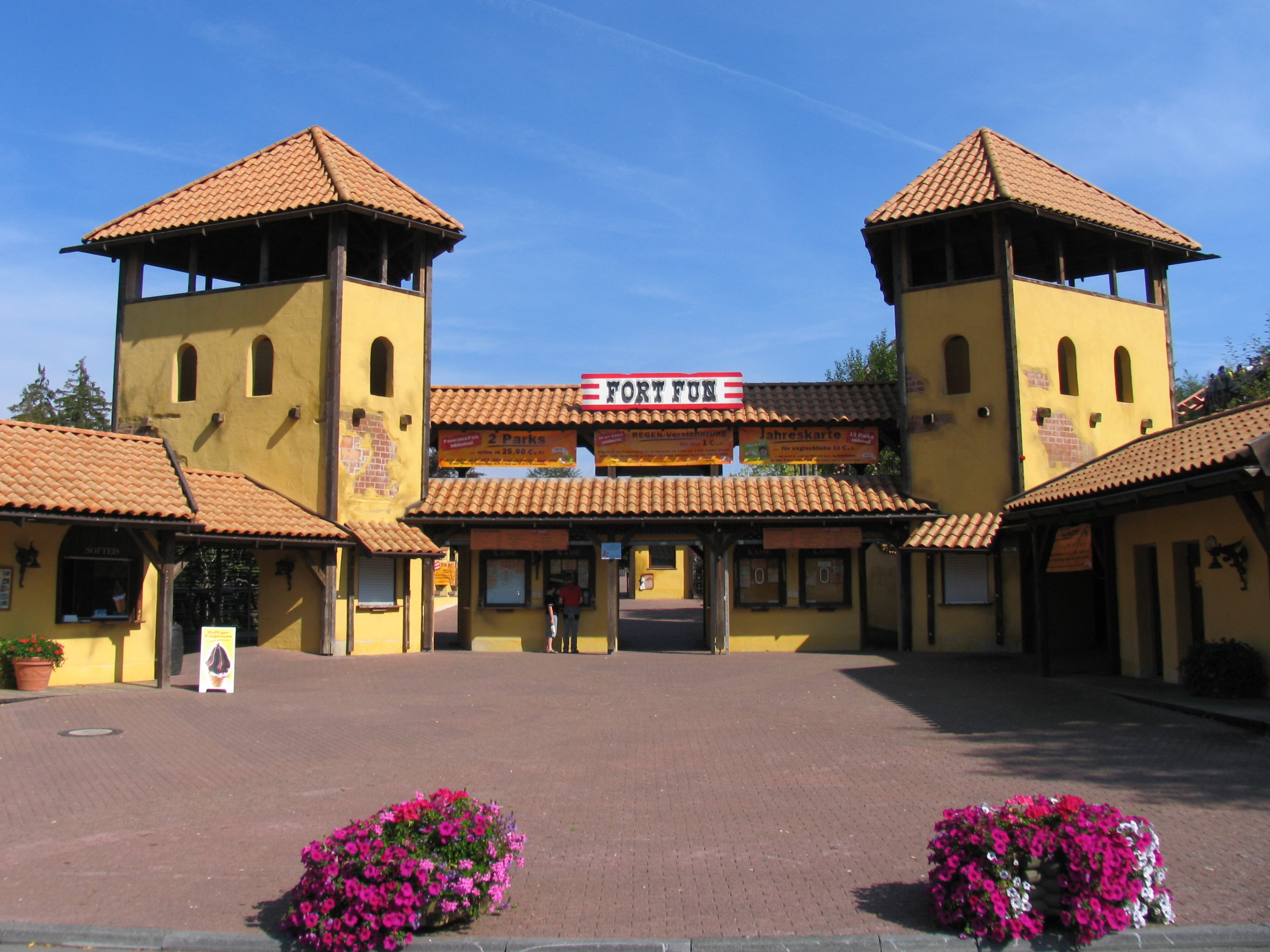
フォート・ファン・アドベンチャーランド

#### レジャーパークとその他のレジャー施設
重要な観光の中心地が大きなレジャーパークである。たとえば、キルヒフンデムの広さ 80 ha のパノラマ＝パーク、年間40万人の来訪者があるフォート・ファン・アドヴェンチャーランド、年間12万人が訪れる鳥獣園フォスヴィンケルなどである。
その他のスポーツ施設としては、アルンスベルク＝ヒュステン、バート・フレーデブルク（「ザウアーラントバート」）、フィネントロプ、イーザーローン（「ザイラーゼーバート」）、オルペ、プレッテンベルク（「アクア・マギス」）、ヴァールシュタイン（「アルヴェッターバート」）にそれぞれあるレジャープールや、ヴィンターベルク、ベストヴィヒ（「フォート・ファン」）、オルスベルク＝ブルーフハウゼン（「シュテルンロート」）の夏ソリコースがある。

## 交通

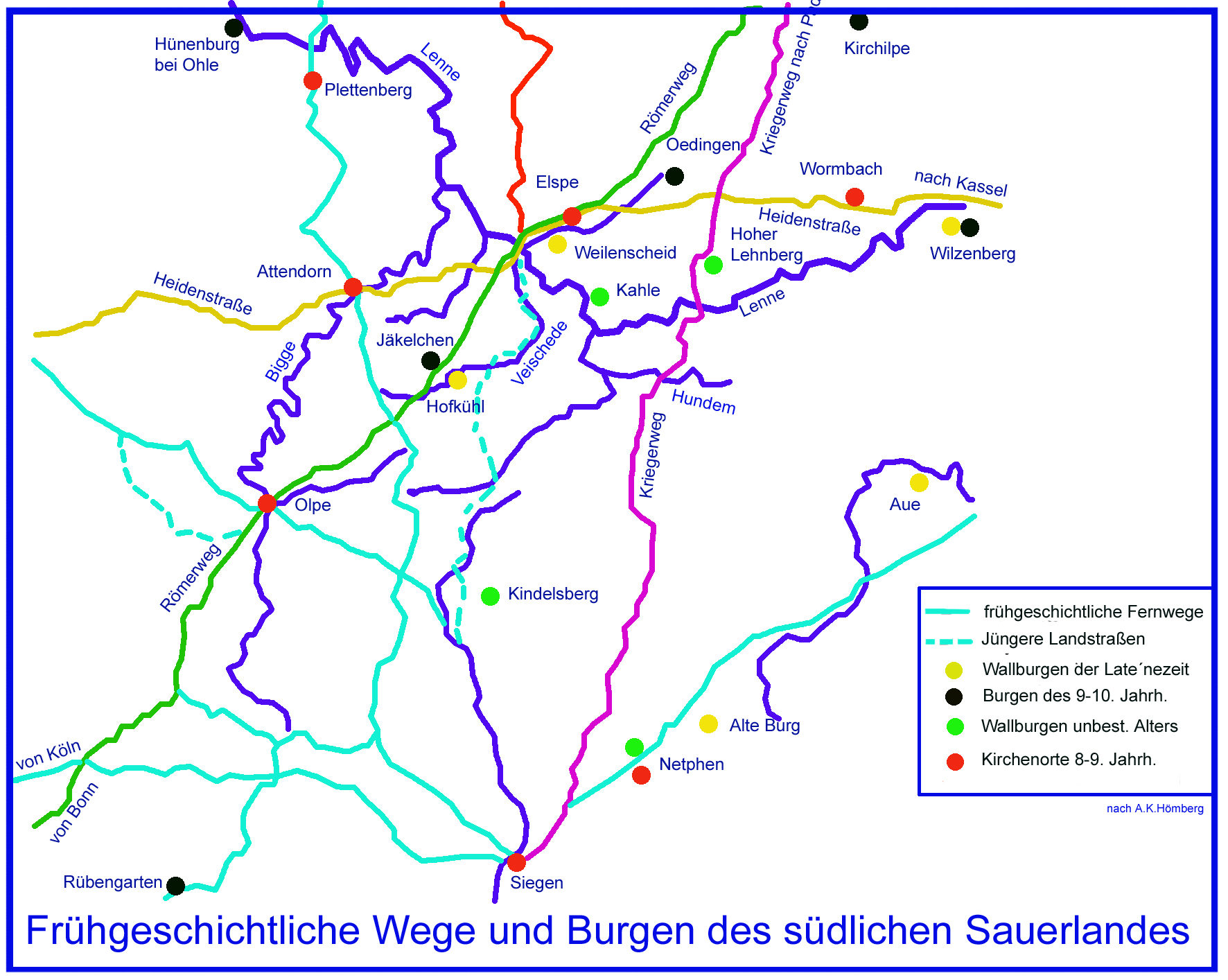
南ザウアーラントの古い街道と城塞

### 道路
街道、集落間道路、切り通し、農道が中世以前から多様性を形成していた。その中には、1000年以上前から存在するライプツィヒからカッセルを経てケルンに至る全長約 500 km のハイデン街道、レーマーヴェーク、ジーゲンとパーダーボルンとを結ぶクリーガーヴェークが含まれる。
19世紀になるまで、主に高台を未舗装で整備も不十分な「交通路」が通っていた。谷は不定期に増水して通行不能になるためであった。ザウアーラントにおいて運送業は19世紀遅くになるまで重要な職業であり、ある地域では収入不足の一部を補うことにもなっていた。
アフェルン（ノイエンラーデ）は、四方に延びる街道の交差地点として知られていた。かつての「王の道」もこの集落を通っていた。メンデンからバルヴェを経由してヴェールドールに至る街道は、天候により通行が困難になった。浅瀬以外に、ヘネ川を渡る橋は重要な渡河地点であった。たとえば、キュントロプ（ノイエンラーデ）からガルベック（バルヴェ）への橋、かつてのバルヴェの市門前の橋（解体）、サンスーシー（バルヴェ）からベックム（バルヴェ）への橋、大変に古く保護文化財に指定されているフォルクリングハウゼン（バルヴェ）の橋、レントリングハウゼンの橋やメンデンの橋などである。渡るのが困難なヘネタールでは、中世にはしばしば強盗事件が起きたと語り伝えられており、クルーゼンシュタイン場は「盗賊騎士の城」とされていた。
舗装された道路（そのほとんどは砕石舗装であったが）、いわゆるショセーは、18世紀末に初めて建設された。ザウアーラントで最初のショセーは、1780年頃に建設されたホラント - フランクフルト街道であった。この街道は、オランダからヴェーゼル、エッセン、ハーゲン、ハルヴァー、マイネルツハーゲン、ドロルスハーゲン、オルペ、クロイツタール、ジーゲン、ディレンブルク、ヴェッツラーを経由してフランクフルトに至る街道であった。ただしザウアーラント内の工事は、中途半端な状態で放置された。プロイセン王フリードリヒ・ヴィルヘルム2世（1786年 - 1797年）は、特にマルク伯領の「Suderland部分」では、幅 12 から 16 フスの岩があるため、曲線のプロファイルを持つ「人工道路」を建設するように命じた。
長官のルートヴィヒ・フォン・フィンケ就任時、旧ヴェストファーレン公領内にはホラント - フランクフルト街道の他に3本の部分的に完成したショセーがあった。カンシュタイン（マルスベルク）からブリーロン、メシェデ、アルンスベルク経由でメンデンに至る連邦道 B7号線、ヴィッケーデ、ネーハイム、ヒュステン、ズンデルンを経由してヴェルルとオルペとを結ぶ街道、メシェデからグレーフェンブリュックへの街道の3本である。初めに1830年代のミンデン - コブレンツ・ショセーの建設から、舗装した道路による全く新しい道路網を介した地域開発が始まった。ルートの選定に際しては勾配の少ないことが考慮された。同時に、古代の広域街道や農道は過去のものとされ、現在は整備されていない隘路が景観の中に認識できるだけである。
街道を整備するために関所で通行料を徴収していた。こうした関所はホルツェン、サンスーシー、ブリントロプ近郊クシェルト、ヴィルヘルムスヘーエ、ノイエンラーデとアルテナとの間のブーフホルツ、フィネントロプのレネ川の橋沿いにあった。
非常に困難な地形が工事の障害となったため、アウトバーンに初めて接続したのはとても遅く、他の地域に比べて密度も低い。1971年10月25日にザウアーラント線 (A45号線) が開通した。1976年12月7日にケルン - オルペ線 (A4号線) の最後の区間が完成した。オルペ南ジャンクションを越えてロタール山地を通り、キルヒハイム・ジャンクションに至る延長工事は延期された。そして、2006年12月1日からクロムバッハ（クロイツタール）近郊でヒュッテンタール街道に接続するようになった。まだ完成していない連邦アウトバーン46号線ハーゲン - イーザーローン - アルンスベルク - ベストヴィヒがザウアーラント北部を開発すると期待されている。ザウアーラント北東部は、アウトバーンA44号線ドルトムント - カッセルによってアクセス可能である。

### 鉄道

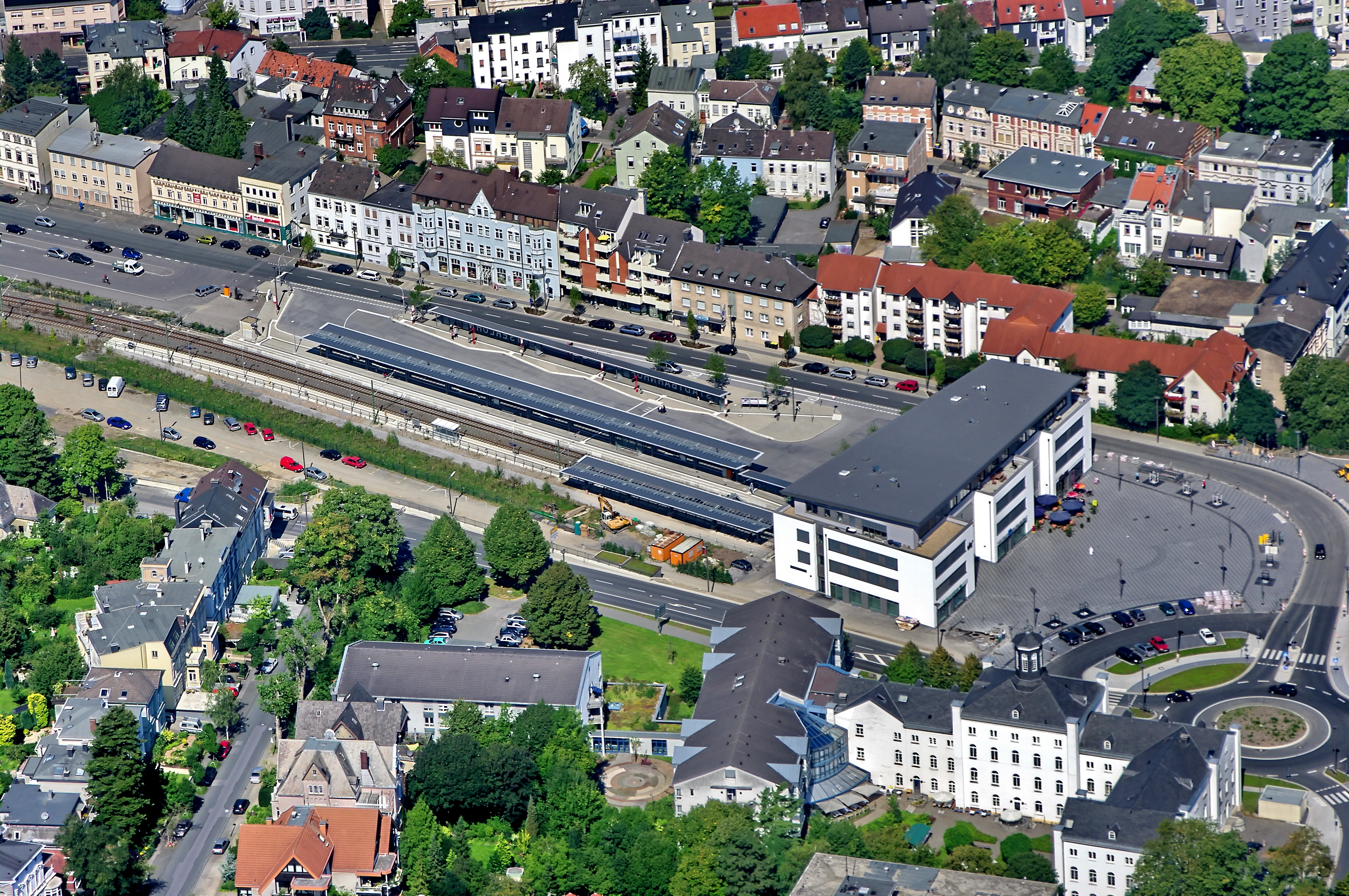
イーザーローン市駅

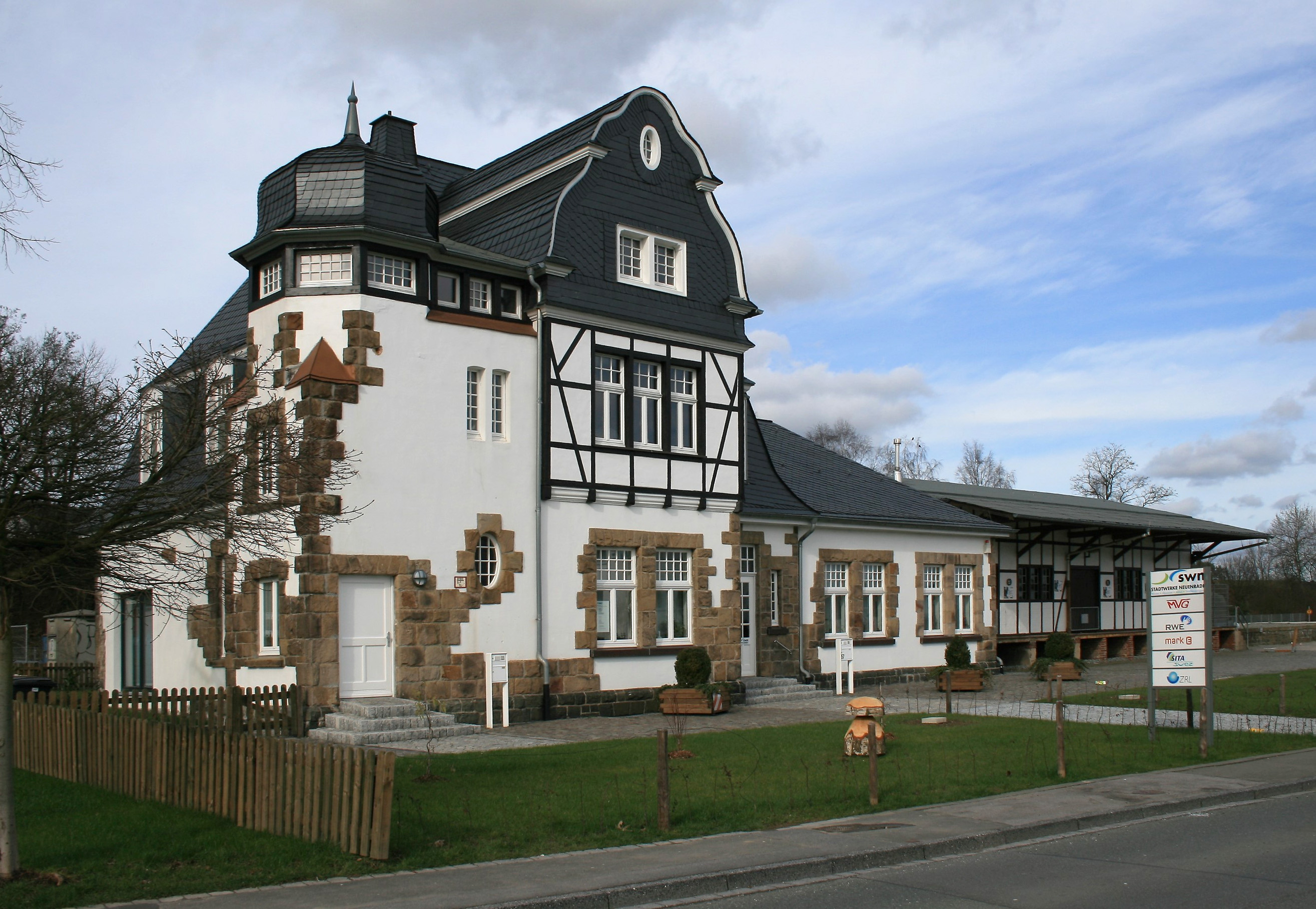
ノイエンラーデ駅

#### ベルギッシュ＝メルキッシェ鉄道会社
ザウアーラントは、計画は1833年にまで遡るものの、鉄道開発は比較的遅かった。その発展に決定的に重要であったのが、1843年に設立されたベルギッシュ＝メルキッシェ鉄道会社 (BME) であった。この会社は19世紀にはプロイセン王国で、さらにはドイツ全体でも2番目に大きな（名目上民営の）鉄道会社であった。この会社は約20年の間に、現在もザウアーラントに遺る鉄道網の中核を形成した。初めは1859年のルール＝ジーク線、次いでビッゲタール鉄道とフォルメター鉄道が建設された。BMEは、1870年代にオーベーレ・ルールタール鉄道によってザウアーラント北部を開発した。ザウアーラント最後の路線も BME が計画したもので、1882年にメンデンからヘーマーが営業を開始し、1885年に新たに建設されたイーザーローン東駅を経てイーザーローンまで延長された。

#### 国営の近郊型列車
エルバーフェルト鉄道管区により、鉄道アルテンフンデム - ヴェンホルトハウゼン線の建設、フォルメ鉄道の延伸、アルダイ鉄道の延伸工事がなされた。さらに、フィネントロプ - ヴェネメン間、プレッテンベルク - ヘルシャイト間、アルテンフンデム - ビルケルバッハ間の鉄道が建設された他、ヘネタール鉄道も建設された。

#### 私鉄、軽便鉄道
この地域にとって軽便鉄道は重要であった。アルテナ郡狭軌鉄道 (KAS) はリューデンシャイトとアルテナおよびヴェルドールとの間、シャルクスミューレとハルヴァーとの間を結んでいた。イーザーローン郡鉄道 (IKB) は、主にイーザーローン、ヘーマー、アルテナとホーエンリムブルクとの間で運行していた。ホーエンリムブルクではホーエンリムブルク軽便鉄道 (HKB) が運行していた。メルキッシャー郡南部には、プレッテンベルク軽便鉄道 (PKB) があった。さらにルール＝リッペ軽便鉄道、西ドイツ鉄道会社、シュタインハレ＝メーデバッハ軽便鉄道があった。

#### 廃線
1948年の通貨改革以後、大規模な廃線が始まった。現在この地域では、DBレギオNRW GmbH とアベリオ・レール NRW が基幹鉄道網を運営しているだけである。農村地域の公共旅客交通の細分は、多くの部分を乗り合いバスによっている。

## 文化
ケルニシェス・ザウアーラントの文化は、住民にしっかりと根付いたカトリシズムによって形成されている。ヴェストファーレン文化圏の一部として、ザウアーラントの文化はホーホザウアーラントとプロテスタントが主流のメルキシェス・ザウアーラントに分割され、一体ではない。

### 宗教

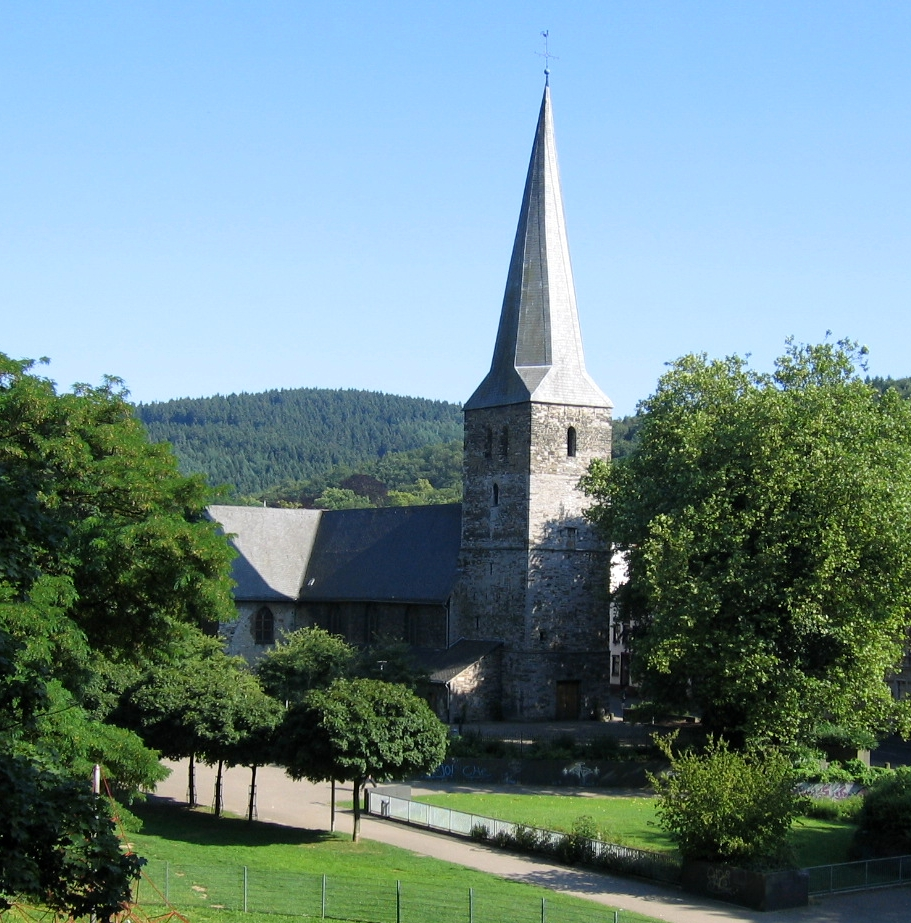
イーザーローンの聖パンクラティウス教会（農民教会）

宗教改革以後、ザウアーラントは宗教上多様性を持った地域である。マルク伯領では1530年代から宗教改革が広まった。ユーリヒ＝クレーフェ公ヨハン3世は存在する宗教の中道を模索したが、領内の都市や教会組織はルター派による宗教改革の道を選択した。1614年からヴェストファーレン地方の領主となった、改革派の教義を信仰するホーエンツォレルン家の奨励を受け、アルテナ、イーザーローン、リューデンシャイトといった大きく経済的に隆盛した都市では、独自の改革派教会組織が成立した。プロイセンの寛容政策により、カトリック教会はすぐに新しい組織を成立させた。プロイセン王フリードリヒ・ヴィルヘルム3世は、1817年からプロイセンのルター派と改革派の組織統合を敢行した。しかし、たとえば元々改革派であったジーガーラントとは異なり、メルキシェス・ザウアーラントのルター派の特色は現在も感知することができる。外見でそれが判るのが、古い町や村の教会に設置されているルター派の特徴を持つ説教壇付き祭壇である。これに対してヴェストファーレン公領は主にカトリックである。この地域では、対抗宗教改革、カトリック改革、バロックカトリシズムの影響が色濃い。
ザウアーラントの地域間による宗教の違いは現在も存在している。ホーホザウアーラント郡は、過去数十年の間に移民の流入があったものの、70 % 以上がカトリックを信仰する、ヴェストファーレンにおけるカトリックの中心地である。オルペ郡についても同様である。これに対してメルキッシャー郡では依然、福音主義信仰が主である。
この他に、過去数十年の間に変化が生じてもいる。移民運動の結果メルキッシャー郡のムスリムはヴェストファーレンの平均を大きく上回っている。自由キリスト教会は、ロシア系ドイツ人の流入の結果増加したのだが、それ以前にメルキシェス・ザウアーラントではプロイセンの宗教政策に基づく長い伝統を有している。これに対してオルペ郡で自由キリスト教会は 0.1 % を占める程度でほとんど役割を与えられていない。同時に新しい宗教運動もわずかであるが、これもメルキッシャー郡ではヴェストファーレンの他の地域に比べて広まっている。数十年前から福音主義運動やカリスマ運動の宗教組織が地域で重要になっている。メルキッシャー郡における宗教多様性は、隣接するルール地方と同様に、ヴェストファーレンの平均よりも大きい。これに対してホーホザウアーラント郡やオルペ郡の宗教多様性はヴェストファーレンで最も低い。

### 言語と文学
ザウアーラントではかつて、ザウアーラント方言（Siuerlänner Platt）が話されていた。ルール地方をはじめとする他のヴェストファーレン地域とは異なり、田舎のザウアーラントでは1960年代までザウアーラント方言が日常語であった。ザウアーラント方言は低地ドイツ語由来の民衆語であり、通常は西部低地ドイツ語のヴェストファーレン系言語の1つに数えられる。この方言は次の世代がこれを引き継がなかったため、次第に高齢者の住民グループで通用するだけになっていった。聴き取り能力も、特にメルキシェス・ザウアーラントでは、大きく低下している。クラブや学校での取り組みにもかかわらずザウアーラント方言は次の世代で失われると想定されている。

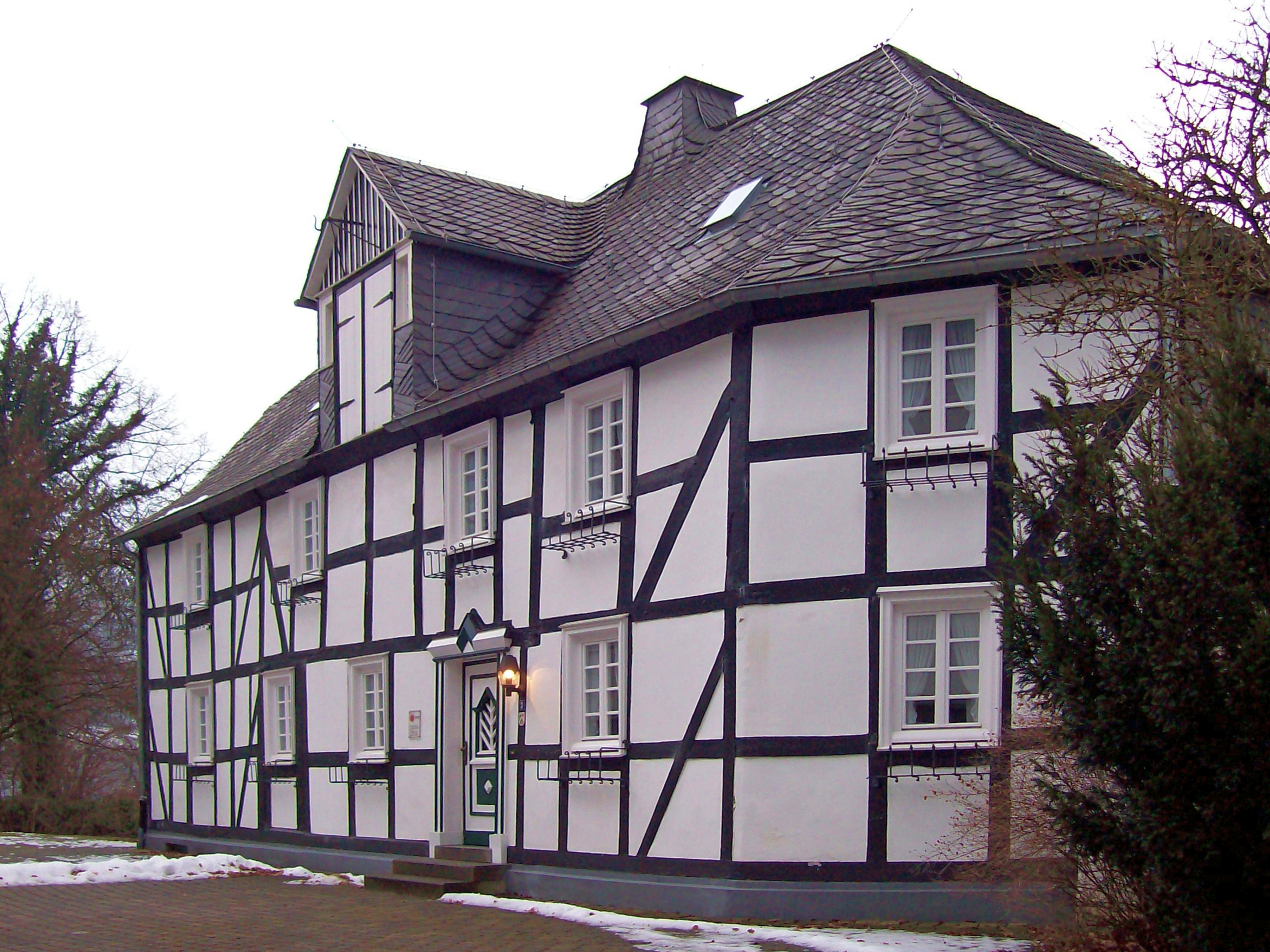
クリスティーネ・コッホ財団の図書館が入居しているシュマーレン・ハウス

19世紀から20世紀初めに低地ドイツ語の学術研究（たとえばフリードリヒ・レオポルト・ヴェステ）がなされ、幾人かの著述家（たとえば、クリスティーネ・コッホ、フリードリヒ・ヴィルヘルム・グリンメ）によって詩や散文に用いられた。クリスティーネ＝コッホ財団はシュマレンベルクに約2,000点の雑誌や書籍を有するザウアーラント文学アーカイブを運営している。図書館はシュマレンベルク市役所近くの「シュマーレン・ハウス」に入っている。ザウアーラントにはいくつかの伝説もある。
ザウアーラントが登場する近代文学作品として、数年前から推理小説が関心を集めている（たとえば、カトリーン・ハインリヒ、フリードリヒ・ティーケッター）。このため、2005年に推理小説のフェスティバル「クリミナーレ」がザウアーラントで開催された。

### 世俗祭と風習
毎年開催される射撃祭は、ほとんど全ての市町村で文化生活のハイライトの1つとなっている。ほとんど全ての村に射撃協会（特に旧マルク伯領）または射撃兄弟団（特に旧ケルン選帝侯領）がある。イーザーローンでは「イーザーローン兄弟団射撃協会」 (ISBV) が、南ヴェストファーレン最大の世俗祭として射撃祭を開催している。
旧ケルン選帝侯領では、謝肉祭がもう一つの人気の世俗祭である。会期中のハイライトはバラの月曜日のパレード（たとえばメンデンなど一部ではチューリップの日曜日にもパレードが行われる）である。ザウアーラントで最も長いパレードの1つがヴァールシュタイン＝ベレッケのものである。2,000人以上の参加者、3万人近くの見物客が参加する最大のスミレの火曜日のパレードがアッテンドルンで開催される。
郷土協会もローカル・レベルで風習の維持に関与しており、旧ケルン選帝侯領ではザウアーラント郷土連合、メルキシェス・ザウアーラントではメルキッシャー郡郷土連合に統合されている。これらはさらにヴェストファーレン郷土連合に統合されている。

### 劇場と演劇
エルスペの野外劇場でのカール＝マイ演劇祭は毎年6月から9月に開催される。この演劇祭は映画「ヴィネトウ」シリーズの主演俳優ピエール・ブリースが何シーズンにもわたってエルスペで主演したことで有名である。この他に野外劇場はアルンスベルク近郊のヘリトリンゲンやハレンベルクにある。劇場および様々な種類の演奏会場として有名なのがバルヴェの洞窟である。アルンスベルクの「ザウアーラント劇場」、イーザーローンの「パーク劇場」、リューデンシャイト文化館は、客演アンサンブルの招待公演を行っている。これに対してアルンスベルクの「クルトゥールシュミーデ」はイェフーダ・アルマゴールによる実験劇団「テアトロン」の恒常的な公演場所となっている。

### 芸術と音楽

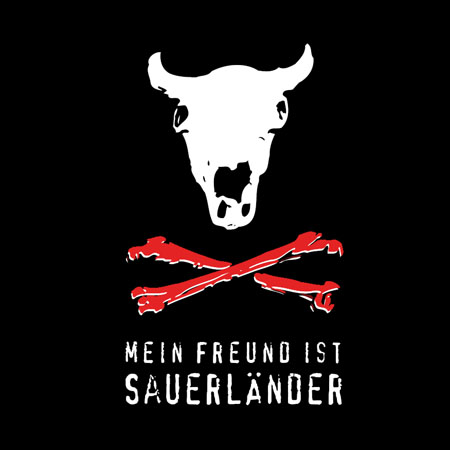
Mein Freund ist Sauerländer のCDジャケット

定期的な文化イベントとしては、アルンスベルクの「芸術の夏」が挙げられる。このイベントでは造形芸術からインスタレーションまで幅広い芸術が紹介される。「ドリュッゲルター・クンストシュテュックヒェン」は、ヴェストファーレンで最も小さな音楽祭として地域を超えて知られている。ホーホザウアーラント郡では、様々な会場で音楽祭「ザウアーラントの秋」が定期的に開催されている。アルテナ城では毎年「ブルクロック」が開催されている。このフェスには、すでに Fury in the Slaughterhouse や MiA. が出演したが、この地域の次世代のバンドも出演する。もう一つの有名なロックフェスティバルがネーハイムの「アンダー・ザ・ブリッジ」である。「イーザーローンの音楽の秋の日」の一環としての、国際的に有名なソリストによるマスターコースや、ドイツの国内外から音楽家が参加する「イーザーローン・ギターシンポジウム」が毎年開催されている。
ザウアーラントの一部地域は、19世紀からすでに音楽家によって歌われていた。バンド「ツォフ」の歌「ザウアーラント」は、1980年代からこの地域全体で普及した歌の1つである。バンド「Foyer des Arts」もその歌の中でザウアーラントを揶揄している。たとえばイーザーローン市については「お客に対して一番親切な人々が今もイーザーローンに住んでいる」や「そしてこの街は美しく、若者たちは身だしなみを整え、規律正しい」といった具合である。この他にパンクバンド「Die Kassierer」は、（彼らにしては比較的野卑でない作品）「ザウアーラント」を発表している。
「Mein Freund ist Sauerländer」（直訳: 我が友はザウアーラント人）というタイトルで、1994年と2006年にこの地域のポップス音楽およびロック音楽を現状を概観する CD が発表された。その付録のTシャツ「我が友はザウアーラント人」は、全国的に知られている。

### ユースホステル

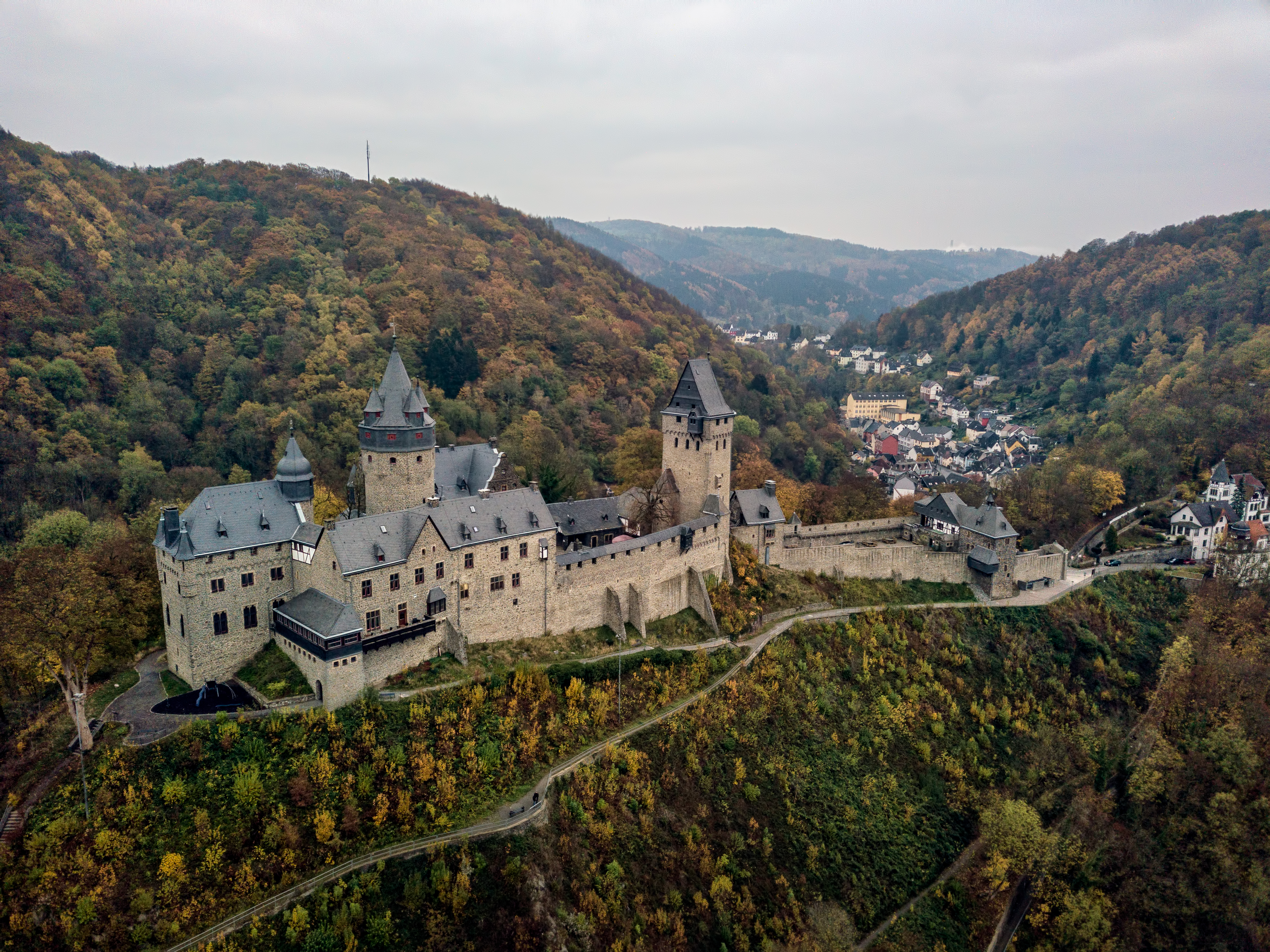
世界初の常設ユースホステルが設けられたアルテナ城

リヒャルト・シルマンは、1912年、アルテナ城に世界初の常設のユースホステルを開設した。彼は生徒ともに数日間の山歩きをした際、悪天候に見舞われ、仕方なくブレル（ヘネフ）の村の学校に臨時の宿舎を自ら設営しなければならなかった。シルマンはユースホステルの広範なネットワークというアイデアを着想した。このアイデアはすぐにドイツ全土の支援を受けた。シルマンはアルテナのユースホステルの初代管理人を引き受けた。このユースホステルは現在もアルテナ城に博物館として保存されている。ザウアーラントでは、アルテナ城、レネシュタットのビルシュタイン城、ブリーロン、マイネルツハーゲン、メシェデ、オルペ＝シュターデのビッゲ湖畔、フィネントロプ＝バーメノール（民営）、ヴィンターベルク＝ノイアステンベルク、リューテン、シュマレンベルク、ズンデルンのゾルペ湖畔、メーネゼーのメーネタール堰南岸にユースホステルがある。キルヒフンデム＝オーバーフンデムのユースホステルは2006年10月31日に閉鎖された。かつてはアッテンドルン、イーザーローン、オルペ、アルンスベルクにもユースホステルがあった。

### 名物料理・食材
一般にボックヴルストやプンパーニッケルといった野趣に富んだ料理が典型的なザウアーラント料理である。
古くからのザウアーラントのジャガイモ料理が「ポットフッケ」（「プッフェルト」とも呼ばれる）である。この料理は、昔はすりつぶした生のジャガイモ、牛脂と塩を鍋に入れて炭火のいろりで何時間もかけて焼いたものであった。この料理の最初の記録は、アルテナやヴェールドール周辺の地区に遺されている。近代の「ポットフッケ」は、タマネギ、卵、小麦粉、メットヴルスト、燻製肉を加えて調理された内容豊かなものになっている。マッシュポテトとリンゴのムースで作る料理「ヒンメル・ウント・エルデ」も人気料理である。ザウアーラントで広く普及しているのがリンダーヴルストである。これは牛肉で作られたペッパーソーセージである。ホーホザウアーラントの郷土料理の1つがクノッヘンヴルストである。ザウアーラントの料理本や献立にはザウアーラントスタイルの様々な料理がある。それらの多くはヴェストファーレンやその他の地域の料理をアレンジしたものである。
有名で売り上げの高いビール「ヴァールシュタイナー」と「フェルティンス」はザウアーラントで造られている。民営ブルワリー・イーザーローンは全国手に活動しており、イーザーローンとギーセンに製造所を有している。この他にローカルな市場で活動する小規模なブルワリーがある。

### スポーツ

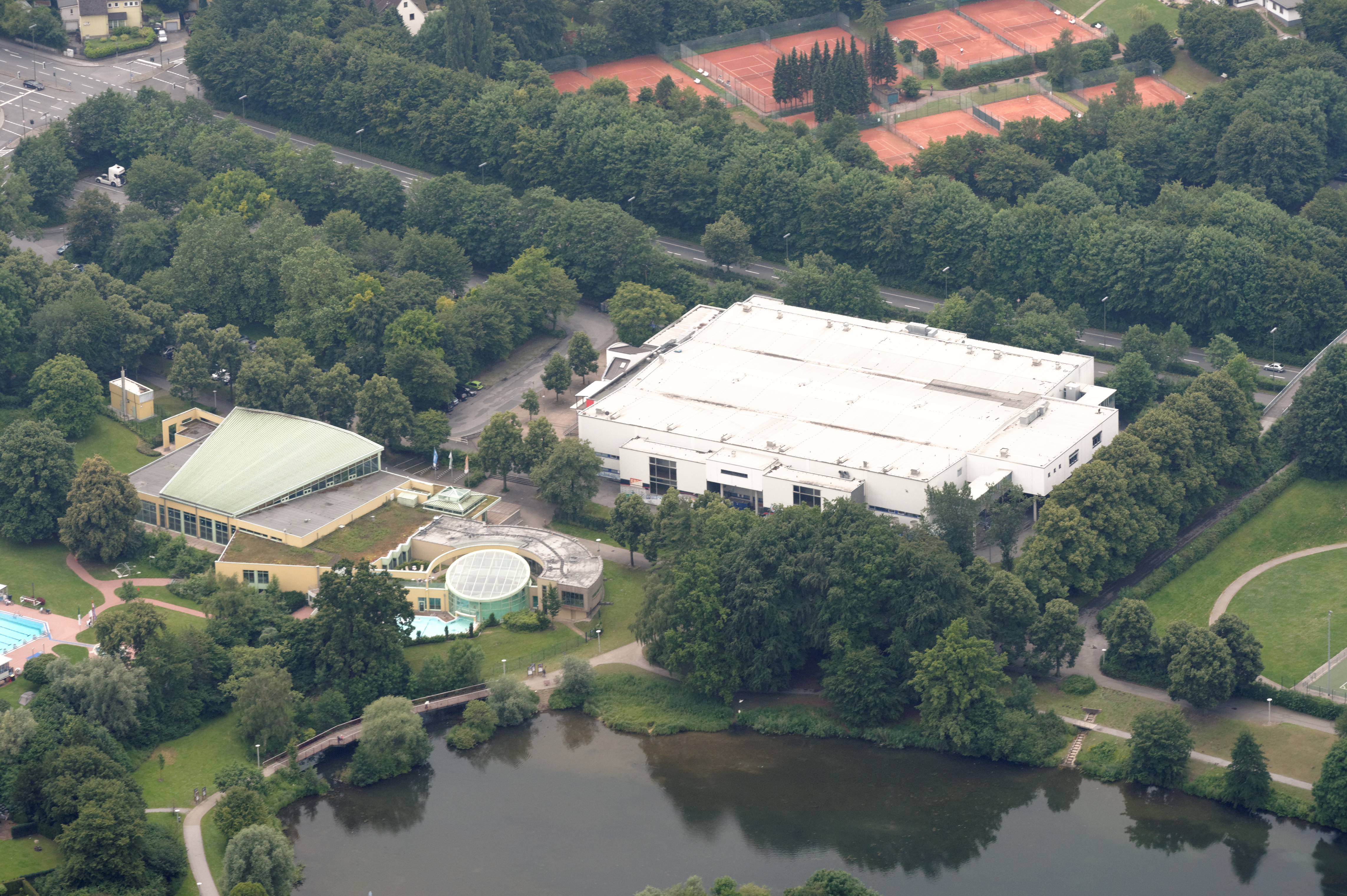
アイスシュポルトハレ・アム・ザイラーゼー

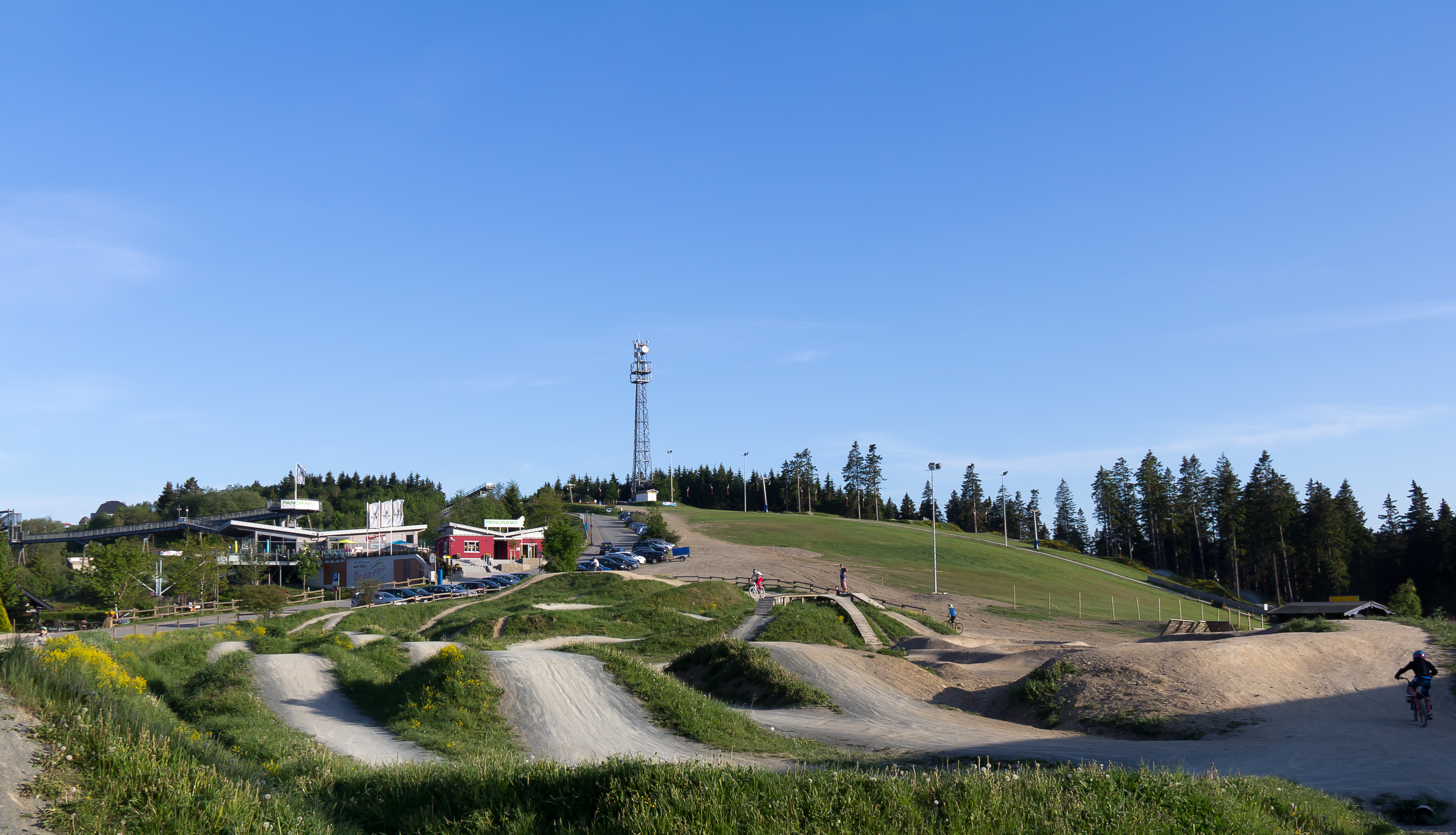
バイクパーク・ヴィンターベルク

スポーツの中では、ザウアーラントでは特にウィンタースポーツが重要である。ホーホザウアーラントの、たとえばヴィンターベルクには、数多くのスキーやソリの斜面がある。リュージュおよびボブスレーコース・ヴィンターベルクではリュージュ、ボブスレー、スケルトンのワールドカップが開催されている。さらに数多くの世界大会やヨーロッパチャンピオンシップの大会が開催されている。ヴィンターベルクでの最初のヨーロッパチャンピオンシップは、早くも1914年に開催されている。ヴィリンゲンのミューレンコプフシャンツェでは毎年スキージャンプの国際大会が開催される。ミューレンコプフシャンツェは1951年に建設された。1995年、1997年、さらに1999年以降は毎年、多くの観客を集めるスキージャンプ・ワールドカップが開催されている。2003年には3日間で9万人がこのジャンプ台を訪れた。夏のグラススキーのジャンプ台はマイネルツハーゲンとヴィンターベルクにある。ザウアーラントのウィンタースポーツは、2003年からウィンタースポーツ・アリーナ・ザウアーラントで楽しめる。
イーザーローンはドイツ・アイスホッケーリーガ (DEL) に所属するイーザーローン・ルースターズの本拠地で、その試合会場はアイスシュポルトハレ・アム・ザイラーゼーである。イーザーローン・ルースターズおよびその前身クラブは、1973年/74年シーズン以降、ほぼ常にブンデスリーガ1部または2部、DEL設立後はDELでプレイしている。
ローラーホッケーの1部リーガ所属クラブ ERGイーザーローン、バスケットボールの 2.バスケットボール・ブンデスリーガ ProB に所属するイーザーローン・カンガルース、サッカー・ランデスリーガに所属する FC イーザーローン 46/49 もイーザーローンをホームタウンとしている。リューデンシャイトにはかつてサッカー2部リーガに所属していたロート＝ヴァイス・リューデンシャイトがある。ハンドボールのヴェストファーレン最高位のクラブは SC シャルクスミューレ＝ハルヴァー（3部リーガ西地区）である。
キールスペの2つのモトボールチームもドイツ・モータースポーツ連盟 (DMSB) のトップクラスで活動している。MSF トルネード・キールスペと MBC キールスペは、ブンデスリーガの並列のリーグ（北と南）のうち、北地区に所属している。
ザウアーラントにおける馬術競技の中心地はバルヴェとヴァールシュタインである。バルヴェは、バルヴェ・オプティマムで毎年国際的に重要な馬術競技大会が開催され、また、ドイツ騎手協会の名誉会長ディーター・フォン・ランツベルク＝フェーレンの故郷でもある。一方、ヴァールシュタインは、この街のブルワリーがヴァールシュタイナー・チャンピオンズ・トロフィーを開催しており、有名な障害飛越競技選手アロイス・ポルマン＝シュヴェックホルストを輩出した。障害飛越競技は、これらの街では主要な馬術競技である。
テニスクラブ・ブラウ＝ヴァイス・ズンデルンは2001年から2004年まで男子ブンデスリーガに参加していた。ブラウ＝ヴァイス・ズンデルンはドイツ・マイスター選手権で、2002年に準優勝、2003年と2004年に優勝している。2011年のレーンラート世界選手権は、6月1日から4日までアルンスベルクで開催された。
ザウアーラント山岳協会 (SGV) は、会員数約38,000人のこの地域最大のクラブである。SGV はハイキングやノルディックウォーキングのイベントを主催し、自然保護活動に参加している。
自転車スポーツも2000年頃からザウアーラントで重要性を増している。そのため、バイクパーク・ヴィンターベルク、バイクパーク・ヴァールシュタイン、バイク・アリーナ・ザウアーラントなどが開設された。毎年2日間マウンテンバイク＝フェスティバル「メガ・シュポルツ」がズンデルン＝ハーゲン地区で開催される。このフェスティバルのバイク＝マラソン競技だけでも約1,600人が参加する。バート・フレーデブルクとヴィンターベルクは、2008年に第10回ドイツ・ツアーのコースに組み込まれた。

## 見所

### 歴史的建造物

#### 城塞

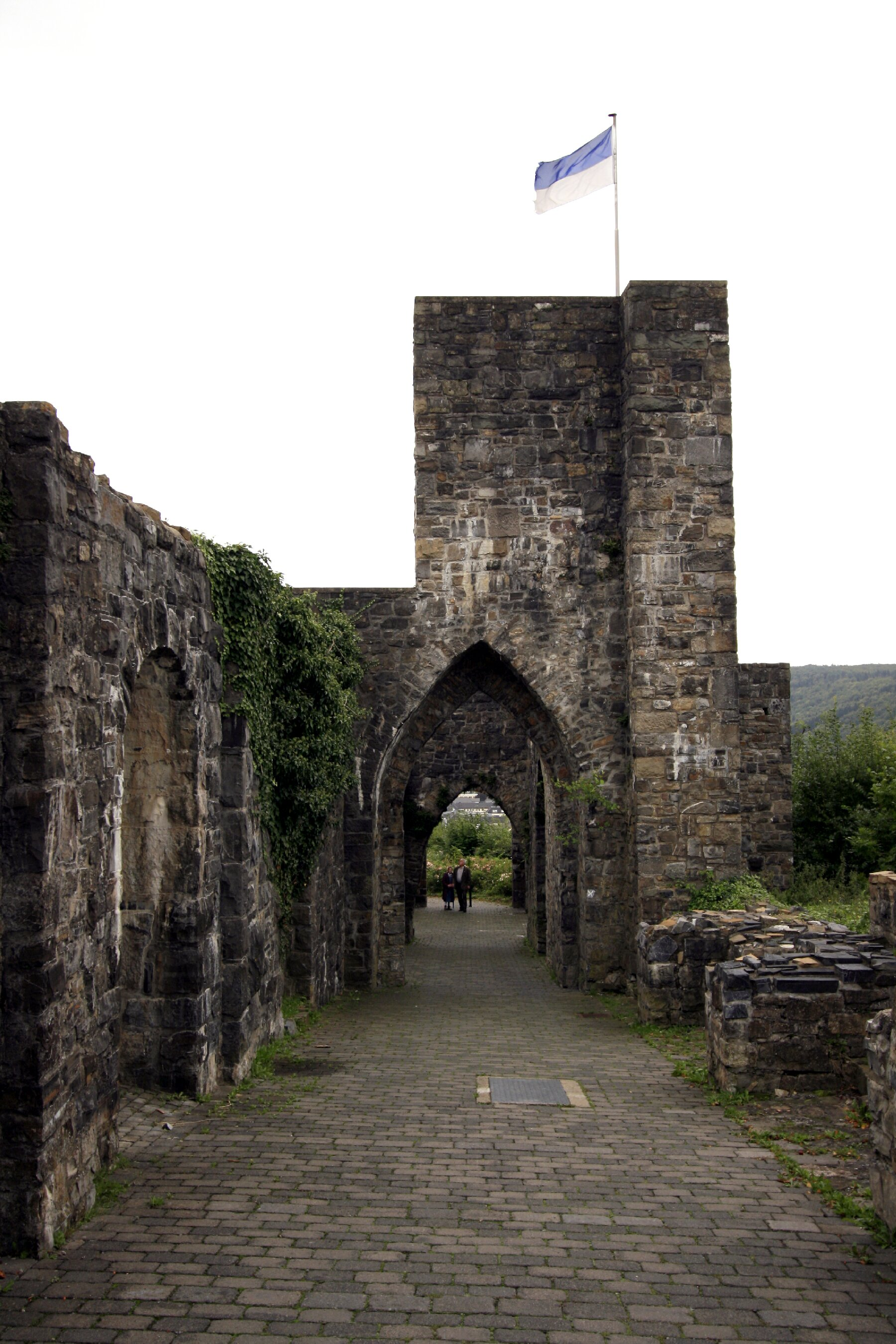
アルンスベルク城跡

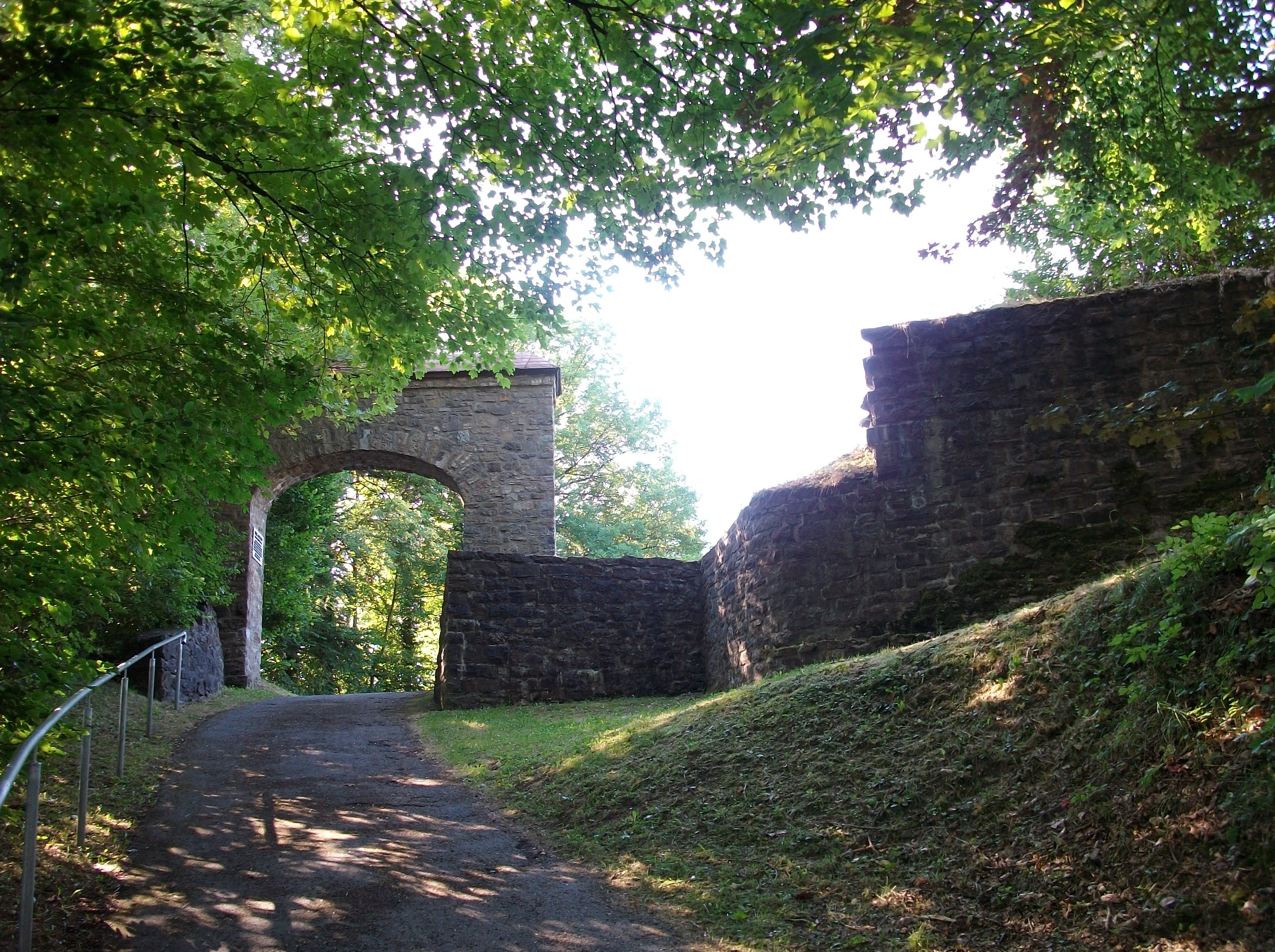
ハッヒェン城跡

数多くの城塞、城館、領主館が、過去の貴族の権勢や威厳を物語っている。10世紀前半に建設されたヴェルルの伯の城塞があった場所は、完全には判明していない。おそらく現在の教会広場の近くであったと推定されている。ヴェルル伯がその拠点をアルンスベルクに移すと、まず1060年頃に、後に貴族のリューデンベルク家の所有となったリューデンブルク城が建設された。アルンスベルク＝ヴェルル伯は、谷の別の側にあるアルンスベルク城に1144年から住んだ。後にケルン大司教・選帝侯がこれを城館に発展させた。最後の工事はヨハン・コンラート・シュラウンがクレメンス・アウグスト・フォン・バイエルンのために行ったが、七年戦争で破壊された。アルンスベルクの2つの城は、現在廃墟となっている。
他の貴族家も自らの所領を防衛するために城塞を建設した。たとえば、元々エッツォ家が建設したハッヒェン城がその一例である。アッテンドルンのヴァルデンブルク城の起源もエッツォ家に由来する。これらの城はその後様々な領主の所有となった。フェルデ＝ビルシュタイン家は、最初に、現在はほとんど遺されていないペーパーブルク城を建設したが、後にビルシュタイン城に移った。パドベルクの城塞も古い城である。グラーフシャフト修道院の代官は12世紀にノルデナウ城を築いた。12世紀の戦略上最も重要だった城塞の1つがブリーロン近郊のアルテンフィルス城である。この城は早くも中世に放棄された。
ケルン大司教は様々な城塞を獲得し、領有する都市を保護するために軍事機能を与えた。ネーハイムに存在する城吏の館であるグランザウ館、ドロステンホーフ館、フレーゼケンホーフ館が、この街がかつて城塞であったことを示している。アルンスベルクについても同様で、ここでは都市とエーファースベルク城が建設された。これらはアルンスベルク伯の所領をケルン選帝侯から護るためのものであった。古い城塞の取得や都市の創設の他にケルン大司教は12世紀から新しい城塞を建設した。1222年に最初の記録が遺るシュネレンベルク城や、フュルステンベルク城、シャルフェンベルク城などがその例である。
マルク伯やその前身も、アルンスベルク伯やケルン大司教から所領を護るために城塞を建設した。マルク伯の主城の役割を果たしていたのがアルテナ城で、その近隣の都市はこの城にちなんで名付けられた。領邦の境界線に面したヘネタールの岩山の上にクルーゼンシュタイン城が設けられた。
こうした城塞のうち、保存されているのはわずかである。復元されたアルテナ城には、1912年に世界初のユースホステルが開設された。800年以上前のビルシュタイン城も1927年からユースホステルとして利用されている。シュネレンベルク城は後にフュルステンベルク男爵によって増築され、見学することができる。

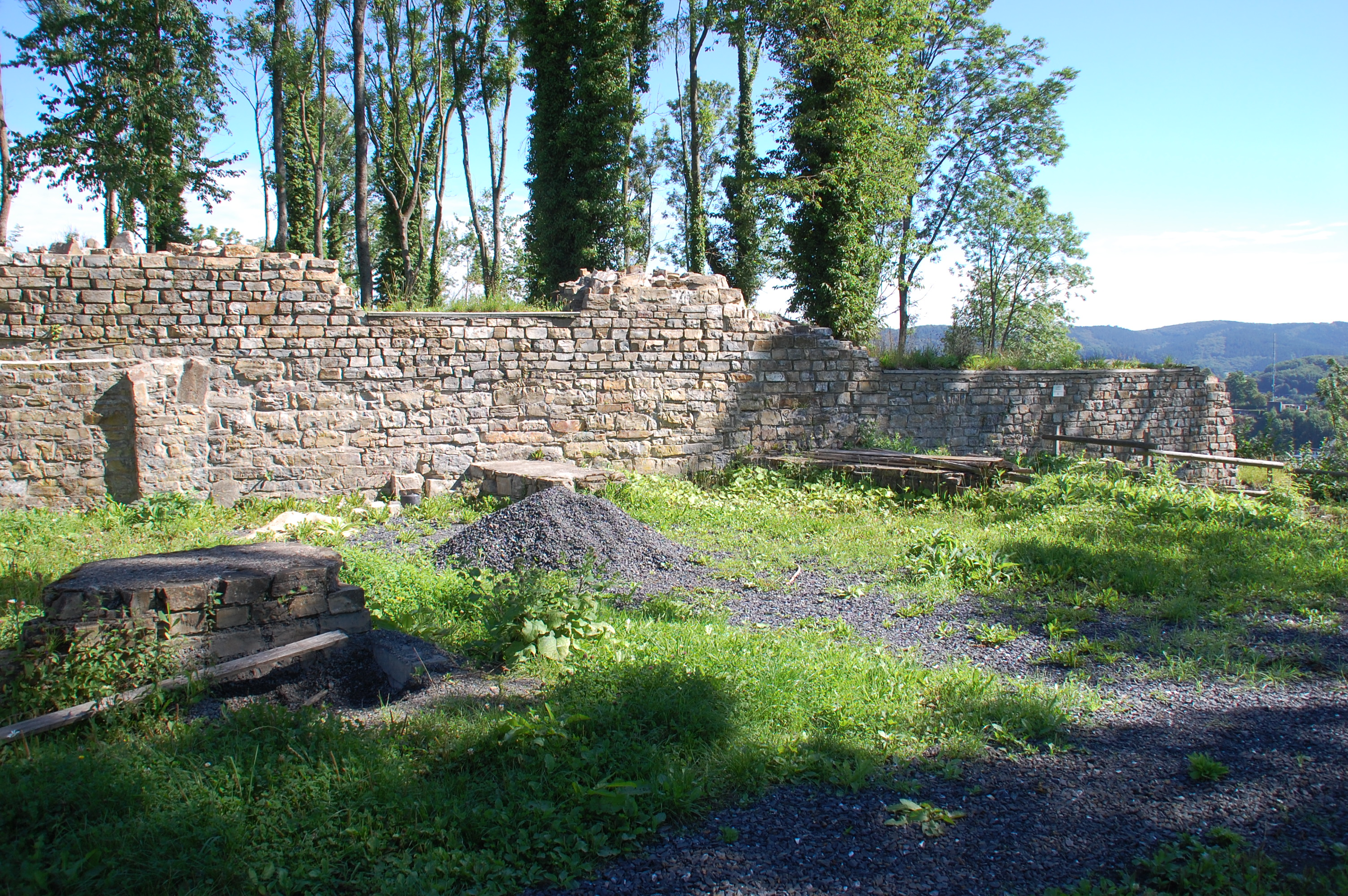
リューデンブルク城跡
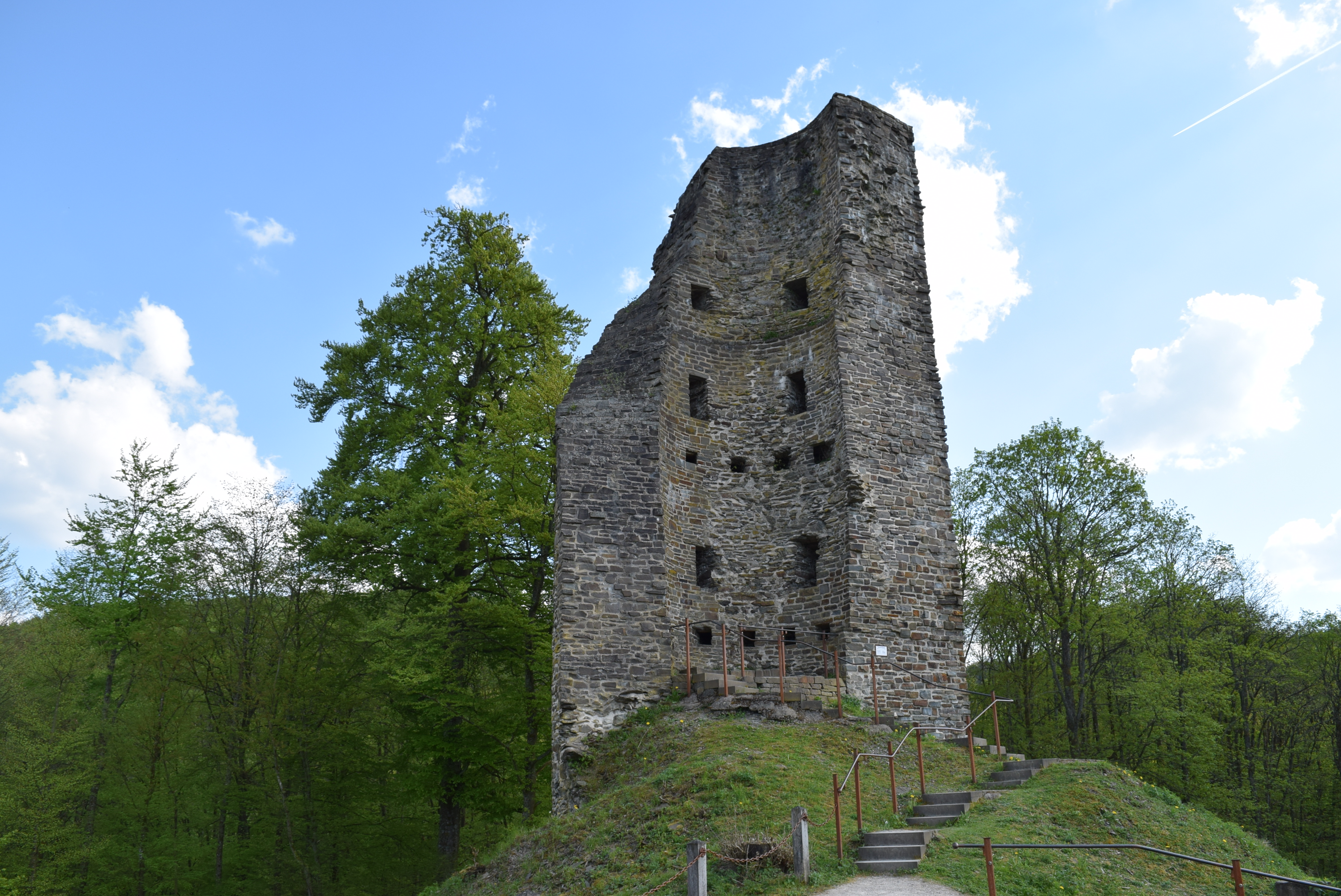
ヴァルデンブルク城跡
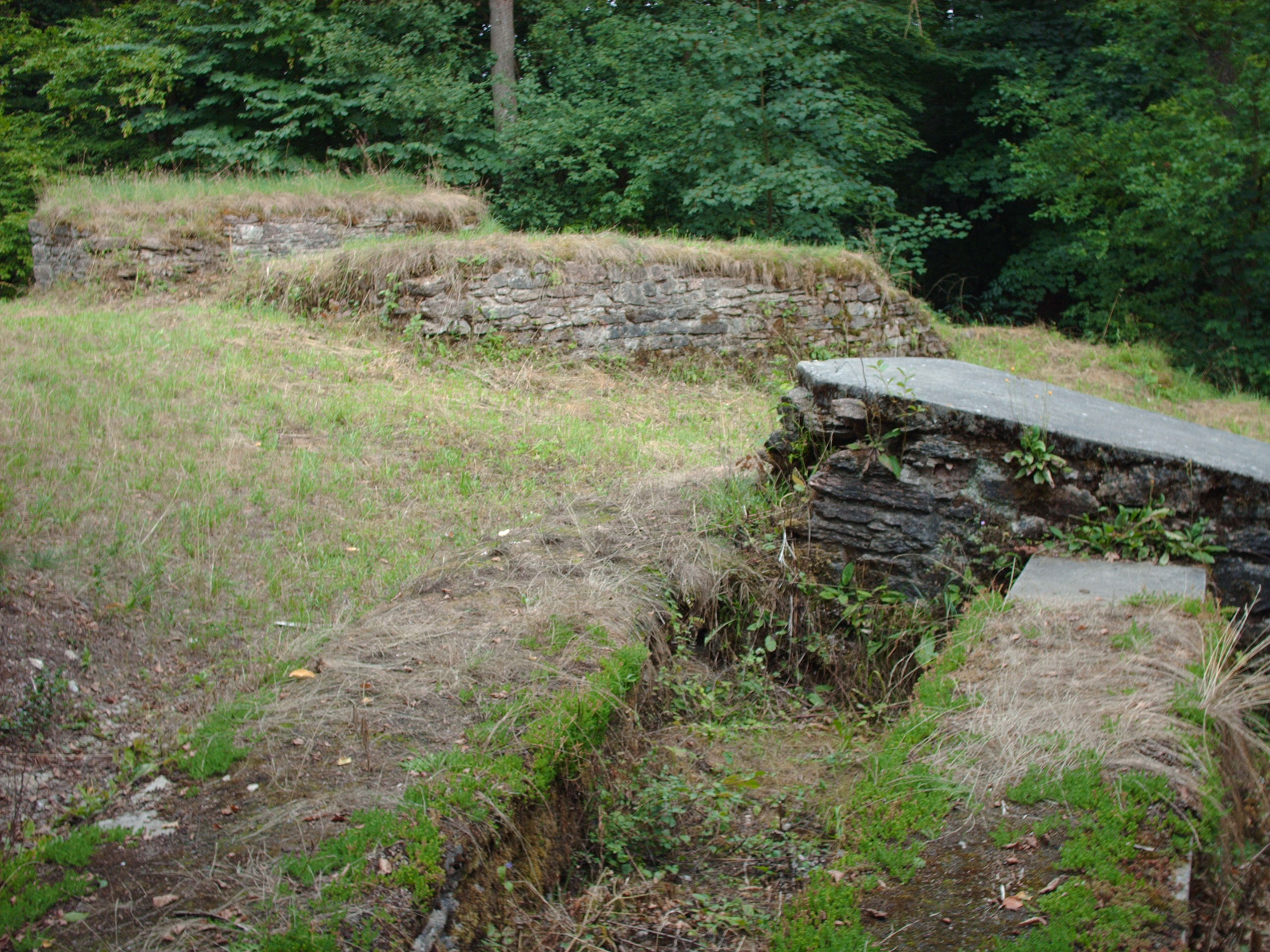
ペーパーブルク城跡
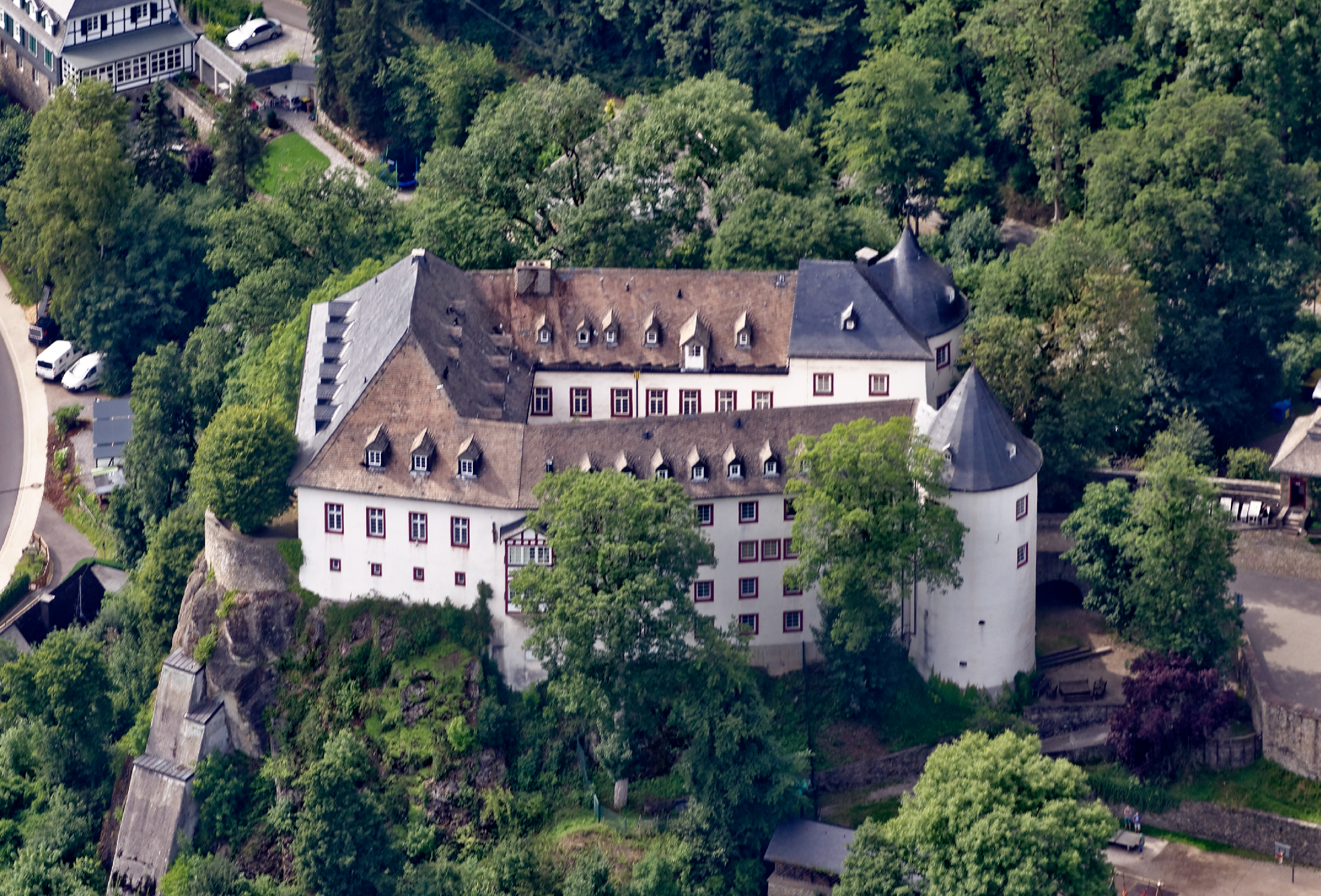
ビルシュタイン城
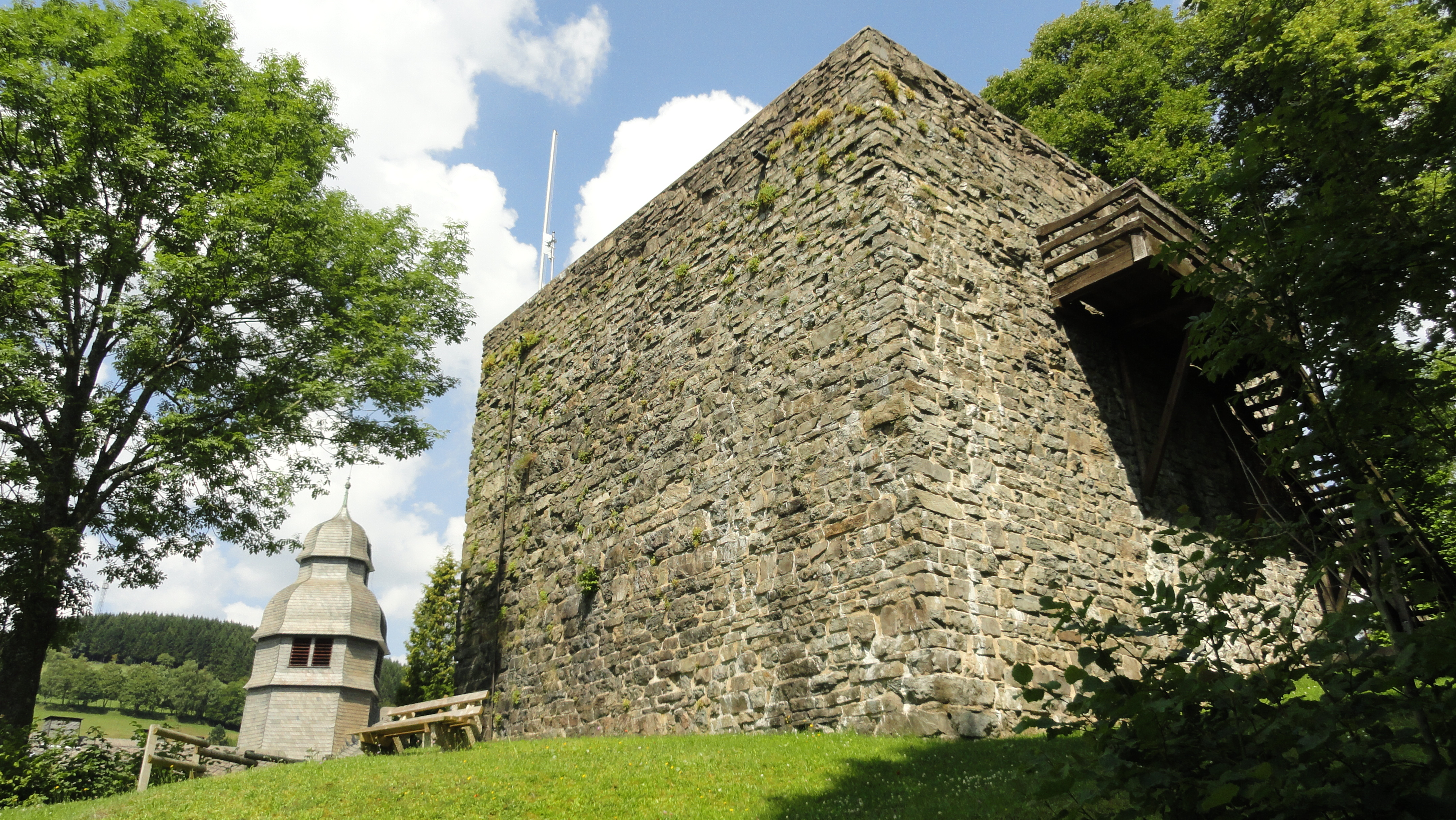
ノルデナウ城跡
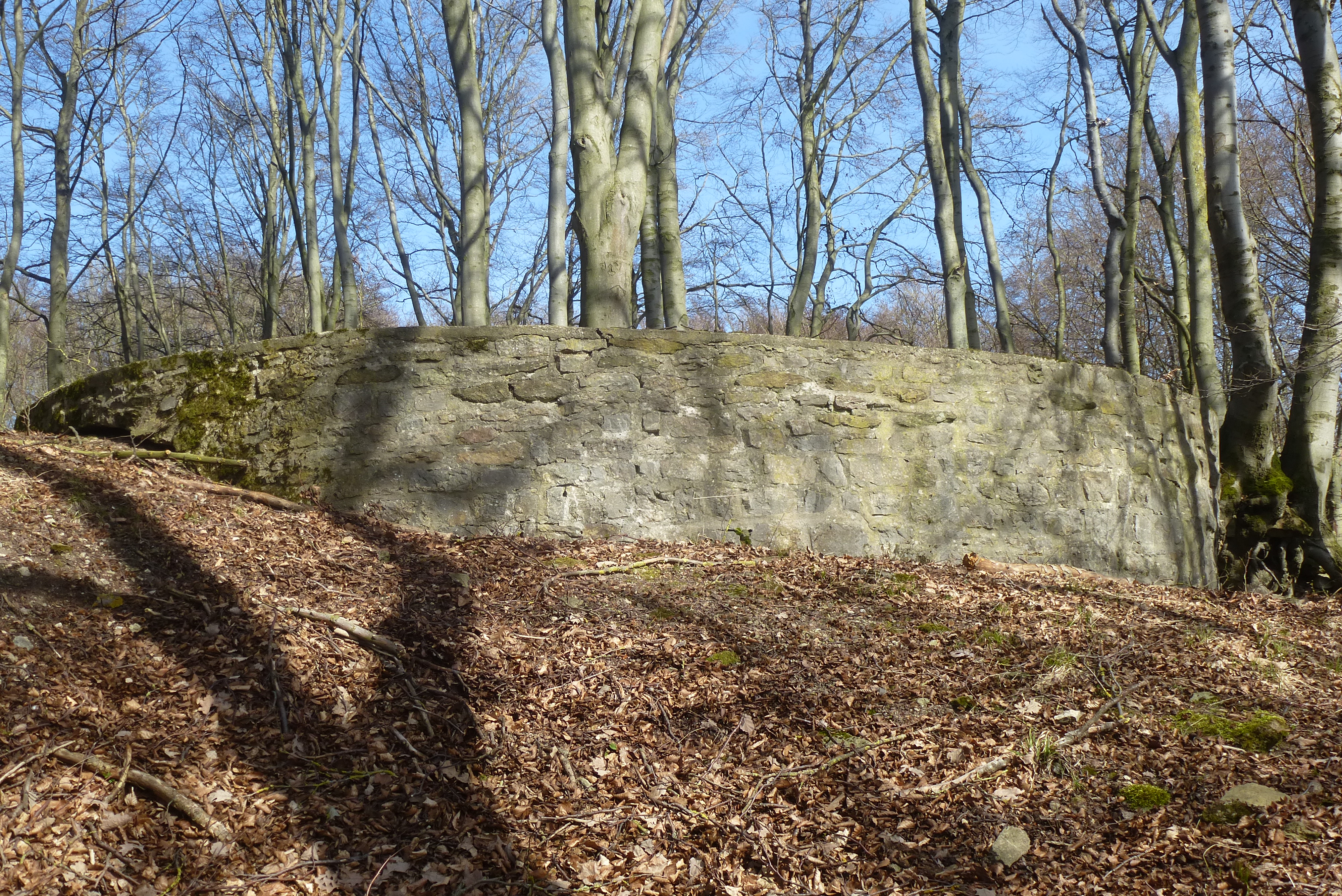
アルテンフィルス城跡
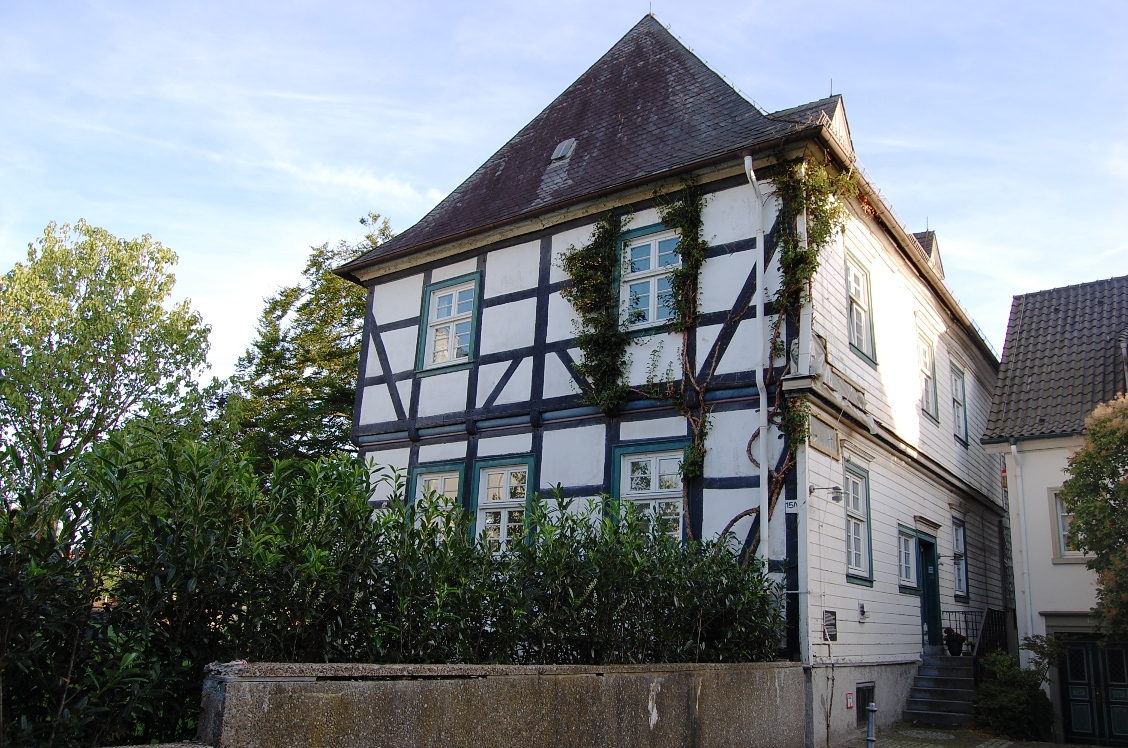
ドロステンホーフ館
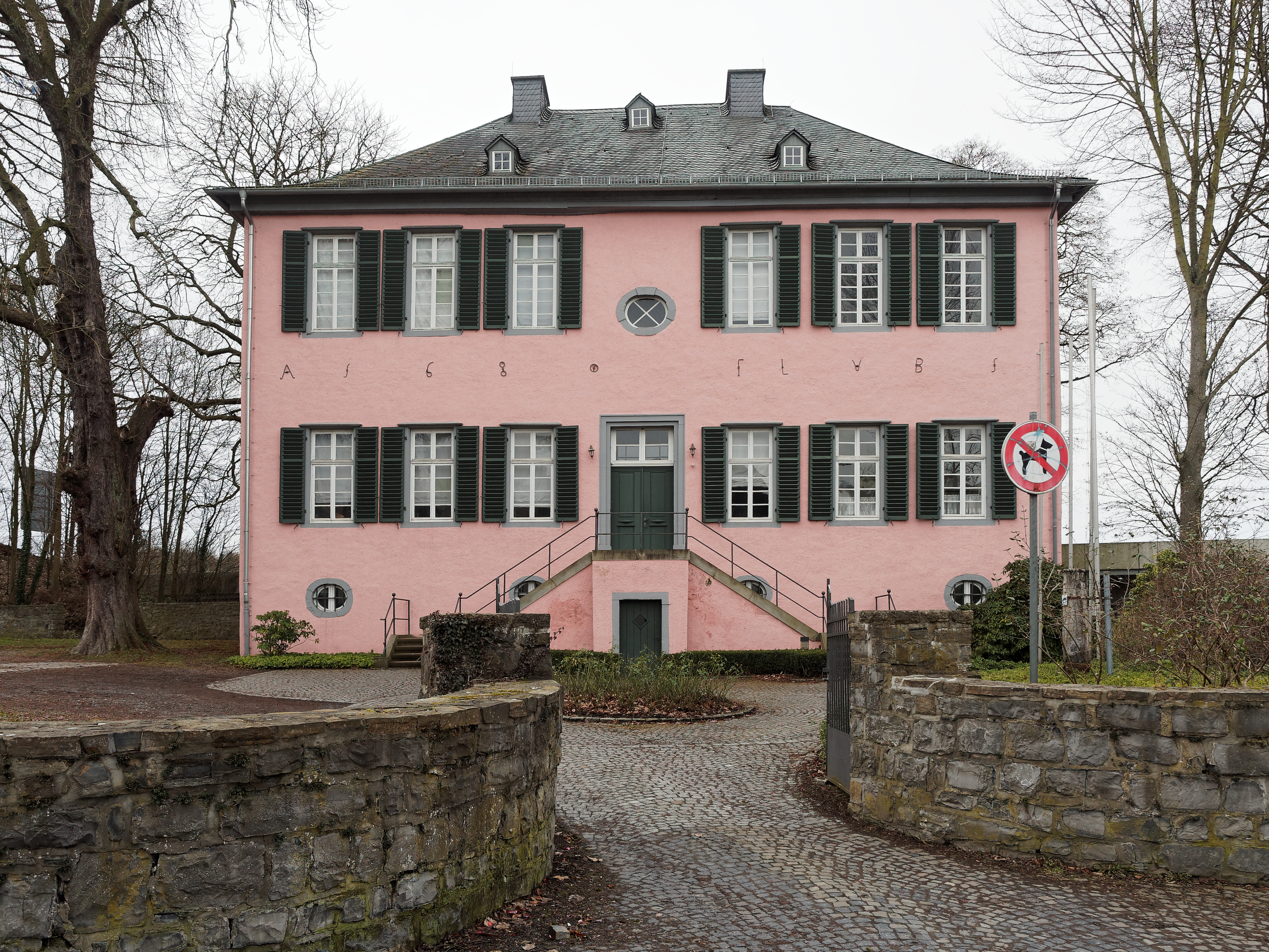
フレーゼケンホーフ館
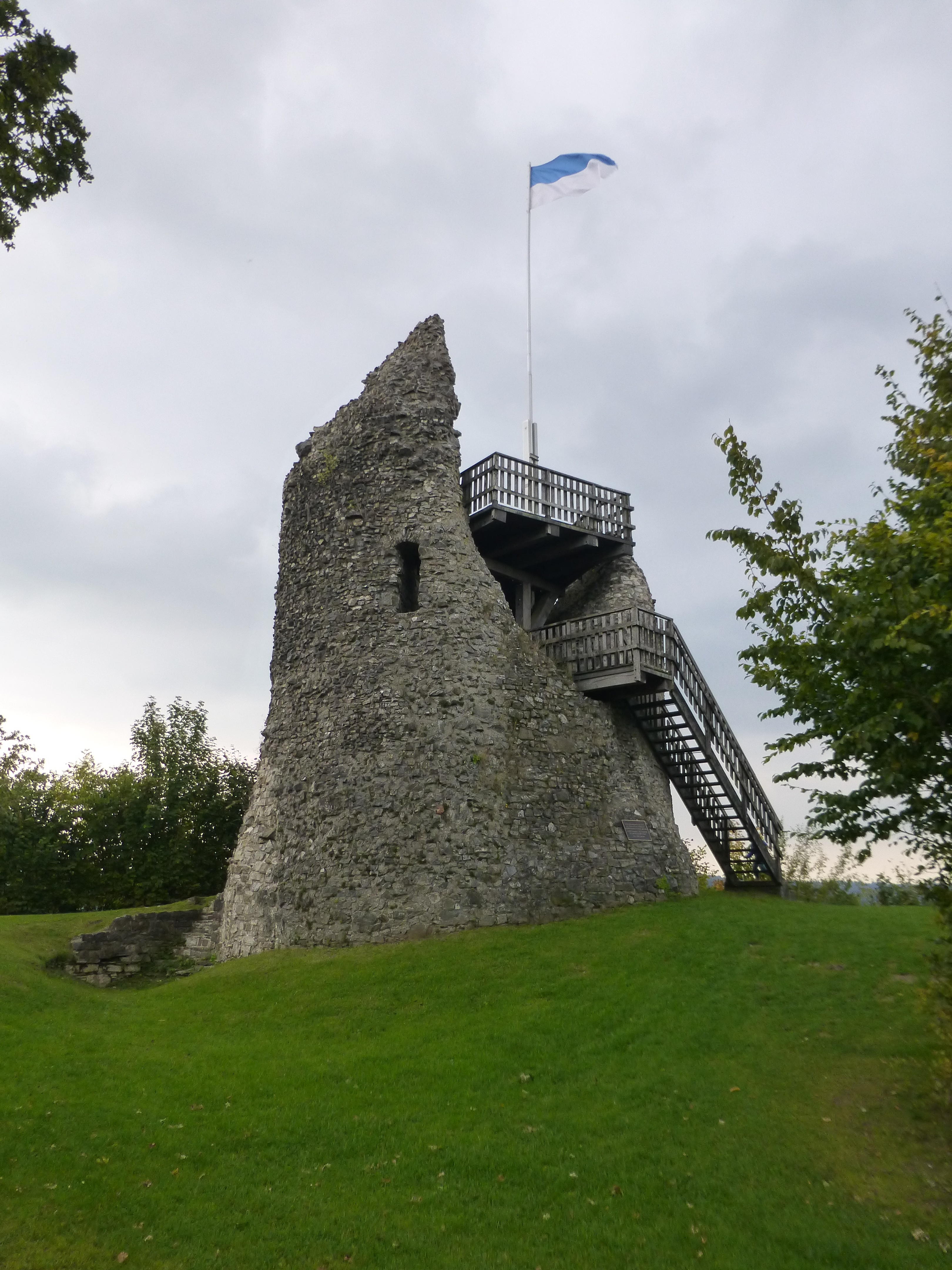
エーファースベルク城跡
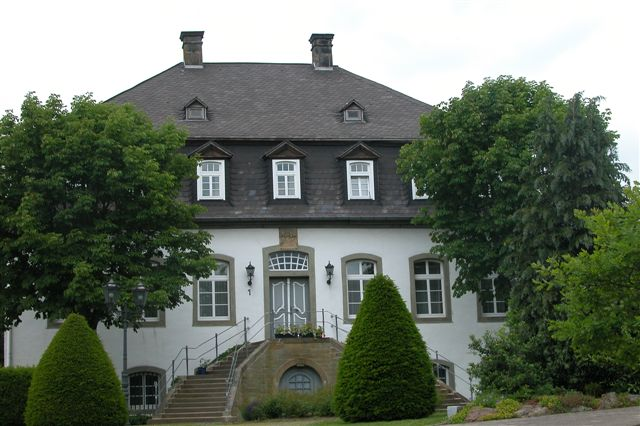
シャルフェンベルク城
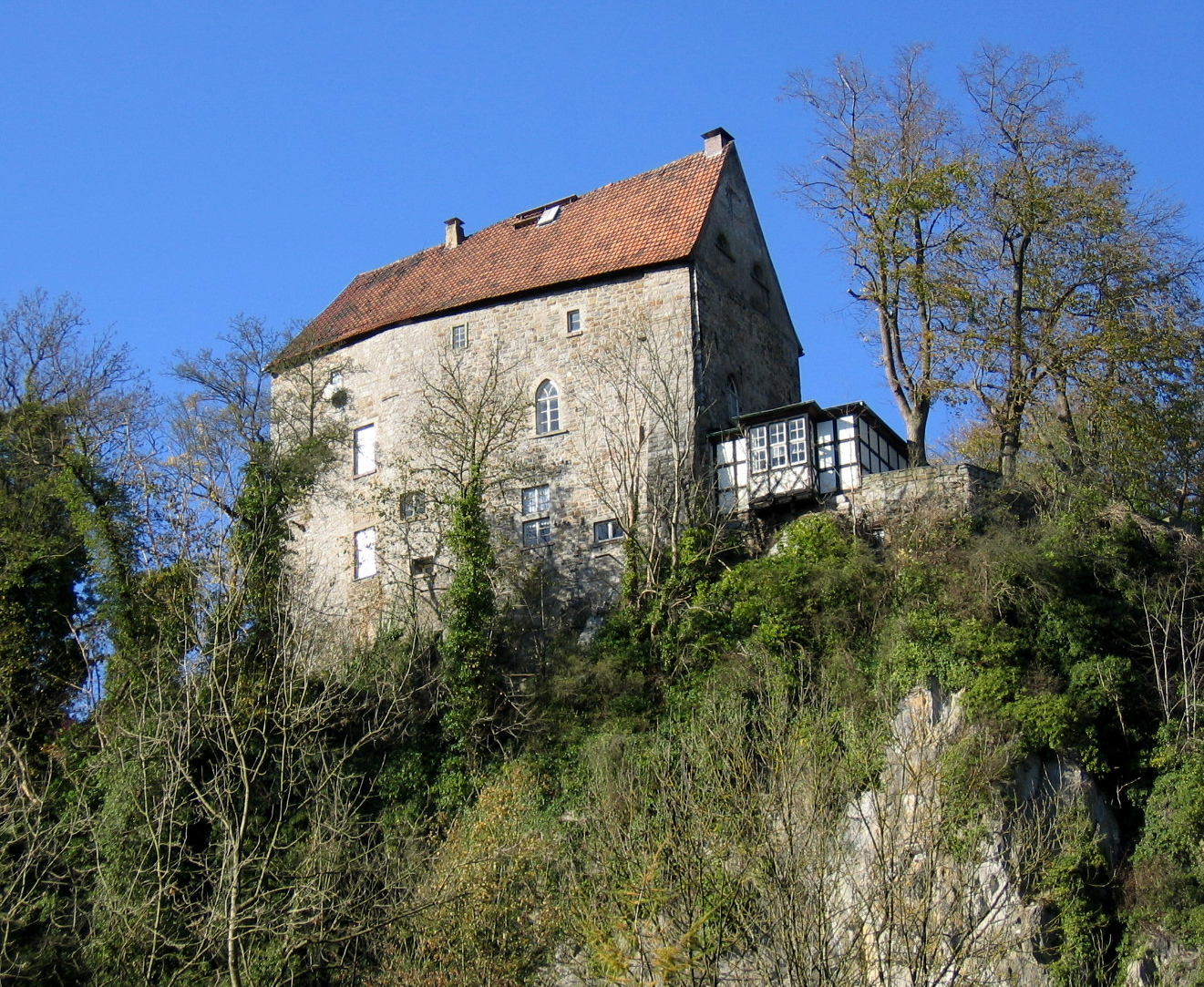
クルーゼンシュタイン城

#### 領主館と城館

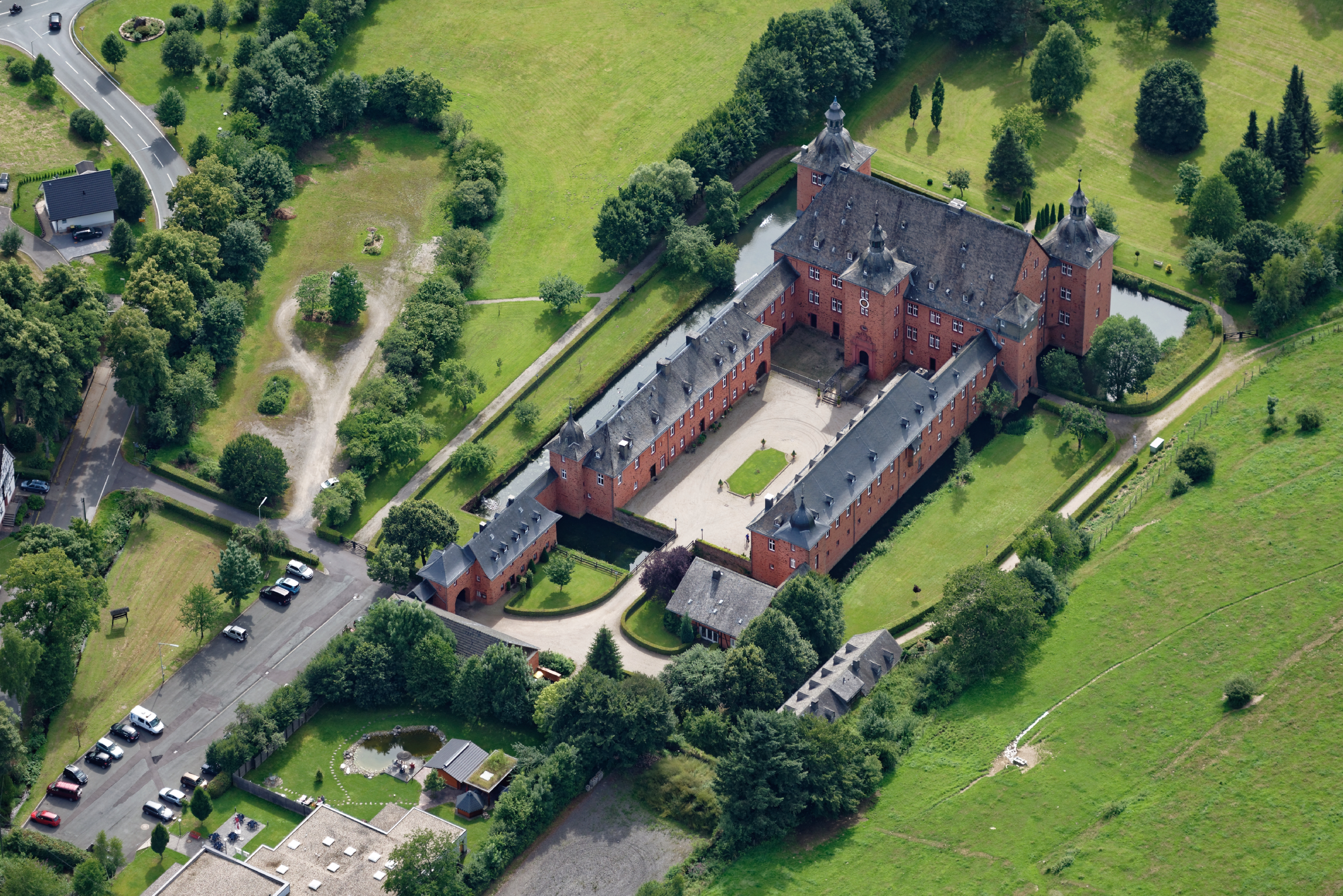
アドルフスブルク城

一部は城塞の敷地内に、一部は下級貴族の所領内に、数多くの城館や領主館が存在している。イーザーローンの同名の地区にあるレトマーテ館はザウアーラントに多く存在する領主館の一例である。これとは対照的にマイネルツハーゲンのリストリングハウゼン騎士領の館は立ち入ることができない。両建造物はそれぞれの街の象徴的建造物である。メシェデのグート・シュトックハウゼンは、紀元後1000年以前に造営された。
特にバロック時代に古い建物が城館に改築された。また、新しい城館建設も行われた。フュルステンベルク男爵は、建築家アンブロジウス・フォン・エルデに、オーバーフンデムのアドルフスブルク城の建設を依頼し、シュネレンベルク城の改築を行わせた。建築家ミヒャエル・シュパナーもこの時代、この地域の多くの街で仕事をした。アルンスベルクのランツベルガー・ホーフの改築やブリーロンのアルマーフェルト館などがその作例である。ヨハン・コンラート・シュラウンによって改築されたヒルシュベルク城はわずかな痕跡しか遺されておらず、現在はアルンスベルクに建つヒルシュベルガー門が保存されている。
この他の有名な城館としては、オルスベルクのブルーフハウゼン城、メンデンのダールハウゼン城、アルンスベルクのヘルドリンゲン城、リューテンのケルトリングハウゼン城、メシェデのレーアー城、ズンデルンのメルシェーデ城、バルヴェのヴォックルム城、リューデンシャイトのノイエンホーフ城がある。

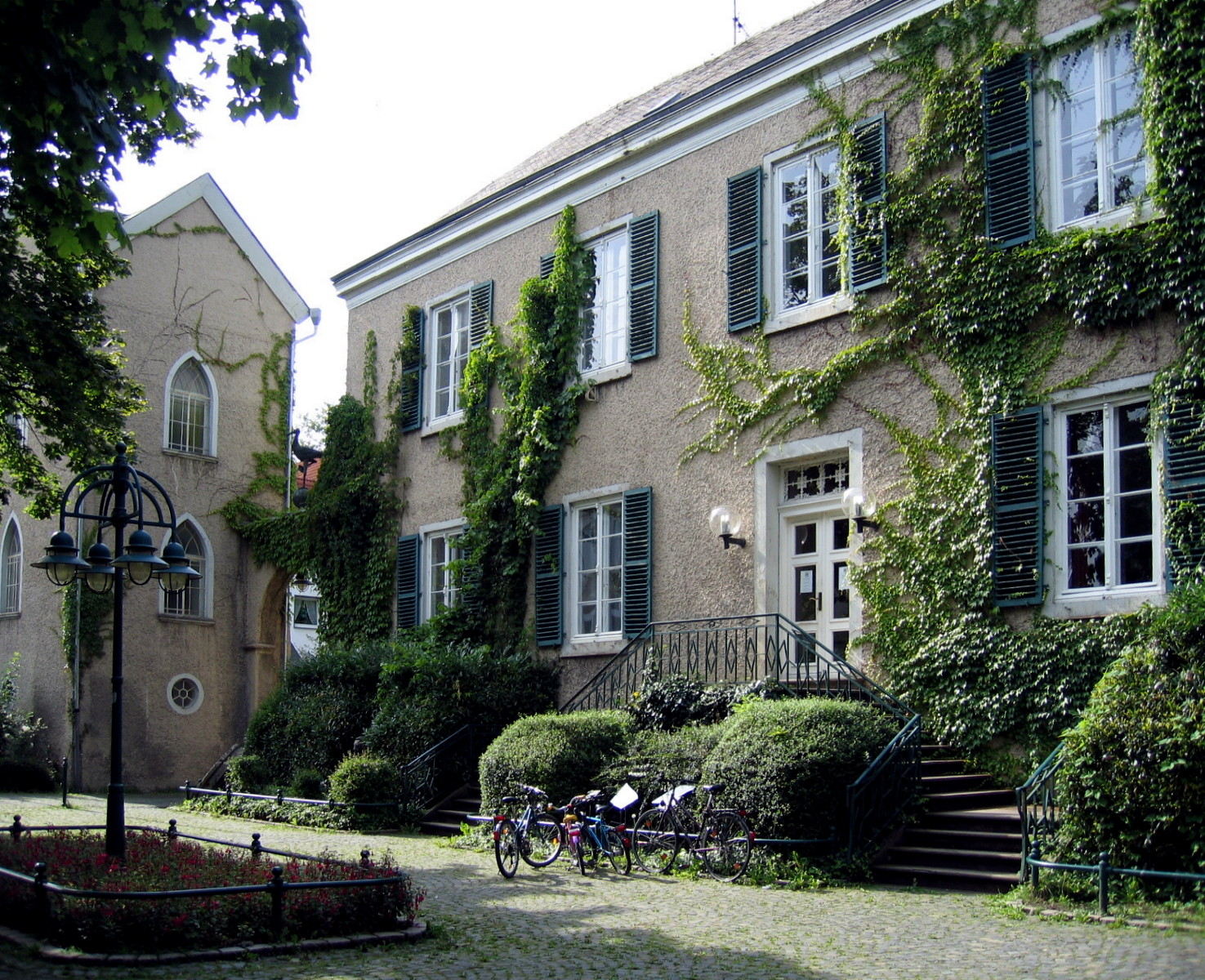
レトマーテ館
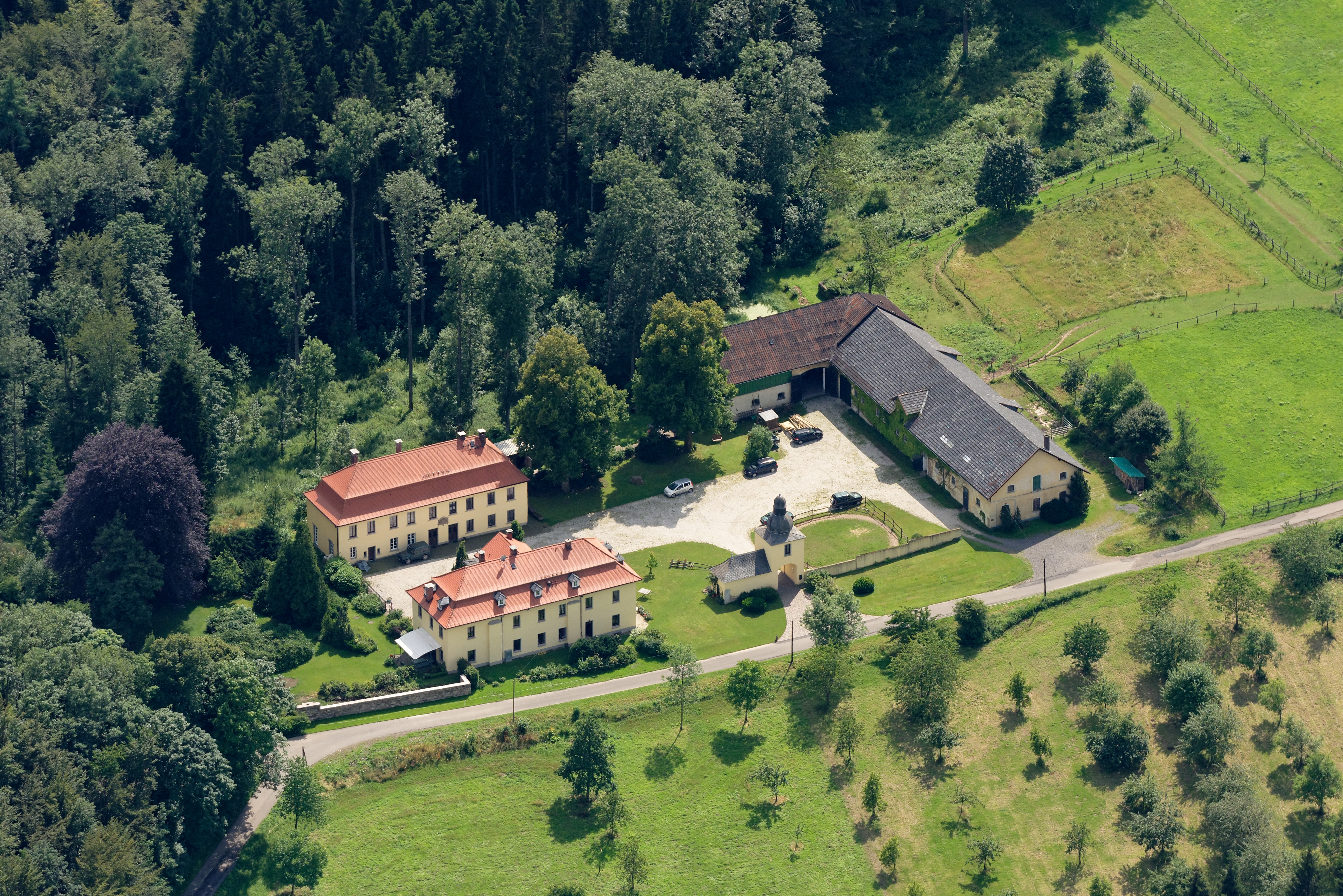
リストリングハウゼン騎士館
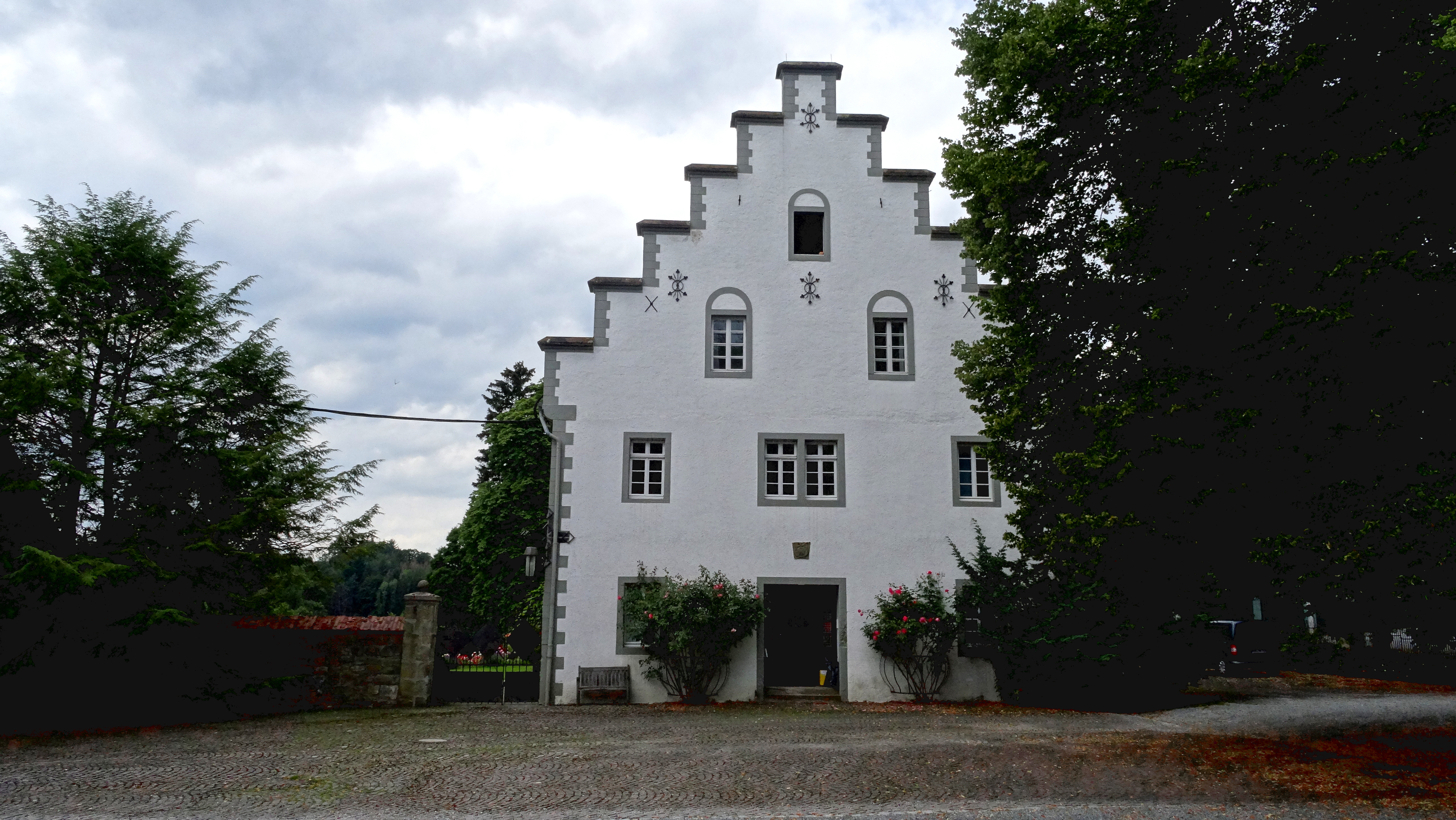
グート・シュトックハウゼンの主館
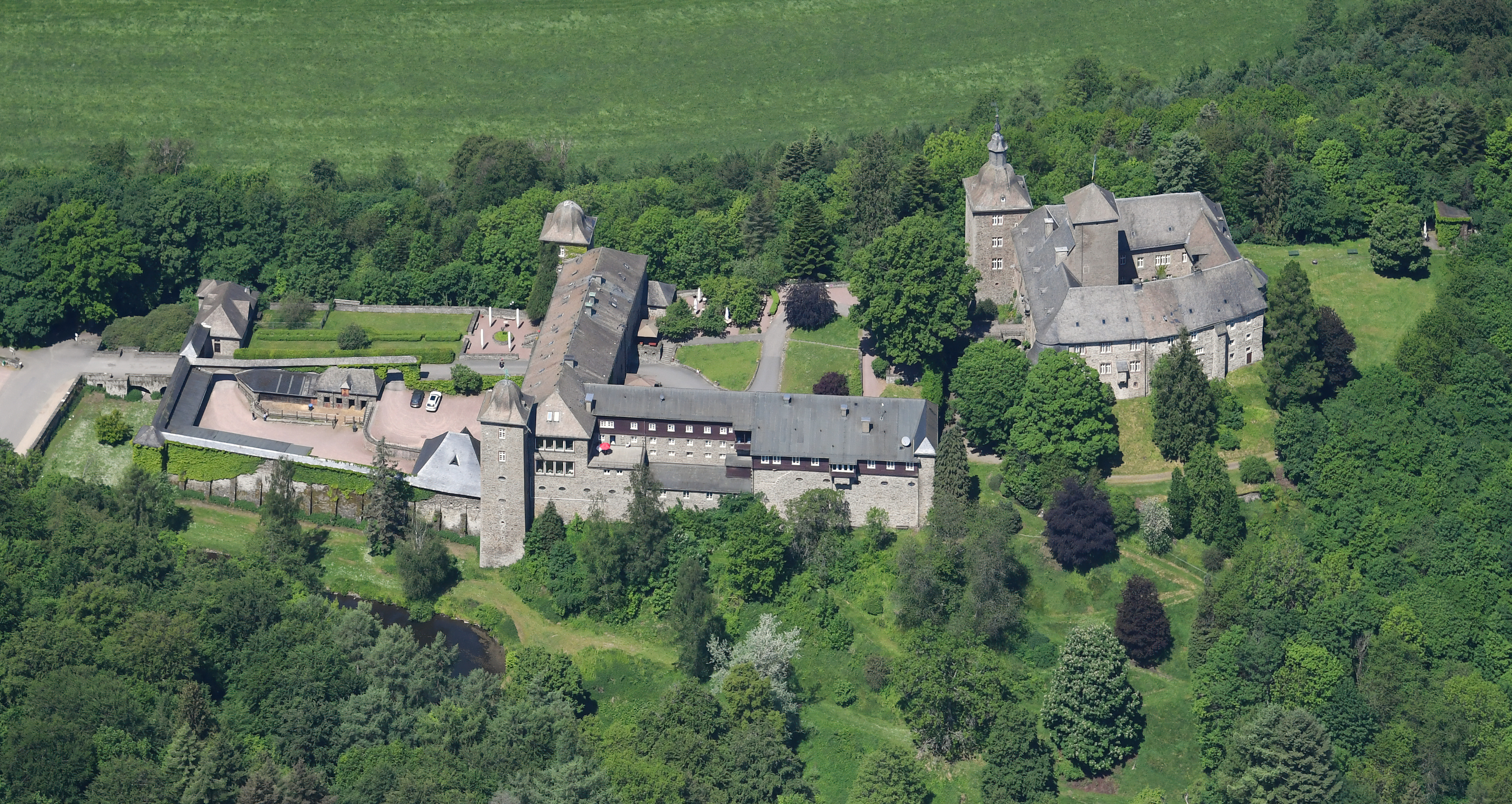
シュネレンベルク城
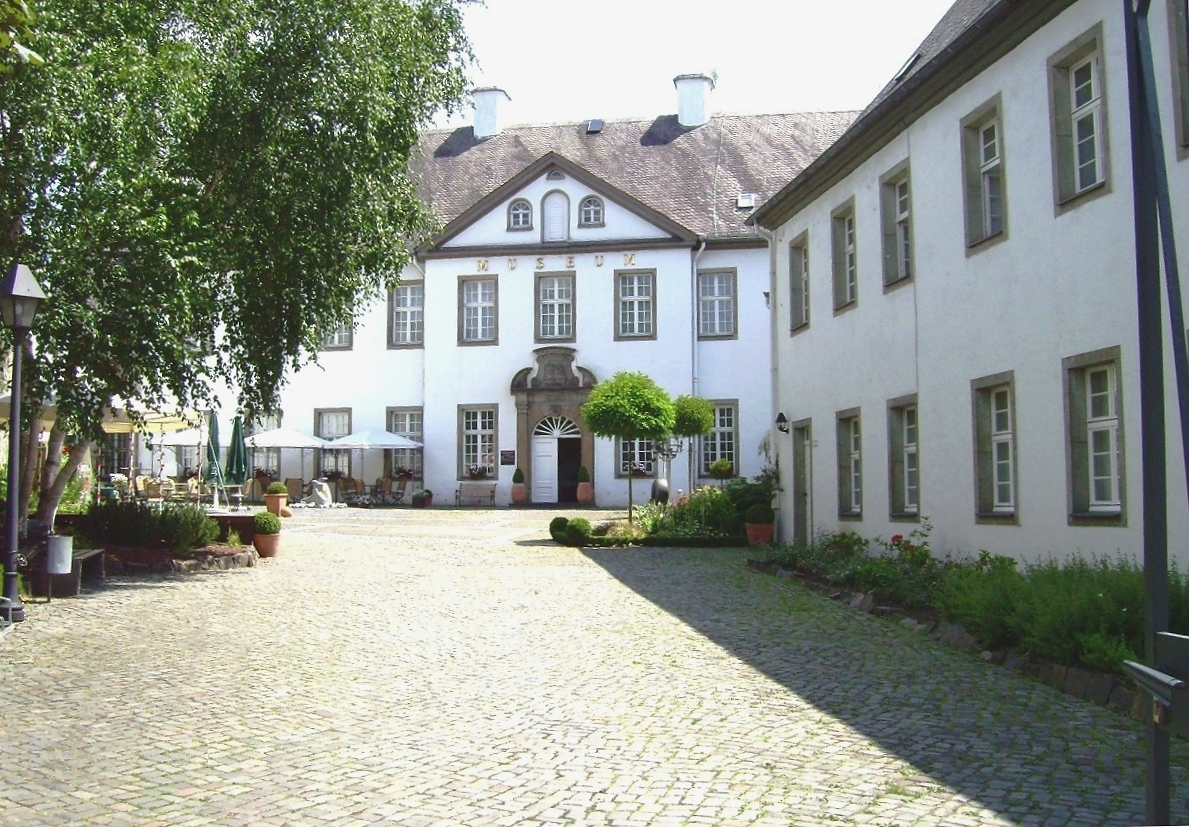
ランツベルガー・ホーフ
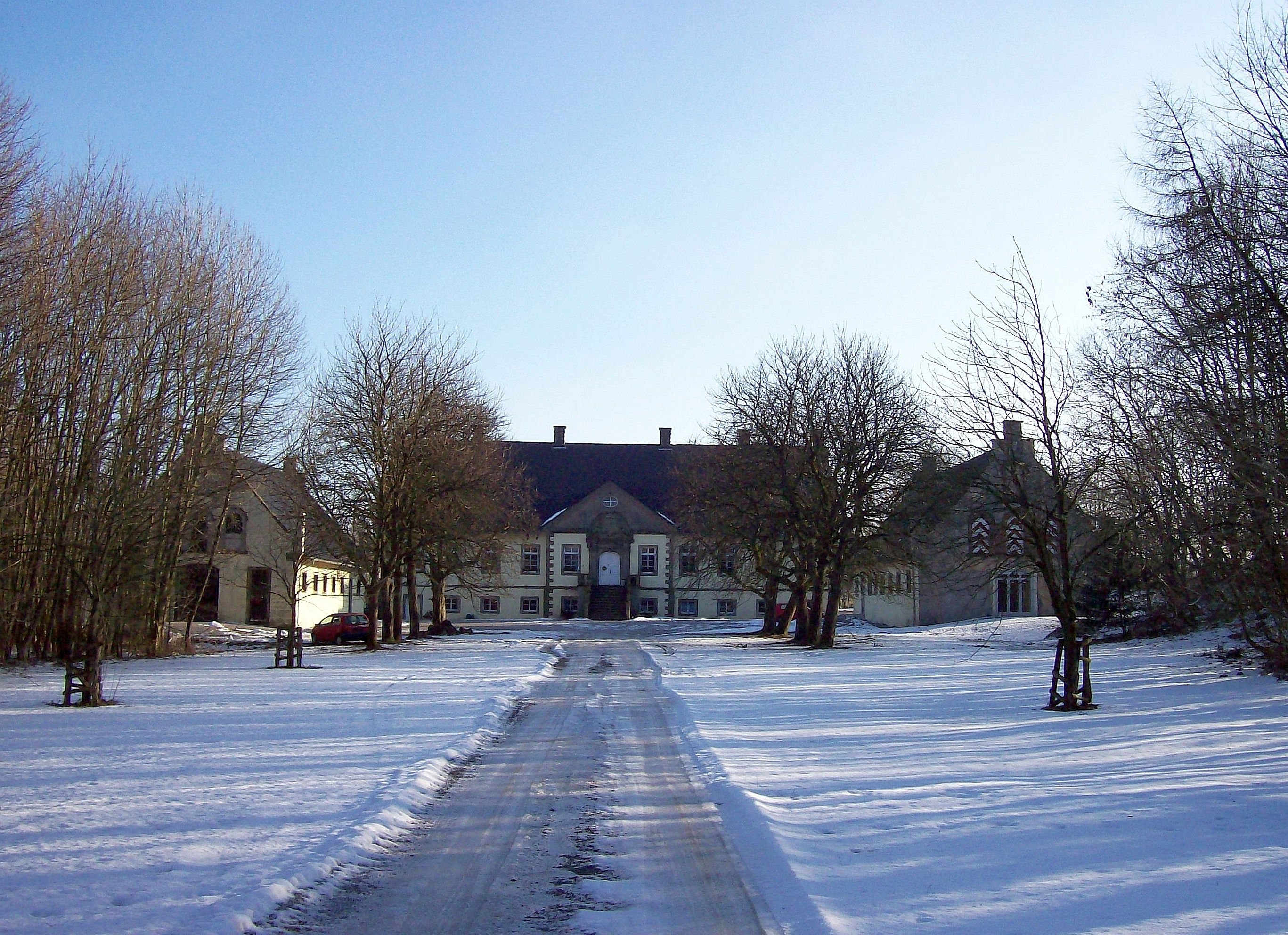
アルマーフェルト館
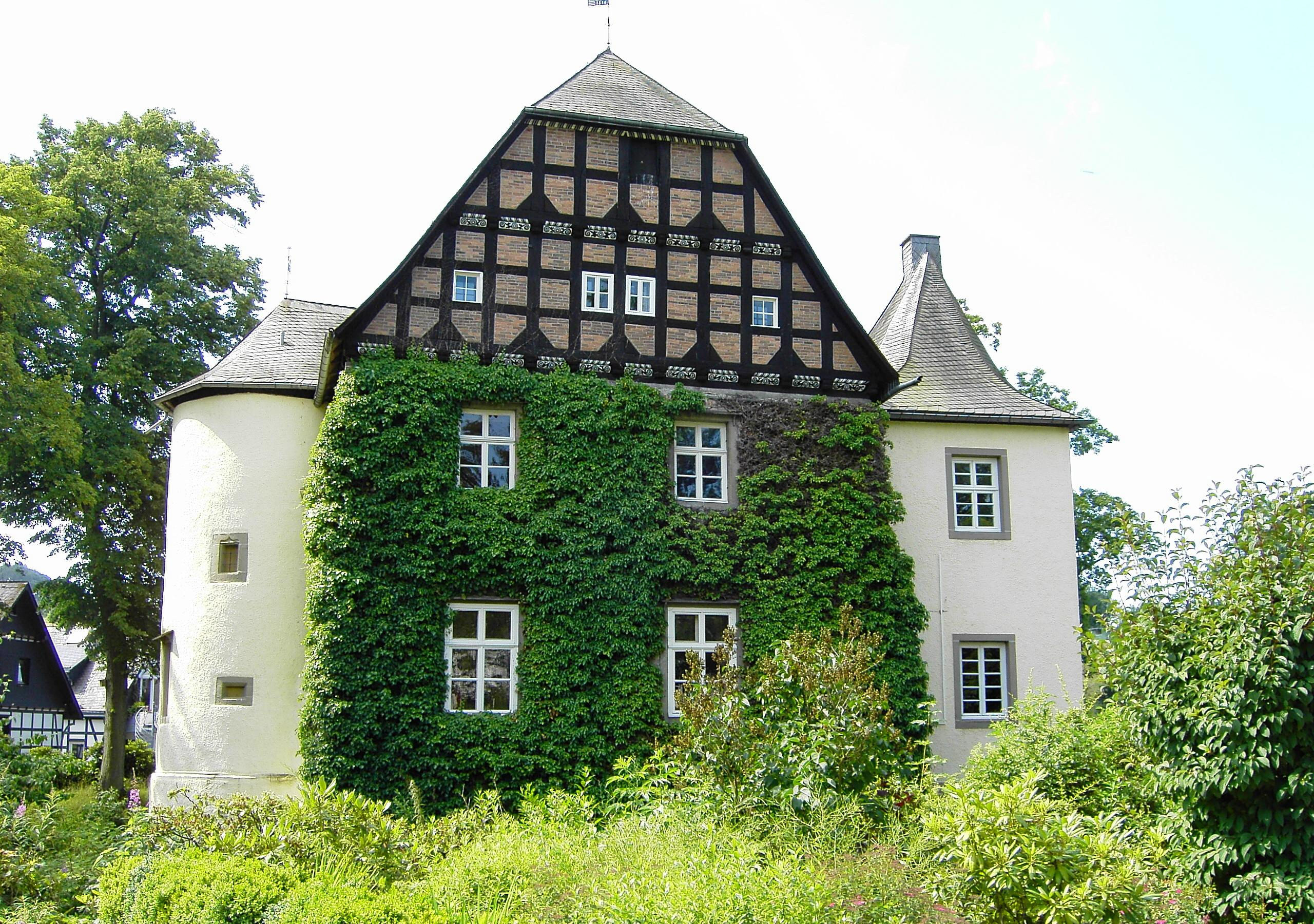
ブルーフハウゼン城
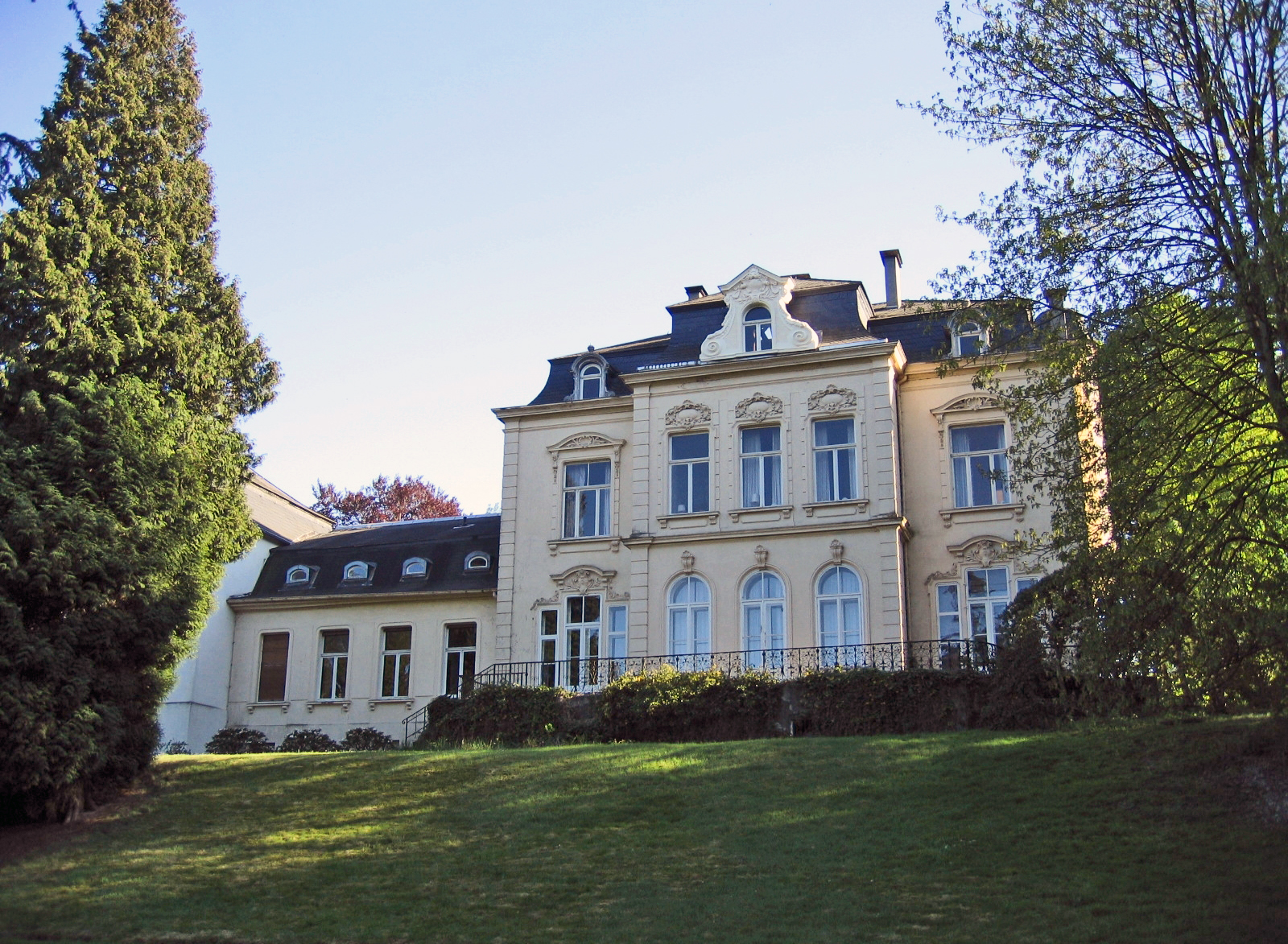
ダールハウゼン城
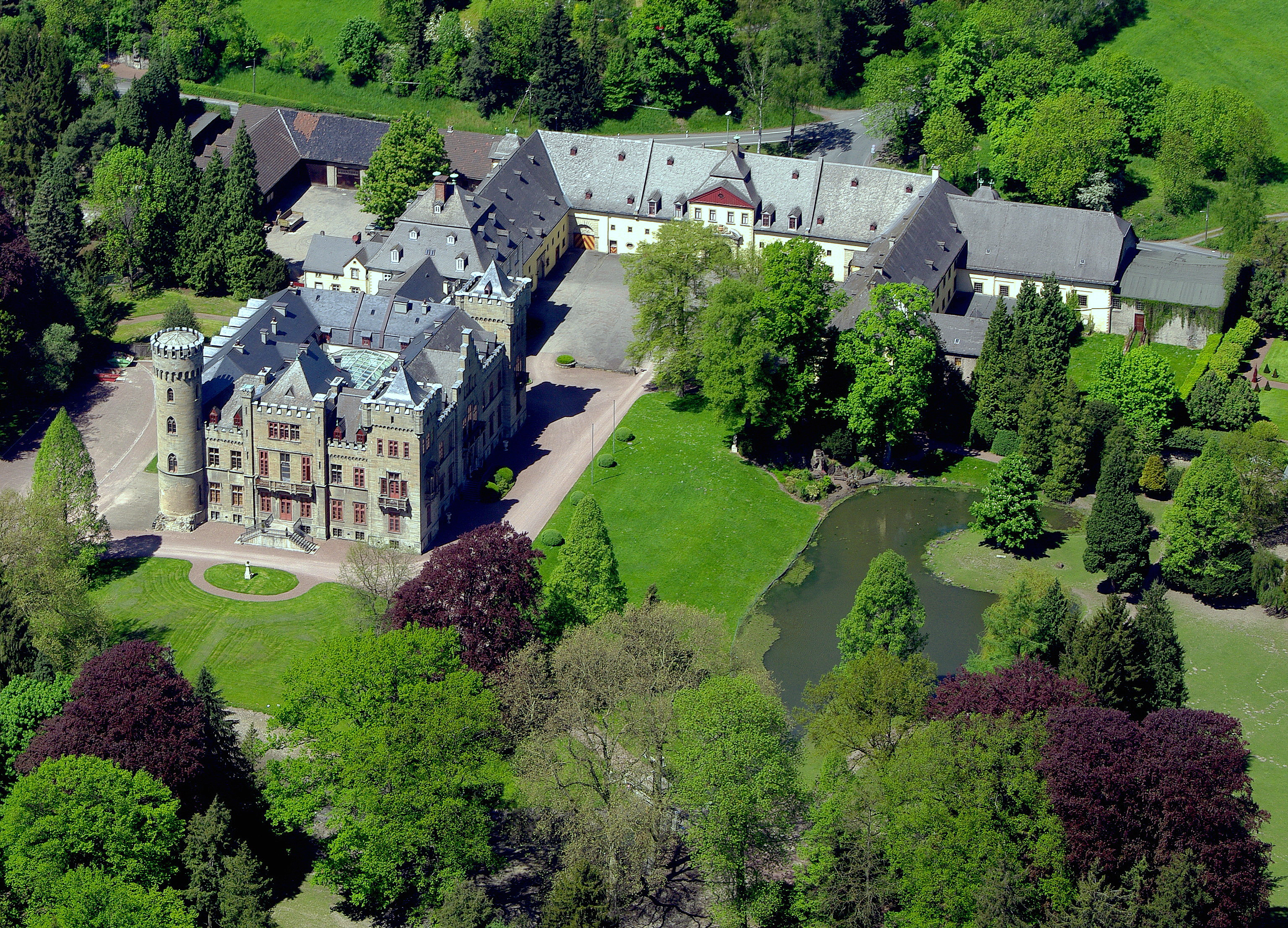
ヘルドリンゲン城
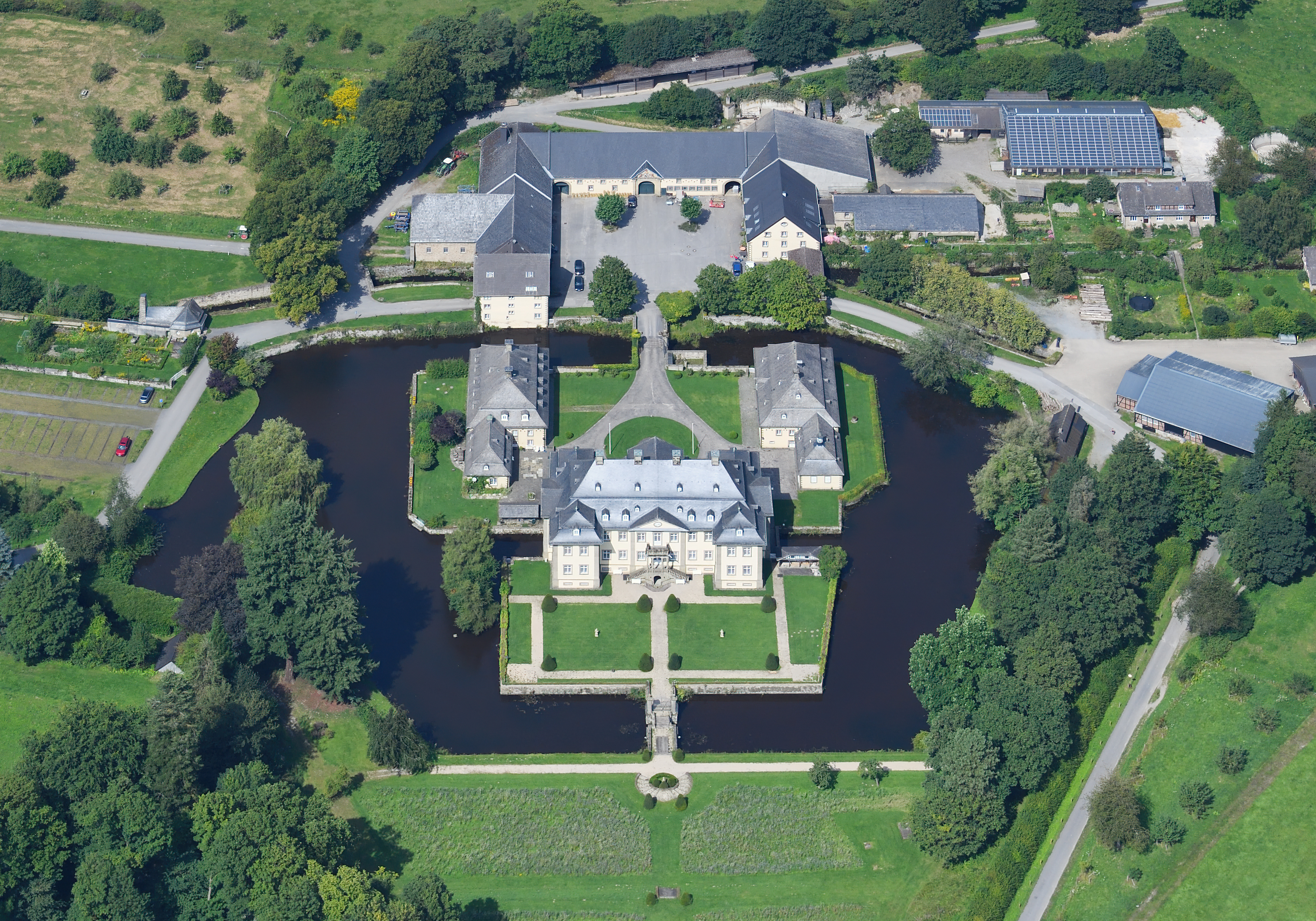
ケルトリングハウゼン城
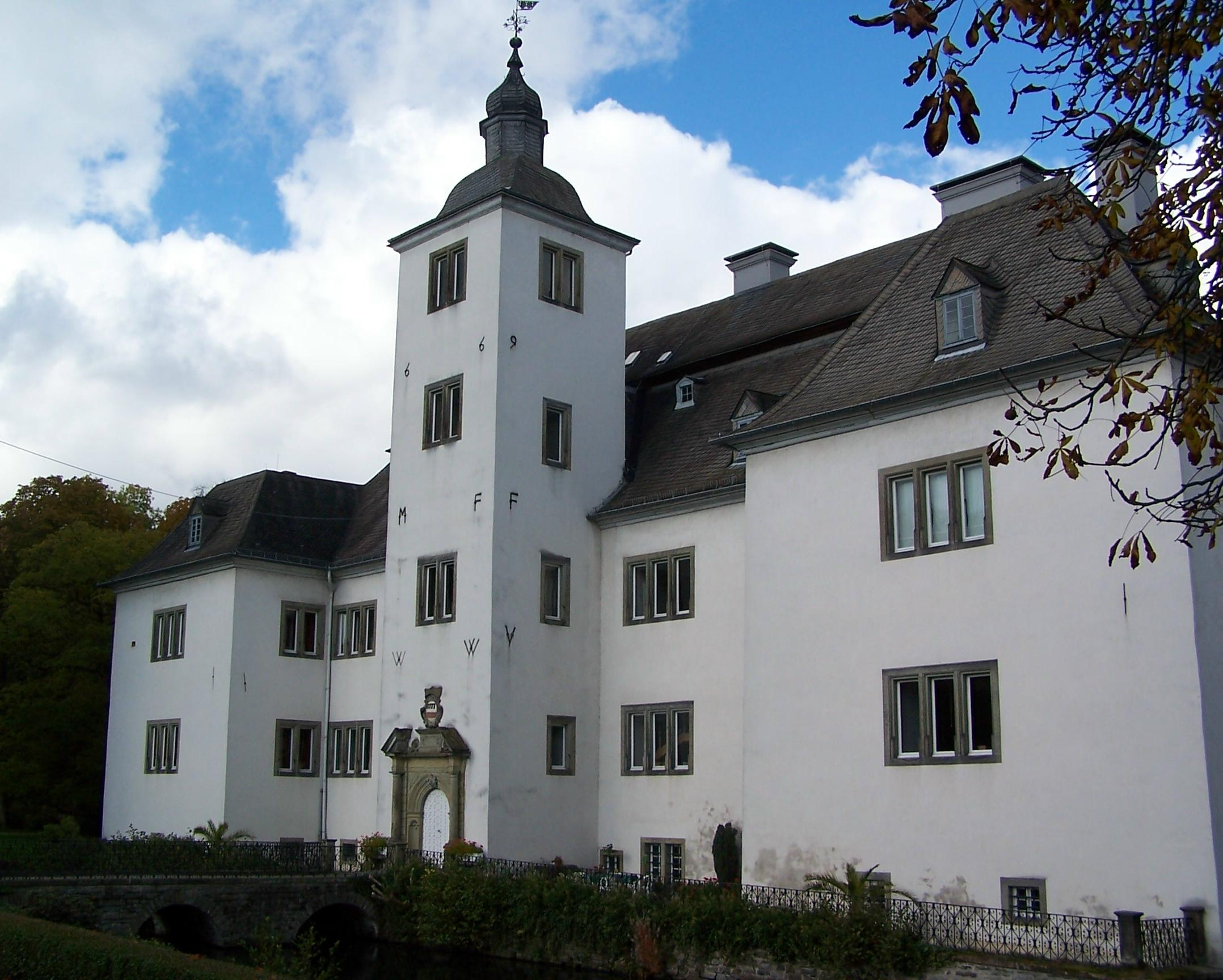
レーアー城
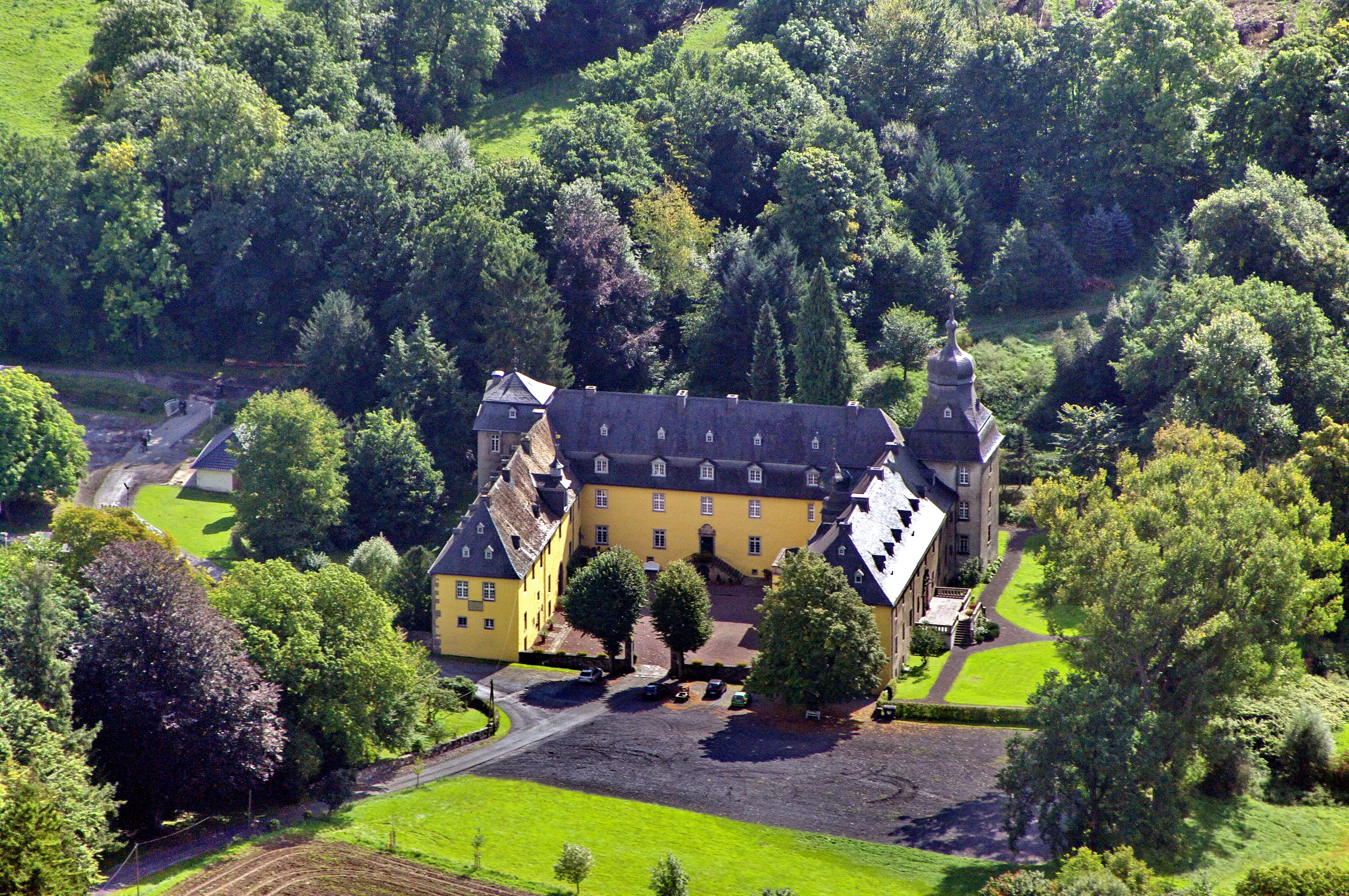
メルシェーデ城
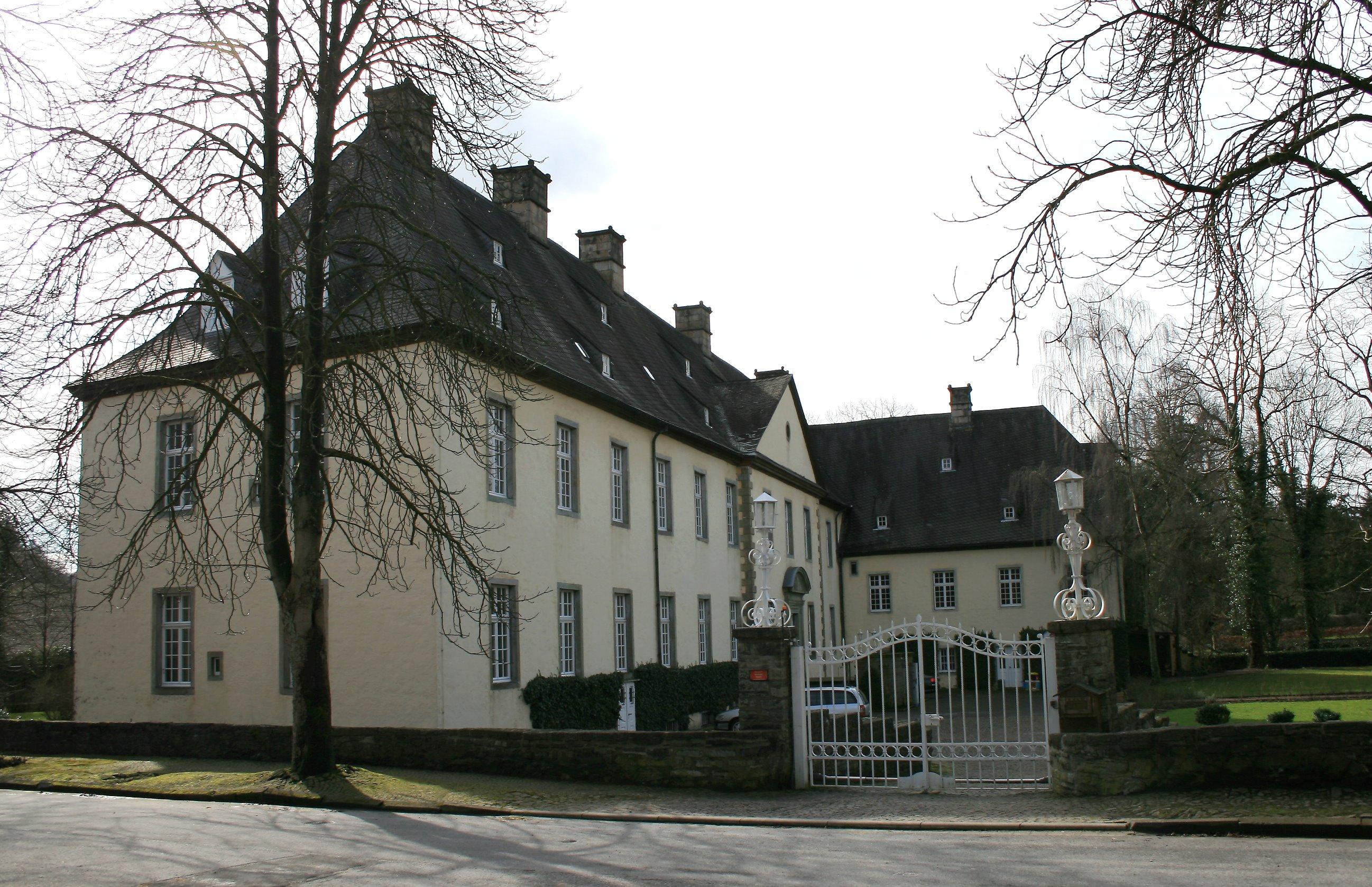
ヴォックルム城
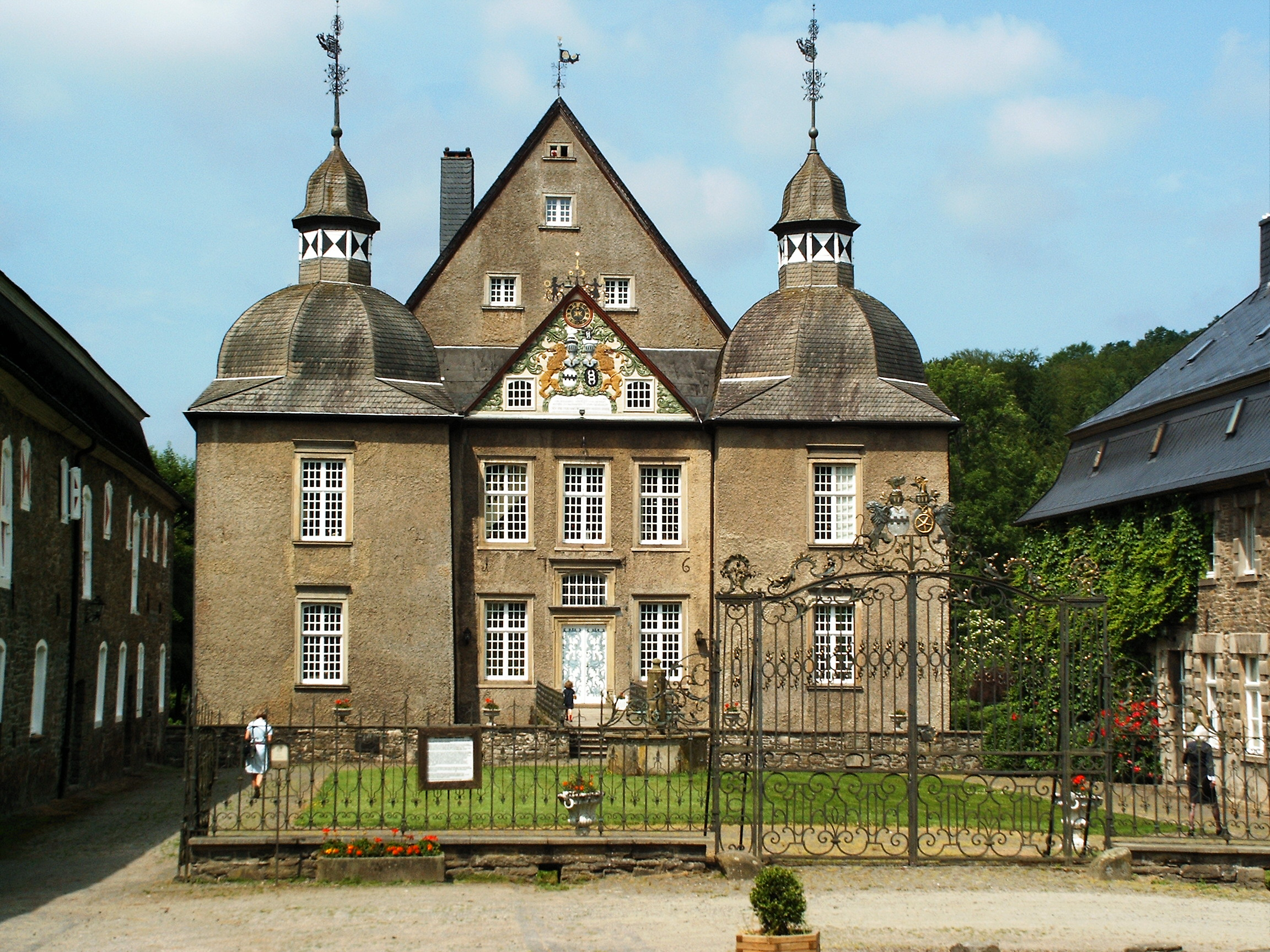
ノイエンホーフ城

#### 宗教建築

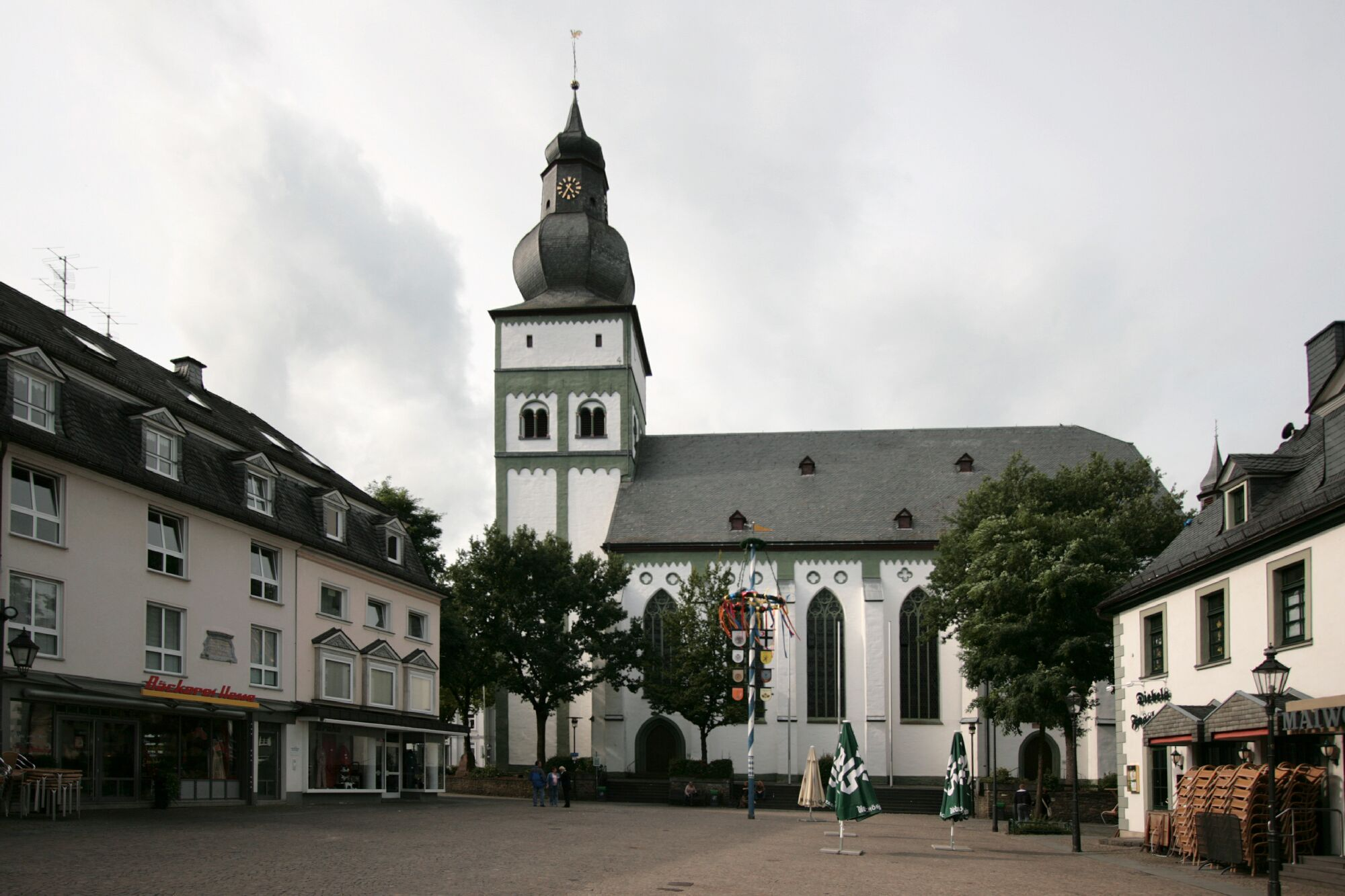
ザウアーラント聖堂と呼ばれるアッテンドルンの洗礼者聖ヨハネ教会

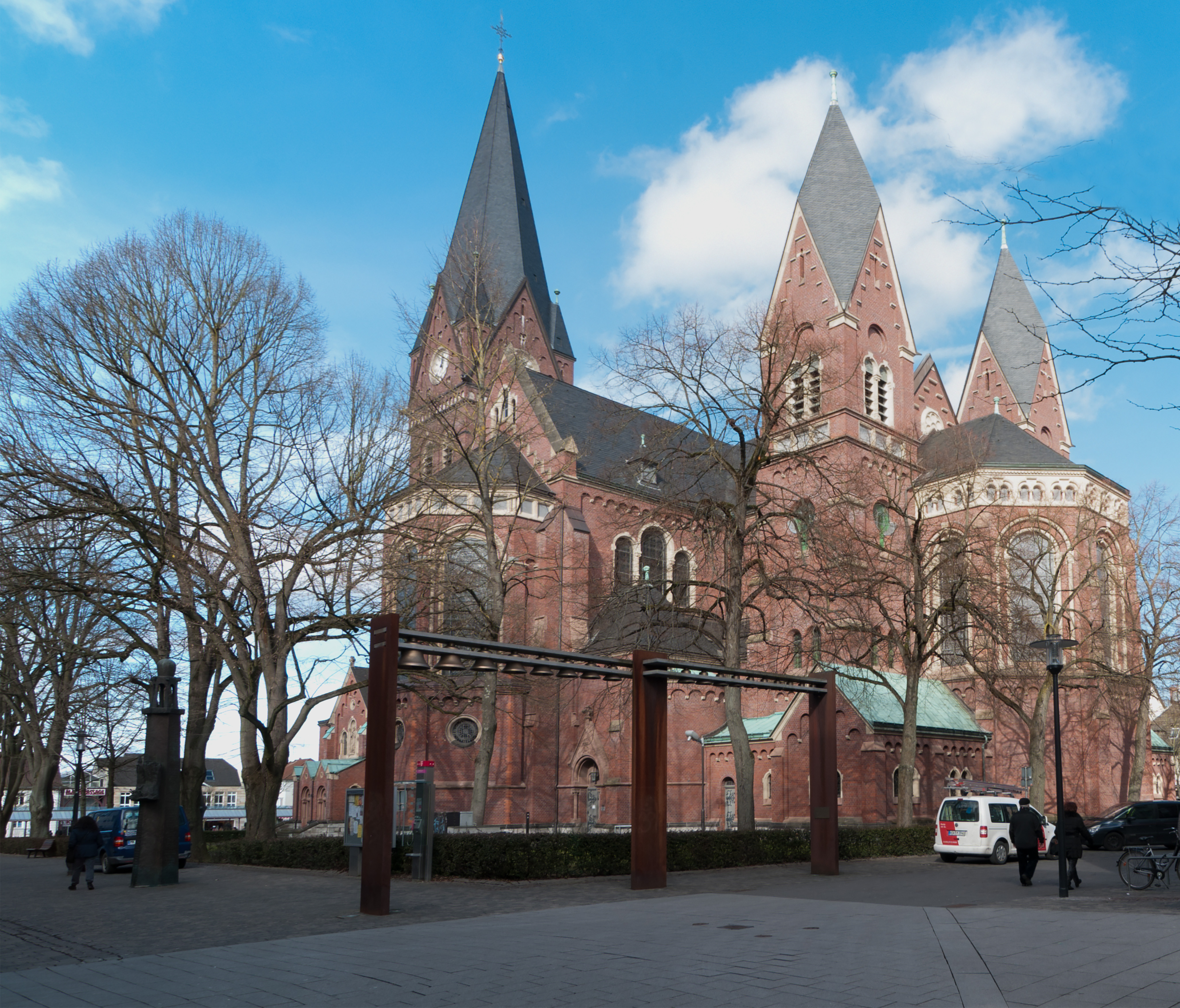
ネーハイムの洗礼者聖ヨハネ教会

教会や礼拝堂もザウアーラントの印象的な建造物である。こうした建物はこの地域の都市や村の古くからの中心地となっている。最も古い教会町は古い街道であるヘルヴェーク沿いのヴェルル、ゾースト、パーダーボルンの間に位置している。メシェデ修道院の歴史はカロリング朝にまで遡る。現在の教区教会である聖ヴァルブルガ教会の西塔の壁は9世紀に建造されたものである。11世紀には三廊式バシリカが流行した。たとえば、ドロルスハーゲンの聖クレメンス教会、テューレンの聖ディオニシウス教会、ベルクハウゼンの聖キリアクス教会などがその例である。この地域の典型的な建築様式は、ヴェストファーレン式ハレンキルヒェである。たとえば、ヴォルムバッハの聖ペーターおよびパウル教会、シュマレンベルクの聖アレクサンダー教会の古い部分、エーファースベルクの福音記者聖ヨハネ教会などである。八角形のドームを持つバルヴェの聖ブラジウス教会もこの様式と関係がある。後の時代の代表作がハレンベルクの聖ヘリベルト教会である。風変わりなのは、ハールシュトラングにあるドリュゲルター礼拝堂のロマネスク様式の中央部分で、その建築構造は数多くの推測の原因となっている。初期ゴシック建築の作例がオーバーマルスベルクの聖ニコラウス教会とアルンスベルクのヴェディングハウゼン修道院の教会である聖ラウレンティウス教会である。
この他にも数多くの特筆すべき中世教会建築がある。たとえばイーザーローンのマリエン教会（貴顕教会）と聖パンクラティウス教会（農民教会）、メンデンの聖ヴィンツェンツ教会、ブリーロンの聖ペトルスおよびアンドレアス教会などである。ザウアーラント聖堂と呼ばれているのが、（その大きさから）アッテンドルンの洗礼者聖ヨハネ教会と、近代に建設されたネーハイムの洗礼者聖ヨハネ教会である。
長年にわたって建設された教会はわずかである。特に旧ケルン領の地域では17世紀からバロック様式（一部はゴシック様式）の教会が建造された。この様式のザールキルヒェが、オーバーキルヒェンの聖ゲルトルート教会で、コールハーゲンのマリア・ハイムズーフング（聖母の帰郷）教会、オーバーフンデムの聖ランベルトゥス教会、エスローエの聖ペーターおよびパウル教会も類似の建築様式である。バロック時代には、メシェデの新しい修道院教会にあたる聖ヴァルブルガ教会やヴェンデンの聖ゼヴェリーン教会も建設された。
古い教会の多くはバロック様式に改築され、特に内装や調度は刷新された。これは多くの街の教会に今も遺されている。この地域から多くの芸術家が輩出された。たとえば、ハインリヒ・シュトロートマン、ヨハン・ザッセ、ハインリヒ・パーペン、ヨハン・テオドール・アクサー、ヨハン・レオンハルト・ファルターなどである。20世紀では、ヨーゼフ・ブーフクレーマーがザウアーラントで最も有名な教会建築家であった。

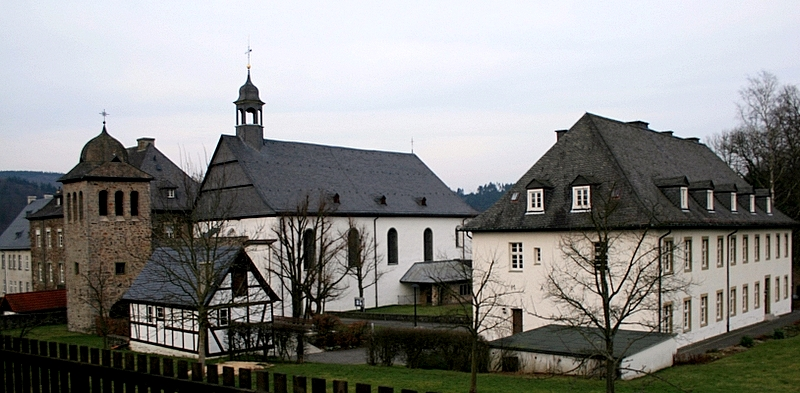
ルムベック修道院

いくつかの修道院や修道院教会も特筆に値する。現在のアルンスベルク地域では、たとえば、ヴェディングハウゼン修道院、ルムベック修道院、エリングハウゼン修道院などがそれにあたる。ヴェストファーレンで最も古い修道院は、既述のメシェデの修道院とオーバーマルスベルク修道院である。シュマレンベルク近郊のグラーフシャフト修道院やブレデラー修道院も古くからの証拠が遺されている。メシェデのケーニヒスミュンスター修道院も特筆すべき近代建築である。これは、現在、ザウアーラントで最大の、人が住む修道院施設である。城館と宗教施設の中間の特殊な形態なのがミュールハイム・ドイツ騎士団司令部である。
ユダヤ系住民は、たとえばリューテンやオーバーマルスベルクなどの近世初期にまで遡る独自の墓地の他に、独自のシナゴーグを遺している。いずれのシナゴーグも、ホロコースト後は宗教施設として用いられていない。いくつかは修復され、かつての機能が分かるようになっている。18世紀の木組み建築の様式で造られたパドベルクのシナゴーグや、ネーハイムのシナゴーグ、メシェデのシナゴーグがそうした例である。その他の建物は大きく改築され、アルンスベルクのシナゴーグにはかつての宗教施設の痕跡を見て取ることはできない。ブリーロンなどの一連のシナゴーグは1938年の「水晶の夜」で完全に破壊された。
イスラム系住民、特にトルコからの移住者は、1970年代に改造され建物内にいわゆる「ヒンターホーフモスク」（直訳: 隠れモスク）をもうけた。1990年、イーザーローンに、増改築された工場の建物に DİTİB-モスクが設置された。これはドームとミナレットを持つ最初のモスクであった。2008年にザウアーラント初の完全に新築のモスクとしてメシェデに Fatih-モスクが完成した。

#### 木組みの家とスレート張りの家

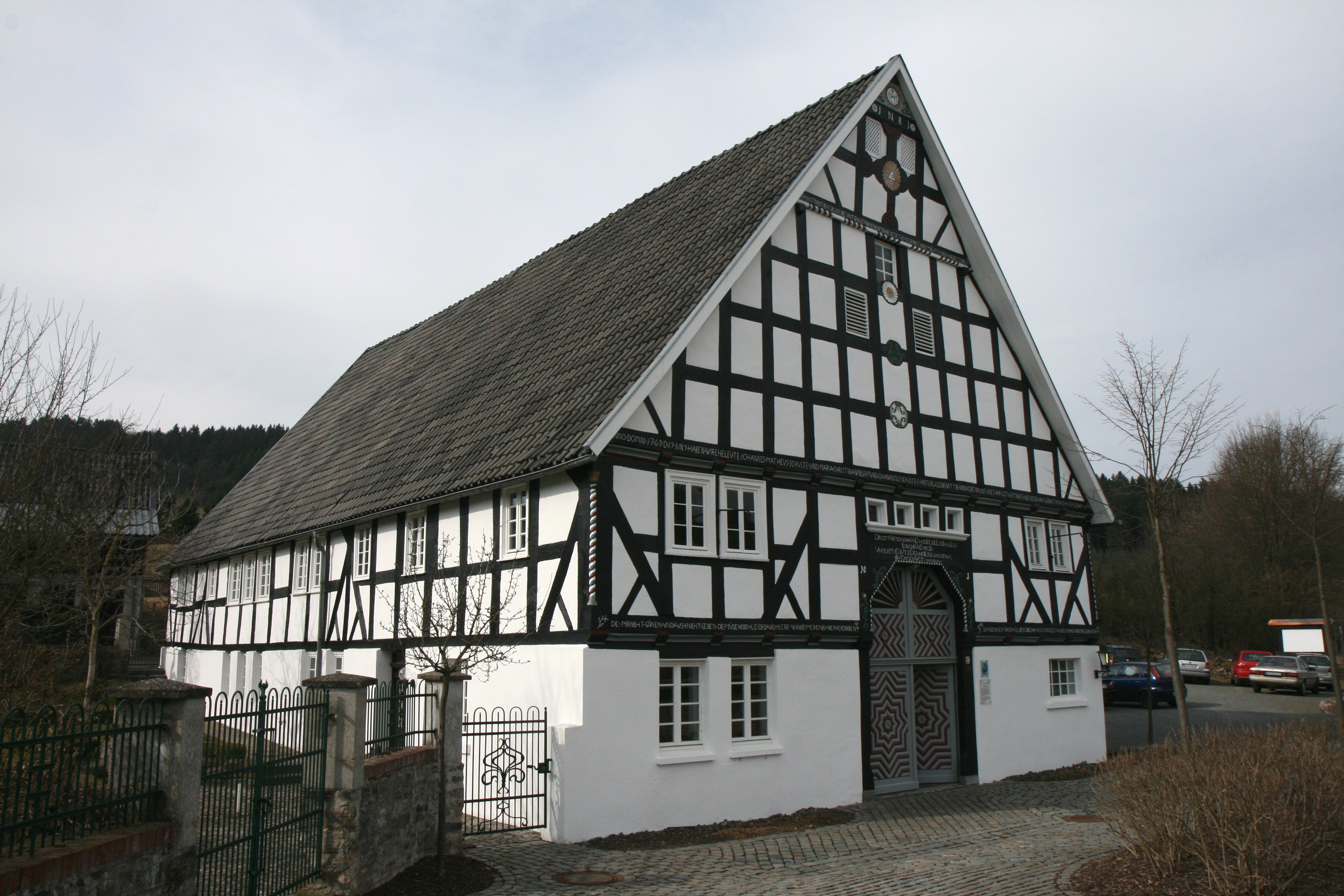
シュテルトシュテルンホーフ

ザウアーラントの風景には、特徴的な黒 - 白の木組み建築の家が多くの集落に存在している。1920年代の郷土保護運動は、「典型的な」ザウアーラントの家について、3階建て、4本の柱からなるホール様式の家で、黒塗りの木組みに白漆喰の格子模様、切妻およびアーチ状の装飾を持ち、スレート張りの屋根を戴く、と記述している。こうした建築の典型的な作例が、1769年に建設されたコベンローデのシュテルトシュルテンホーフである。この他にも、ハレンベルク、キルヒファイシェーデ、オーバーキルヒェンなどザウアーラントの多くの町で見応えある作例を見ることができる。ザウアーラントには木組みの家の他にスレート張りの家も多く存在する。特にスレートの産出量の多い地域では、そうした様式の家が集落を形成している。

### 博物館と文化財

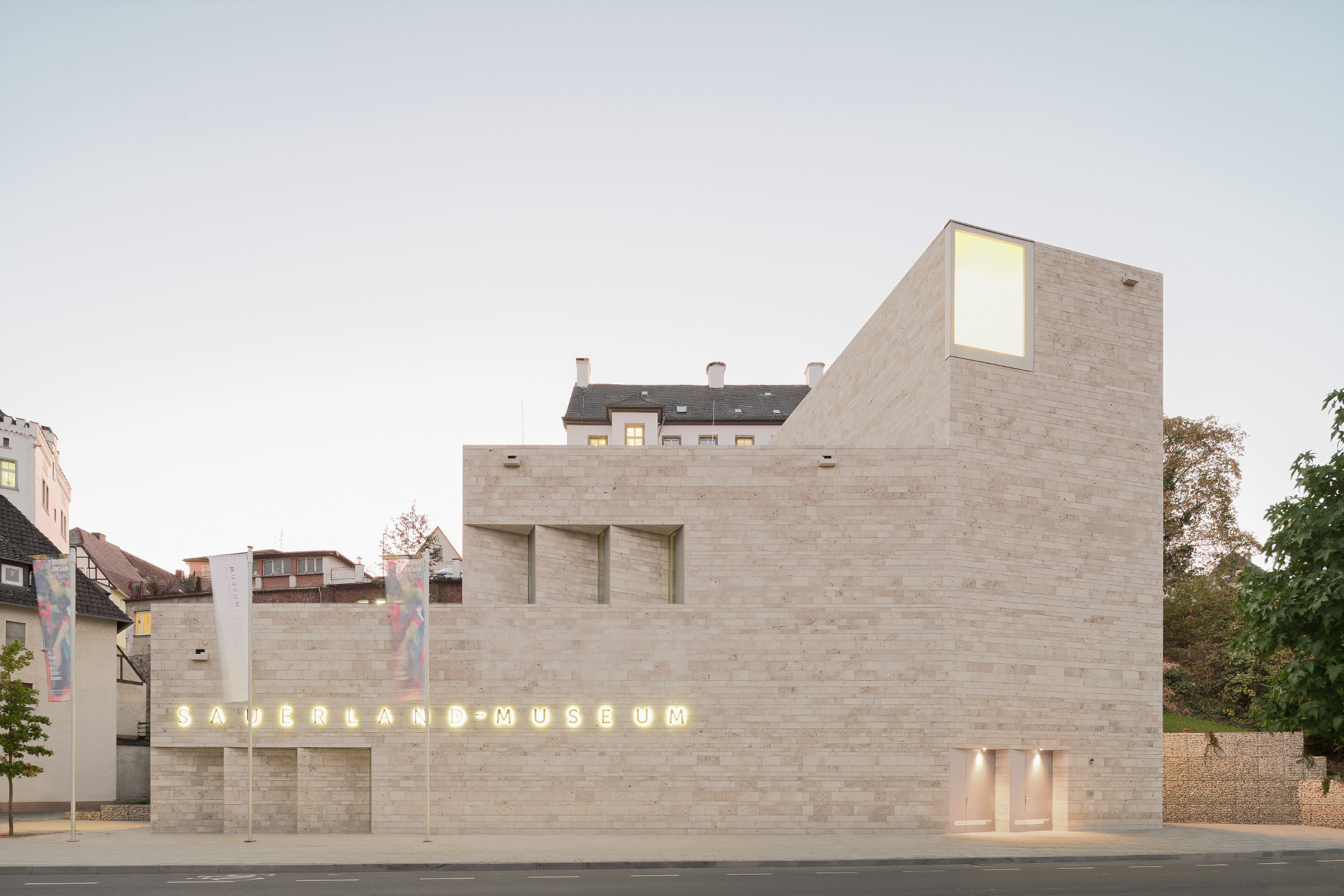
ザウアーラント博物館の新館

リューデンシャイトにはサイエンス・センター「フェノメンタ」がある。リューデンシャイトには歴史博物館もあり、特に様々な入れ替え展示には地域を超えて観客が訪れる。アルンスベルクのザウアーラント博物館やイーザーローンのドイツ洞窟博物館も同様である。アルテナのドイツ針金博物館は、この種のものとして世界唯一の博物館である。ベーデフェルトにはホーホザウアーラント郡の生物学ステーションに関連して自然文化体験博物館がある。ドライスラーデでは、重晶石博物館がこの町の鉱山史を紹介している。エスローエ機械および郷土博物館は、産業技術史に関する博物館である。ホルトハウゼン・スレート採掘および郷土博物館は、様々なテーマの常設展示の他に、定期的に全国的な注目を集める特別展示を行っており、南ヴェストファーレン・ギャラリーとつながっている。注目すべき地方史の博物館には、ブリーロン市立博物館、イーザーローン市立博物館、メンデン博物館、アルテナのマルク伯博物館、アッテンドルンの南ザウアーラント博物館がある。さらに数多くの郷土博物館や専門博物館がある。

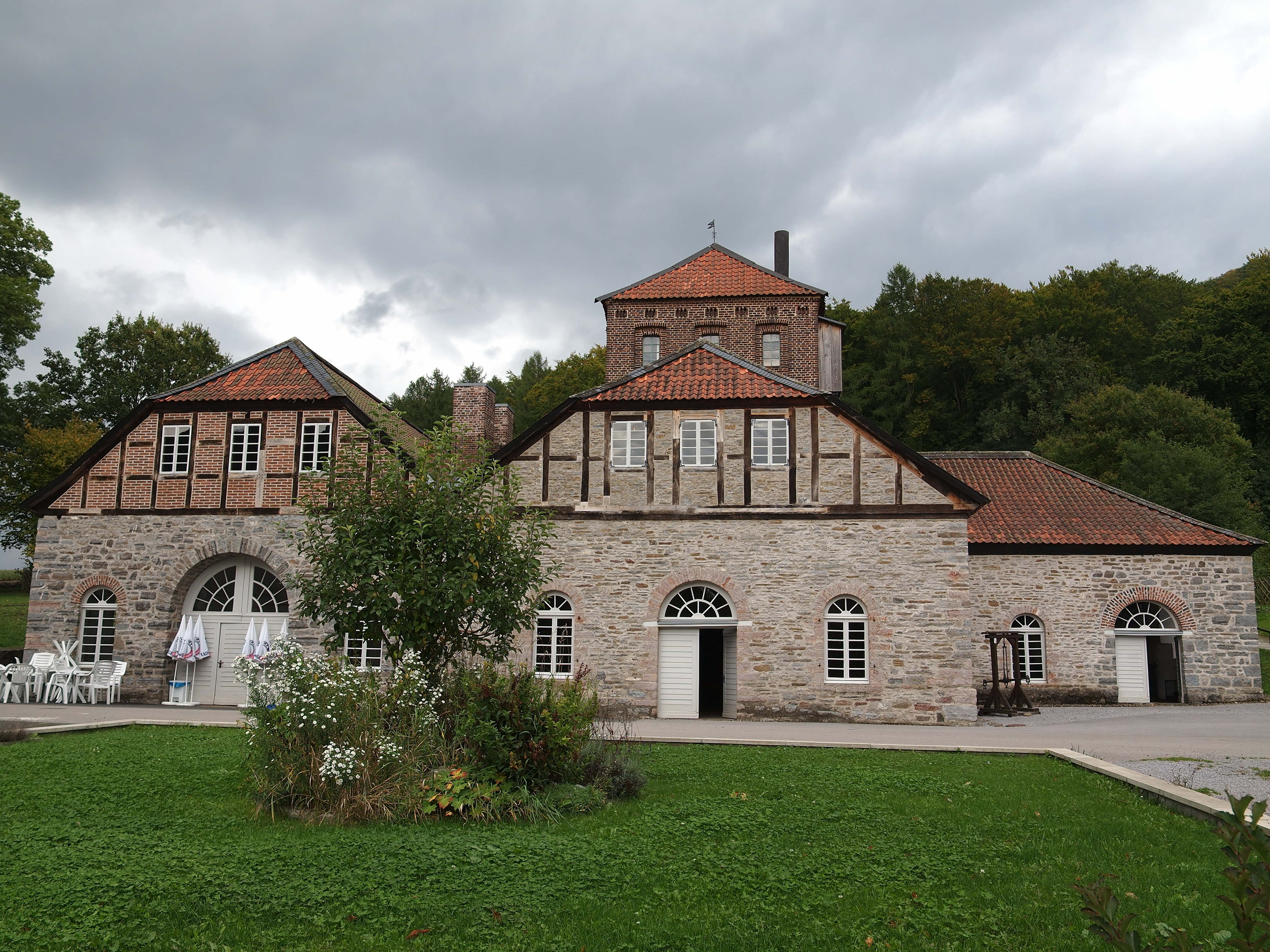
バルヴェのルイーゼンヒュッテ博物館

数多くの博物館風の施設がこの地域の古い産業や工業の過去を紹介している。訪問者にとって魅力なのは間違いなくベストヴィヒのラムゼック体験型見学鉱山やイーザーローンのマステ＝バーレンドルフ歴史的工場施設である。ヴェンデナー・ヒュッテやルイーゼンヒュッテ・ヴォックルムでは、ドイツで最も古い時代の溶鉱炉施設を見学することができる。バルヴェのルイーゼンヒュッテは、水力と木炭で稼働していた高炉施設が完全に保存されており、ドイツでもユニークな工業博物館の1つである。鋳鉄所や周辺部を含む、1865年に閉鎖された製鉄所の複合体が製鉄の歴史を物語っている。マルスベルクのキリアン坑も見学者に公開されている。ヘルシャイトとプレッテンベルクとの間をメルキシェス保存鉄道が運行している。ハーゲン近郊メッキンガーバッハタールの手工業および産業技術ヴェストファーレン地方博物館は、野外博物館として手工業や産業の歴史を紹介している。その重点はザウアーラントの鉄加工業である。

## 関連図書
- Stefan Baumeier, Christoph Köck, ed (1994). Sauerland – Facetten einer Kulturregion. Detmold: Schriften des Westfälischen Freilichtmuseums Detmold – Landesmuseum für Volkskunde. ISBN 978-3-930271-20-7
- Alfred Bruns (1992). Landschaftsverband Westfalen-Lippe. ed. Die Straßen im südlichen Westfalen. Veröffentlichungen aus dem Archiv des Landschaftsverbandes. 1. Münster
- Rudolf Brüschke, Norbert Föckeler, ed (1994). Jüdisches Leben im Hochsauerlandkreis. Hochsauerlandkreis Schriftenreihe. III. Fredeburg. ISBN 978-3-930271-18-4
- Peter Bürger, ed (2015) (PDF). Friedenslandschaft Sauerland – Beiträge zur Geschichte von Pazifismus und Antimilitarismus in einer katholischen Region (= daunlots. internetbeiträge des christine-koch-mundartarchivs am museum eslohe, Nr. 77). Eslohe 2020年9月27日閲覧。
- Peter Bürger, ed (2015). Sauerländische Friedensboten. Friedensarbeiter, Antifaschisten und Märtyrer des kurkölnischen Sauerlandes. 1. Norderstedt
- Peter Bürger, ed (2018). Sauerländische Friedensboten. Friedensarbeiter, Antifaschisten und Märtyrer des kurkölnischen Sauerlandes. 2. Norderstedt
- Ernst Dossmann (1983). Auf den Spuren der Grafen von der Mark. Wissenswertes über das Werden und Wachsen der ehemaligen Grafschaft Mark und über den Märkischen Kreis. Iserlohn: Mönnig. ISBN 978-3-922885-14-6
- Ernst Dossmann (1987). Papier aus der alten Grafschaft Mark: Papierherstellung und Verarbeitung im Wirtschaftsraum zwischen Volme, Ruhr und Hönne: eine wirtschaftsgeographische und familiengeschichtliche Studie zur Entwicklung eines bedeutsamen südwestfälischen Wirtschaftszweiges im Umkreis der Städte Hagen, Iserlohn, Hemer, Menden, Fröndenberg und Plettenberg. Iserlohn: Mönnig. ISBN 978-3-922885-33-7
- Karl-Peter Ellerbrock, Tanja Bessler-Worbs, ed (2001). Wirtschaft und Gesellschaft im südöstlichen Westfalen. Dortmund: Ges. für Westfälische Wirtschaftsgeschichte. ISBN 978-3-925227-42-4
- Jens Friedhoff (2002). Sauerland und Siegerland. 70 Burgen und Schlösser. Stuttgart
- Richard Götte (2007). Flora im östlichen Sauerland. Verein für Natur- und Vogelschutz im HSK e. V.. ISBN 978-3-00-021099-0
- Friedrich Wilhelm Grimme (1929). Das Sauerland und seine Bewohner. Iserlohn: Sauerland-Verlag
- Friedrich Albert Groeteken (1926). Die Sagen des Sauerlandes (2 ed.). Schmallenberg: Philipp Glade
- Albert K. Hömberg (1938). Siedlungsgeschichte des oberen Sauerlandes. Thiele
- Harm Klueting, ed (2009). Das kölnische Herzogtum Westfalen von den Anfängen der Kölner Herrschaft im südlichen Westfalen bis zur Säkularisation 1803. Das Herzogtum Westfalen. 1. Münster: Aschendorff. ISBN 978-3-402-12827-5
- Harm Klueting, ed (2012). Das ehemalige kurkölnische Herzogtum Westfalen im Bereich der heutigen Kreise Hochsauerland, Olpe, Soest und Märkischer Kreis (19. und 20. Jahrhundert) / Teilbd. 2. Das Herzogtum Westfalen. 2. Münster: Aschendorff. ISBN 978-3-402-12862-6
- Ottilie Knepper-Babilon; Hanneli Kaiser-Löffler (2003). Widerstand gegen die Nationalsozialisten im Sauerland – eine Untersuchung zum Verhalten der sauerländischen Bevölkerung während der NS-Zeit. Brilon: Podszun. ISBN 3-86133-309-0
- Peter Kracht (2005). Sauerland, Siegerland und Wittgensteiner Land. Regionen in NRW. 1. Münster
- Georg Mieders (2006). Flora des nördlichen Sauerlandes. Balve. ISBN 978-3-89053-104-5
- Willi Mues (1984). Der große Kessel. Eine Dokumentation über das Ende des Zweiten Weltkrieges zwischen Lippe und Ruhr/Sieg und Lenne. Erwitte
- Franz Mühlen (1987). Das Sauerland. Westfälische Kunst. München/Westberlin
- Herbert Nicke (2001). Vergessene Wege. Das historische Fernwegenetz zwischen Rhein, Weser, Hellweg und Westerwald, seine Schutzanlagen und Knotenpunkte. Geschichte zwischen Berg, Wildenburg und Südwestfalen. 9. Nümbrecht: Galunder. ISBN 978-3-931251-80-2
- Horst Nieder (2006). Zeitreise durch das Sauerland. Ausflüge in die Vergangenheit. Gudensberg-Gleichen: Wartberg-Verl.. ISBN 978-3-8313-1515-4
- Otmar Plaßmann (2001). Mittelalterliche Kunst im Sauerland – Bildhandbuch. Schmallenberg: Schriften des Klosters Grafschaft
- Otmar Plaßmann (2005). Barocke Kunst im Sauerland – Bildhandbuch. Schmallenberg: Schriften des Klosters Grafschaft
- Dietmar Sauermann, ed (1990). Gute Aussicht – Beiträge und Bilder aus der Frühzeit des Fremdenverkehrs im Sauerland. 5. Rheda-Wiedenbrück: Güth Verlagsgesellschaft/Heckmann Verlag. ISBN 978-3-922828-48-8
- Achim Walder (2005). Sehenswertes im Sauerland. Märkisches-, Südliches- und Hochsauerland. Walder Verlag. ISBN 3-936575-16-9
- Johannes Wolburg. “Das Devon im Gebiet der oberen Lenne”. Preußische Geologischen Landesanstalt (Berlin) (151).
- Der Hochsauerlandkreis (1996). Entwicklung und Wandel einer Region. Arnsberg: Becker. ISBN 978-3-930264-12-4
- Der Kreis Iserlohn (1972). Ein dynamischer Lebensraum im Sauerland. Iserlohn: Sauerland-Verlag. ISBN 978-3-87695-011-2
- daunlots. internetbeiträge des christine-koch-mundartarchivs am museum eslohe. http://www.sauerlandmundart.de/daunlots.html+2020年9月27日閲覧。.
- Südsauerland – Heimatstimmen aus dem Kreis Olpe. ISSN 0177-2899.
- SüdWestfalen Archiv. ISSN 1618-8934.
- Sauerland. ISSN 0177-8110.
- Jahrbuch Hochsauerlandkreis.

### 原注
1. ↑  ザウアーラント北部は、アルンスベルガー・ヴァルト自然公園が広がっているため、しばしば「アルンスベルガー・ヴァルト」（アルンスベルクの森）と呼ばれる。この自然公園の最も高い山並み「プラックヴェークヘーエ」はアルンスベルクの森ではなく、プラックヴァルトに位置している。